# Missões diplomáticas do Brasil

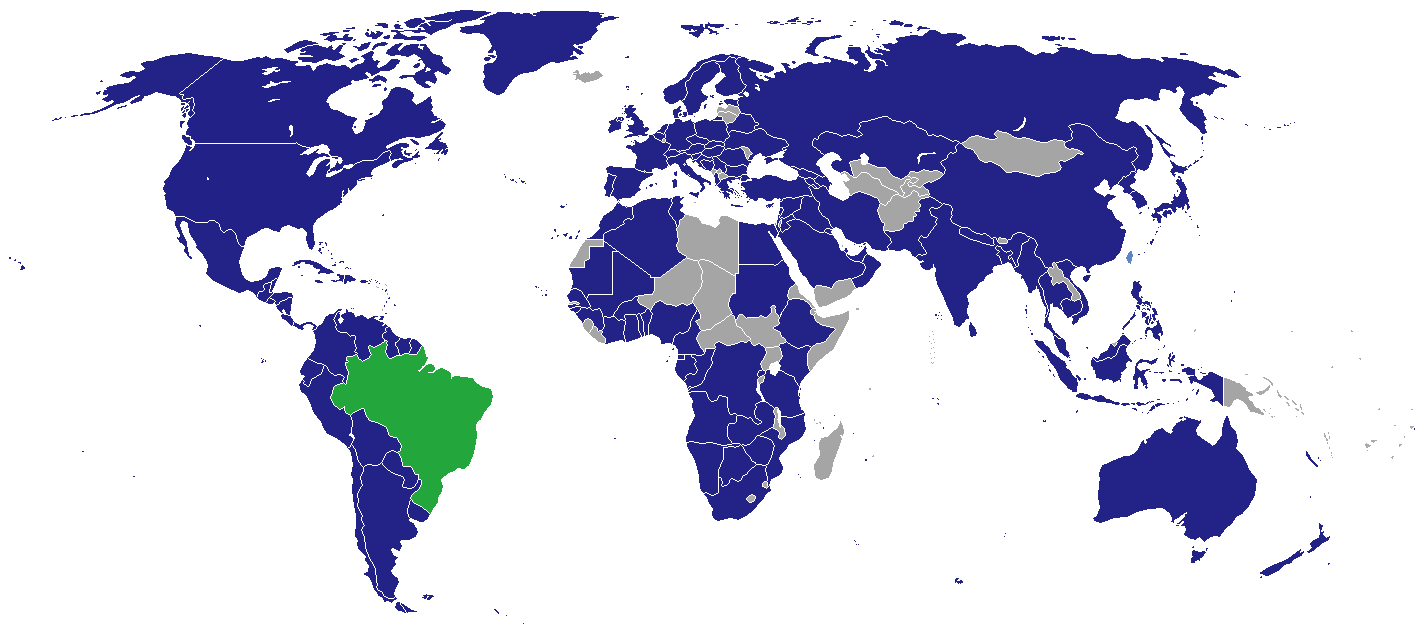
Mapa dos países com embaixada brasileira

As missões diplomáticas do Brasil são extensas, sendo o país da América Latina com mais embaixadas no exterior. Possui representações diplomáticas em praticamente todos os Estados do mundo, com exceção de 56 dos 194 países da atualidade, entre eles Reino do Butão, Camboja, Iêmen, Micronésia, Estado Independente de Samoa, Ilhas Salomão, Islândia, Principado de Mônaco, Reino de Tonga, República das Ilhas Marshall, República das Fíji, República de Kiribati, República de Nauru, República de Palau, Tuvalu e República de San Marino. Totalizando uma relação com 138 países em todos os continentes do mundo; e ainda com a Autoridade Nacional Palestina. Atualmente o Brasil tem intensificado suas relações com o BRICS (Rússia, Índia, China e África do Sul) e os "próximos onze" países em desenvolvimento.
A seguir estão listadas as missões diplomáticas brasileiras, classificadas por continente. A lupa indica artigo principal.

## África
- África do Sul

Pretória (Embaixada) 
Cidade do Cabo (Consulado-Geral)
- Angola

Luanda (Embaixada) 
- Argélia

Argel (Embaixada)
- Benim

Cotonu (Embaixada)
- Botswana

Gaborone (Embaixada)
- Burquina Fasso

Uagadugu (Embaixada)
- Cabo Verde

Cidade da Praia (Embaixada)
- Camarões

Iaundé (Embaixada) 
- Costa do Marfim

Abijã (Embaixada)
- Egito

Cairo (Embaixada)
- Etiópia

Adis Abeba (Embaixada) 
- Gabão

Libreville (Embaixada)
- Gana

Acra (Embaixada)
- Guiné

Conacri (Embaixada)
- Guiné-Bissau

Bissau (Embaixada) 
- Guiné Equatorial

Malabo (Embaixada)
- Líbia

Trípoli (Embaixada) 
- Mali

Bamaco (Embaixada) 
- Marrocos

Rabate (Embaixada) 
- Mauritânia

Nuaquexote (Embaixada)
- Moçambique

Maputo (Embaixada) 
- Namíbia

Vinduque (Embaixada) 
- Nigéria

Abuja (Embaixada) 
Lagos (Consulado-Geral)
- Quênia

Nairóbi (Embaixada)
- República do Congo

Brazzaville (Embaixada) 
- República Democrática do Congo

Quinxassa (Embaixada) 
- Ruanda

Quigali (Embaixada)
- São Tomé e Príncipe

São Tomé (Embaixada)
- Senegal

Dacar (Embaixada)
- Sudão

Cartum (Embaixada)
- Tanzânia

Dar es Salã (Embaixada)
- Togo

Lomé (Embaixada)
- Tunísia

Túnis (Embaixada)
- Zâmbia

Lusaca (Embaixada)
- Zimbabwe

Harare (Embaixada)
Galeria

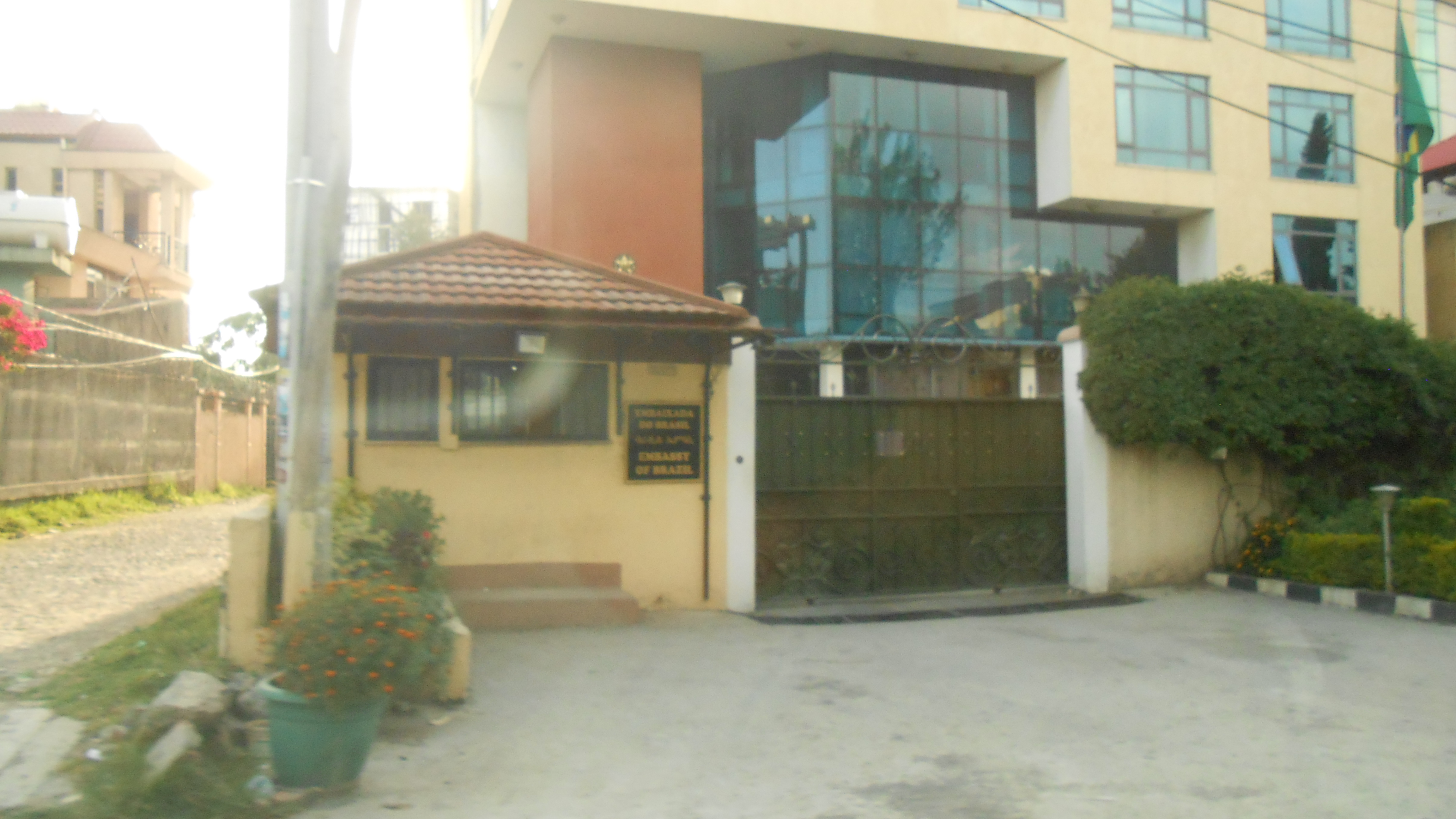
Embaixada em Adis Abeba
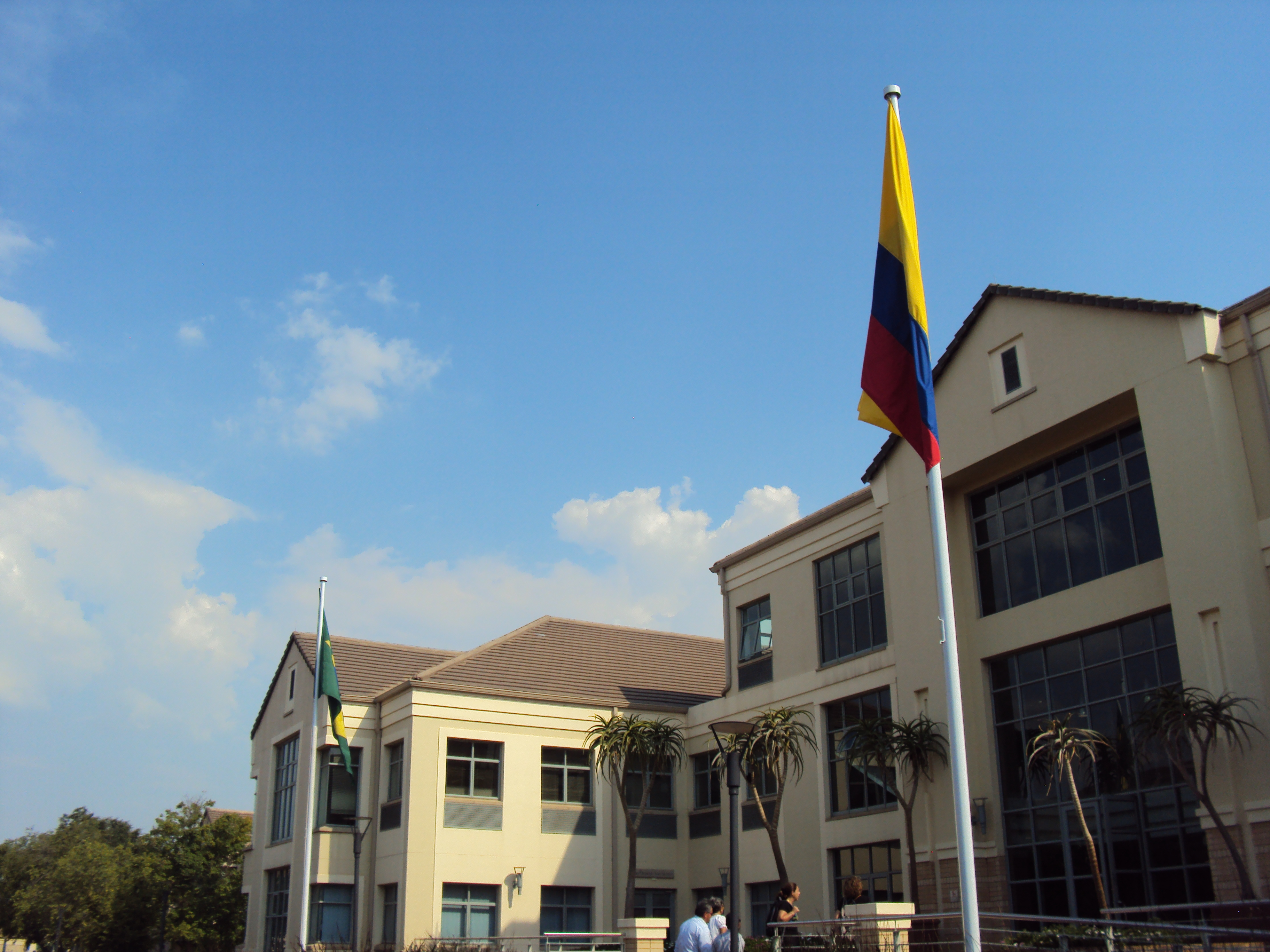
Embaixada em Pretória
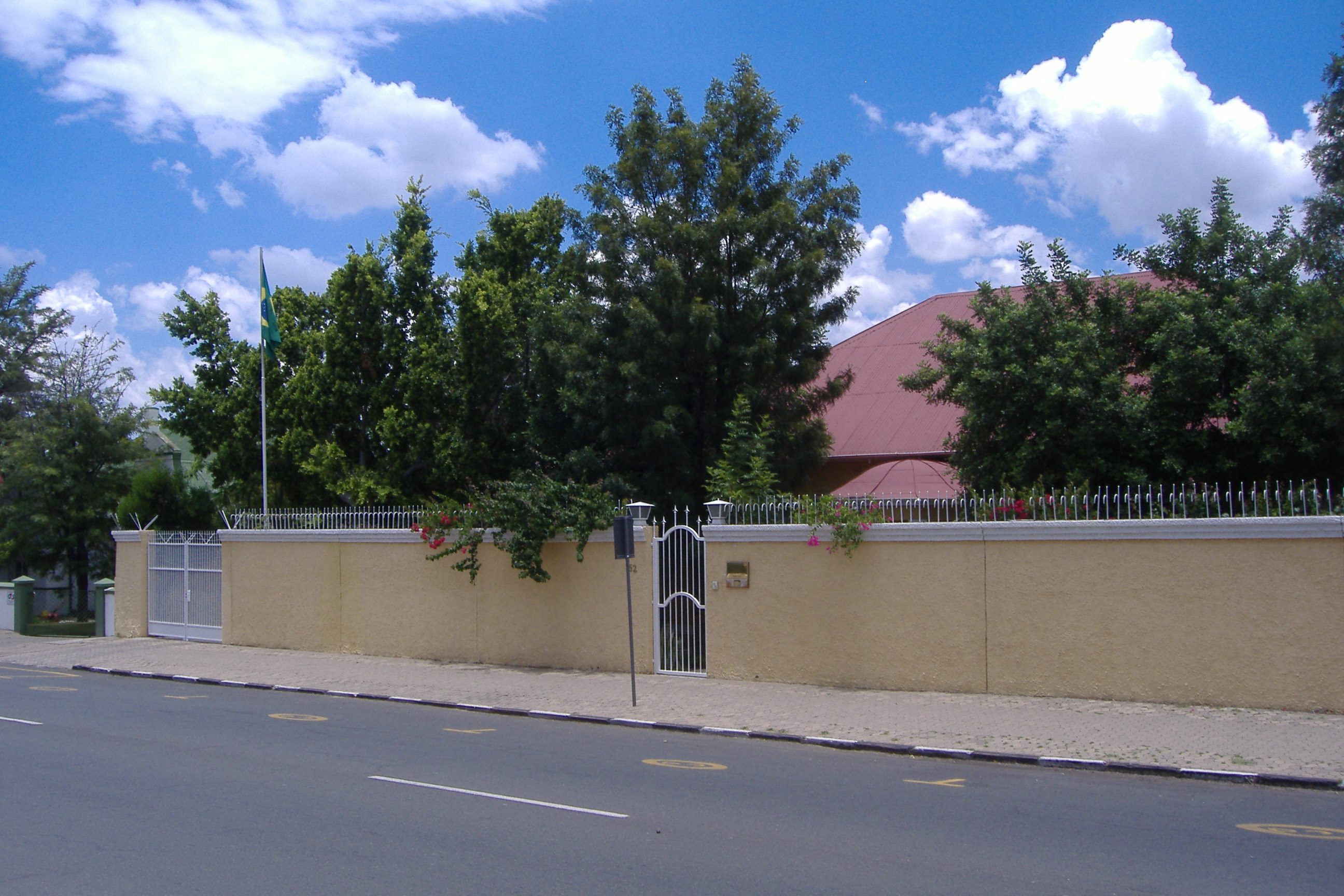
Embaixada em Vinduque

## América
- Argentina

Buenos Aires (Embaixada) 
Buenos Aires (Consulado-Geral)
Córdoba (Consulado-Geral)
Mendoza (Consulado-Geral)
Paso de los Libres (Consulado)
Puerto Iguazú (Consulado)
- Bahamas

Nassau (Embaixada)
- Barbados

Bridgetown (Embaixada) 
- Belize

Belmopan (Embaixada) 
- Bolívia

La Paz (Embaixada)
Cochabamba (Consulado-Geral)
Santa Cruz de la Sierra (Consulado-Geral)
Cobija (Consulado)
Guayaramerín (Consulado)
Puerto Quijarro (Consulado)
- Canadá

Ottawa (Embaixada) 
Montreal (Consulado-Geral)
Toronto (Consulado-Geral)
Vancouver (Consulado-Geral)
- Chile

Santiago (Embaixada)
Santiago (Consulado-Geral)
- Colômbia

Bogotá (Embaixada) 
Letícia (Vice-Consulado)
- Costa Rica

San José (Embaixada) 
- Cuba

Havana (Embaixada) 
- Equador

Quito (Embaixada) 
- El Salvador

San Salvador (Embaixada)
- Estados Unidos

Washington, D.C (Embaixada) 
Washington, D.C (Consulado-Geral)
Atlanta (Consulado-Geral)
Boston (Consulado-Geral)
Chicago (Consulado-Geral)
Hartford (Consulado-Geral)
Houston (Consulado-Geral)
Los Angeles (Consulado-Geral)
Miami (Consulado-Geral)
Nova Iorque (Consulado-Geral)
Orlando (Consulado-Geral)
São Francisco (Consulado-Geral)
- Guatemala

Cidade da Guatemala (Embaixada) 
- Guiana

Georgetown (Embaixada)
Lethem (Vice-Consulado)
- Haiti

Porto Príncipe (Embaixada)
- Honduras

Tegucigalpa (Embaixada) 
- Jamaica

Kingston (Embaixada) 
- México

Cidade do México (Embaixada) 
Cidade do México (Consulado-Geral)
- Panamá

Cidade do Panamá (Embaixada) 
- Paraguai

Assunção (Embaixada) 
Assunção (Consulado-Geral)
Ciudad del Este (Consulado-Geral)
Pedro Juan Caballero (Consulado)
Salto del Guairá (Consulado)
Concepción (Vice-Consulado)
Encarnación (Vice-Consulado)
- Peru

Lima (Embaixada) 
Iquitos (Consulado)
- República Dominicana

Santo Domingo (Embaixada)
- Santa Lúcia

Castries (Embaixada) 
- Suriname

Paramaribo (Embaixada)
- Trinidad e Tobago

Porto de Espanha (Embaixada)
- Uruguai

Montevidéu (Embaixada)
Montevidéu (Consulado-Geral)
Rivera (Consulado-Geral)
Chuy (Consulado)
Artigas (Vice-Consulado)
Rio Branco (Vice-Consulado)
- Venezuela

Caracas (Embaixada)
Galeria

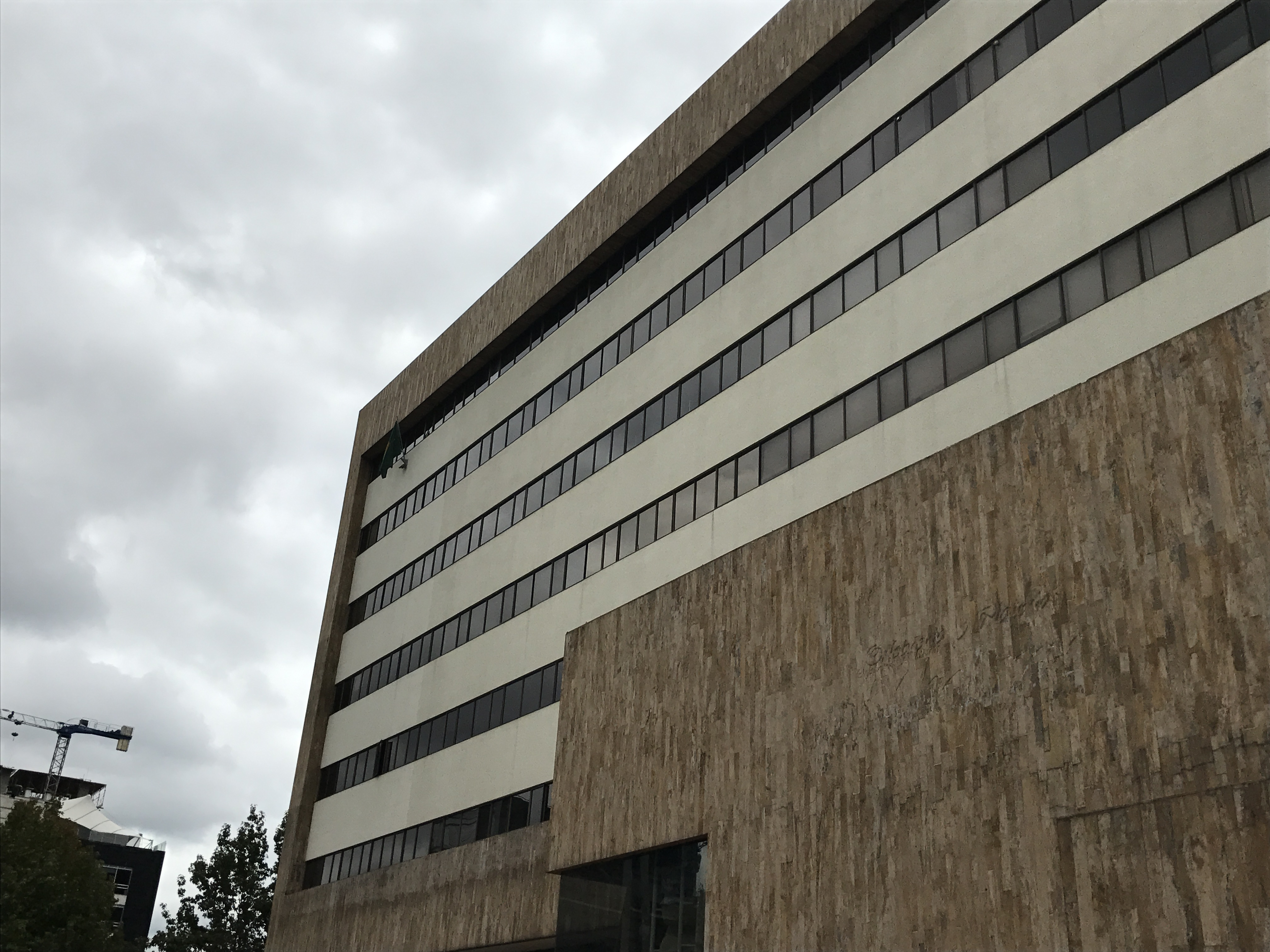
Embaixada em Bogotá
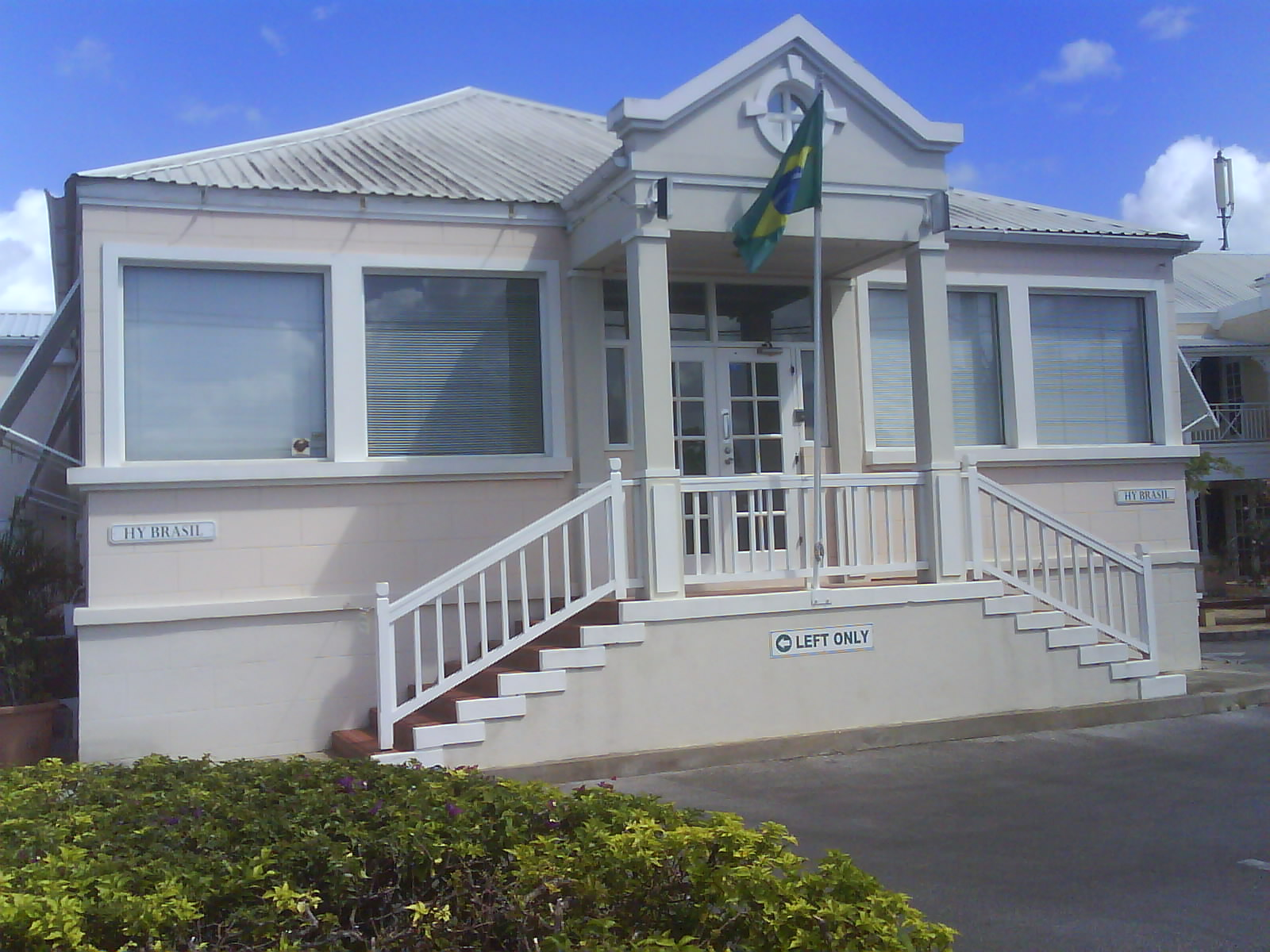
Embaixada em Bridgetown
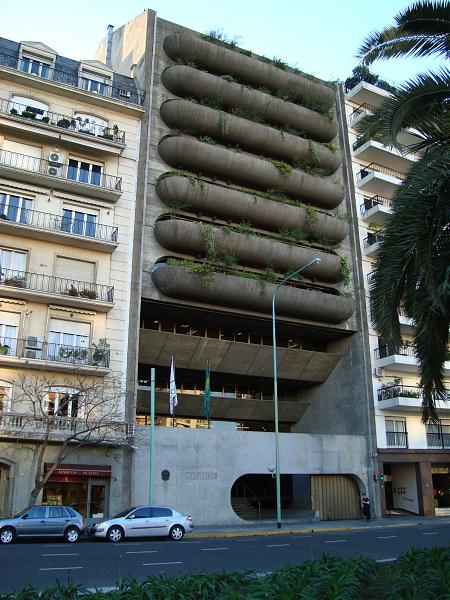
Embaixada em Buenos Aires
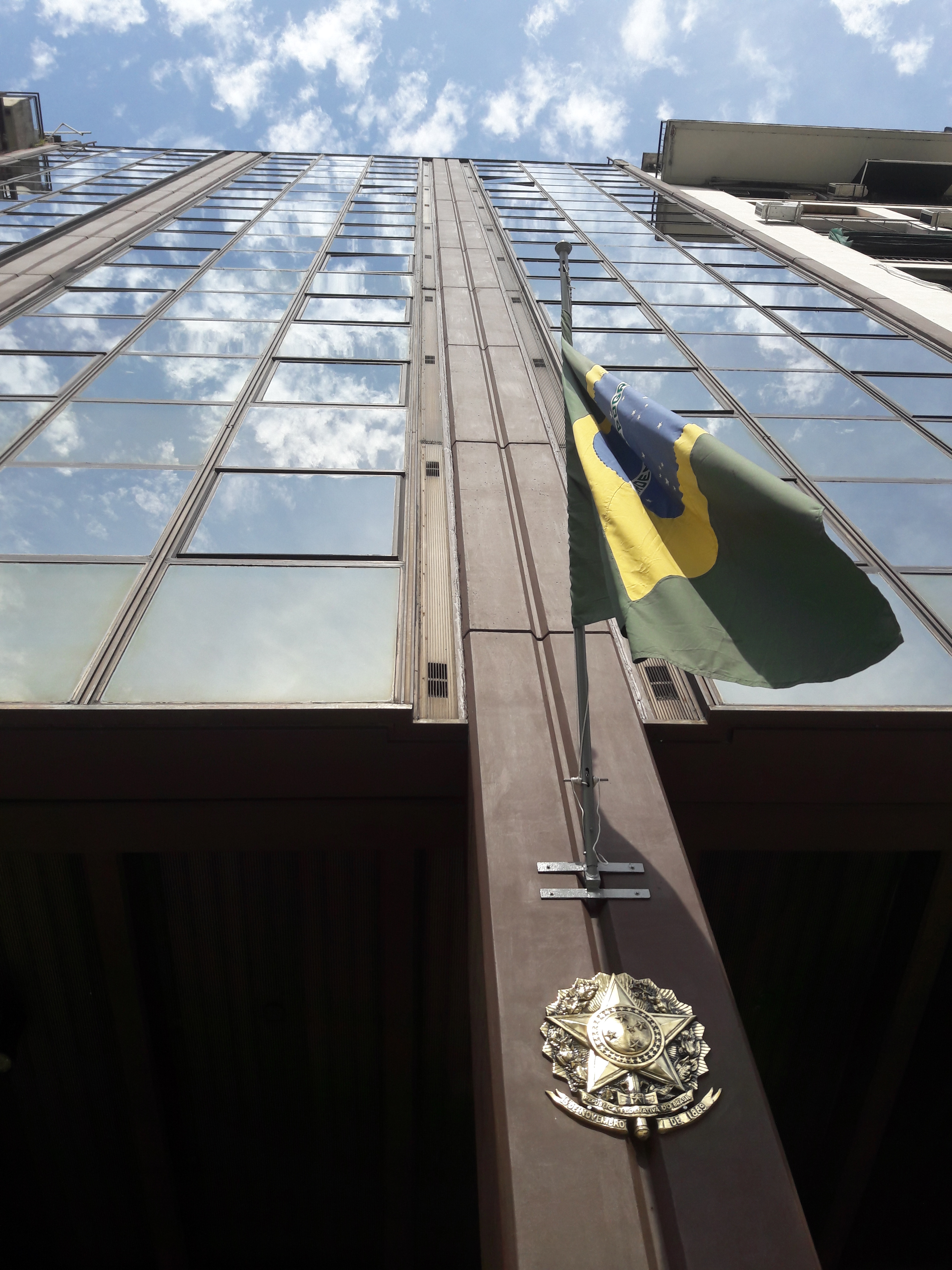
Consulado-Geral em Buenos Aires
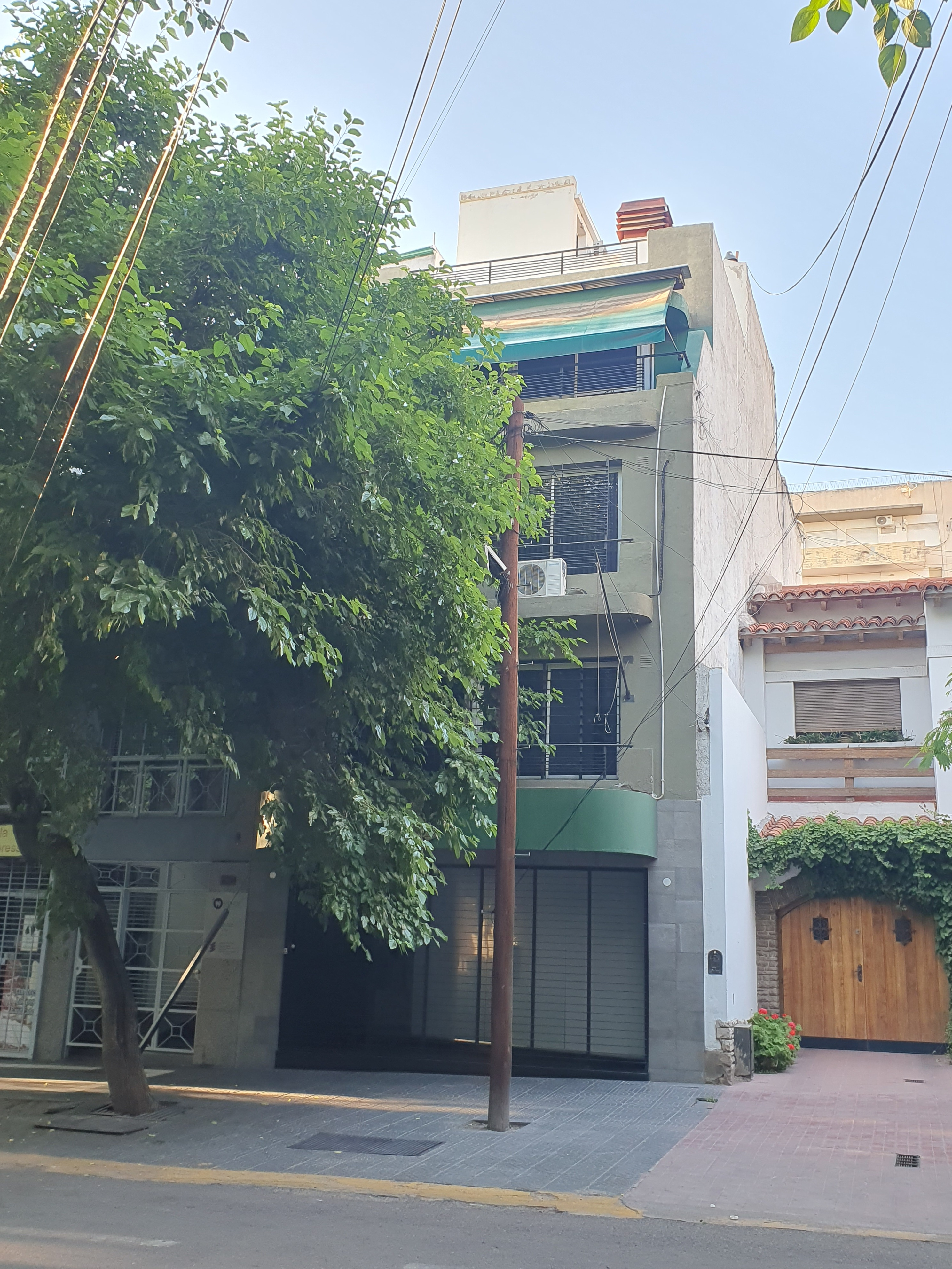
Consulado-Geral em Mendoza
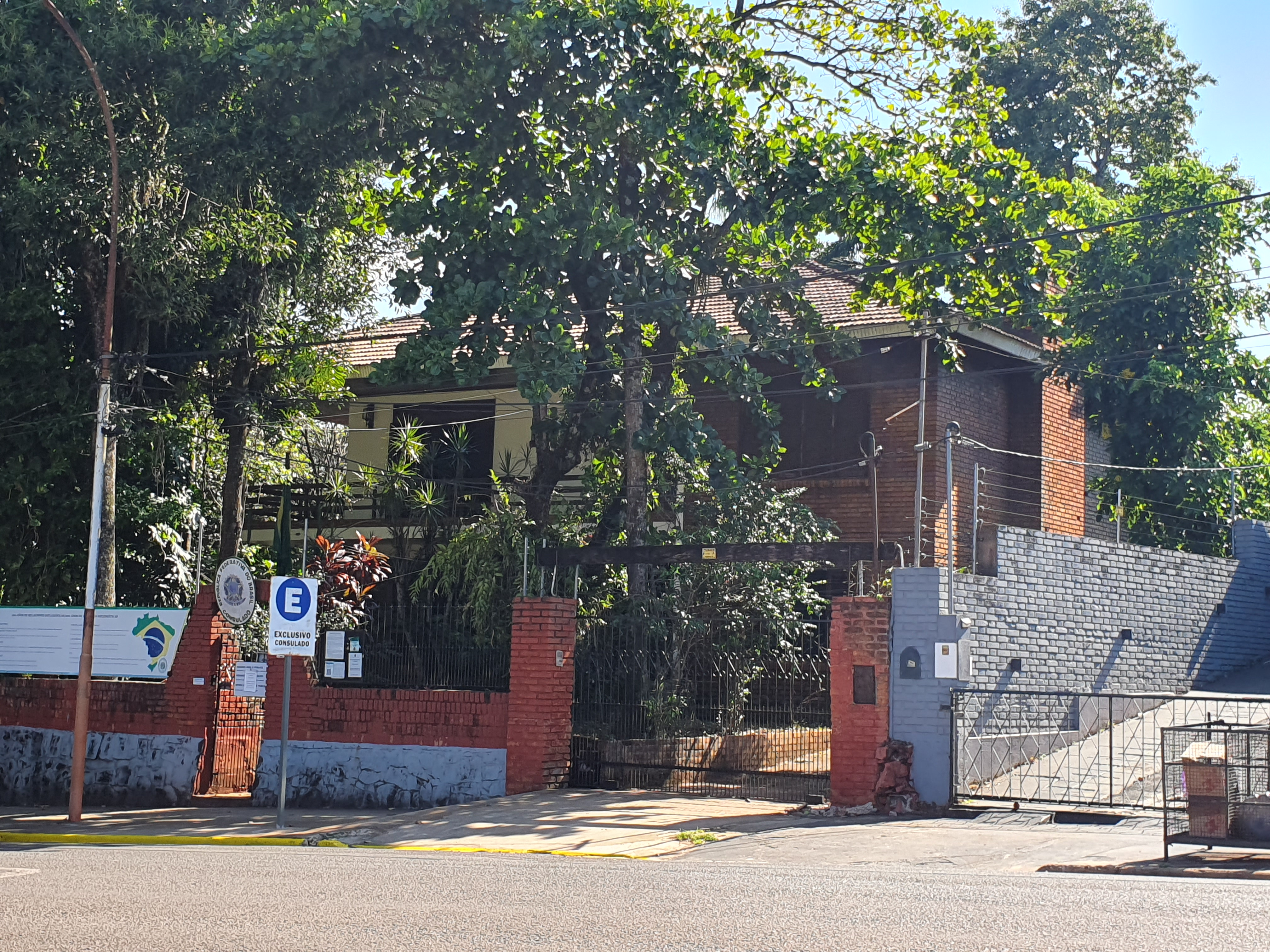
Consulado em Puerto Iguazú
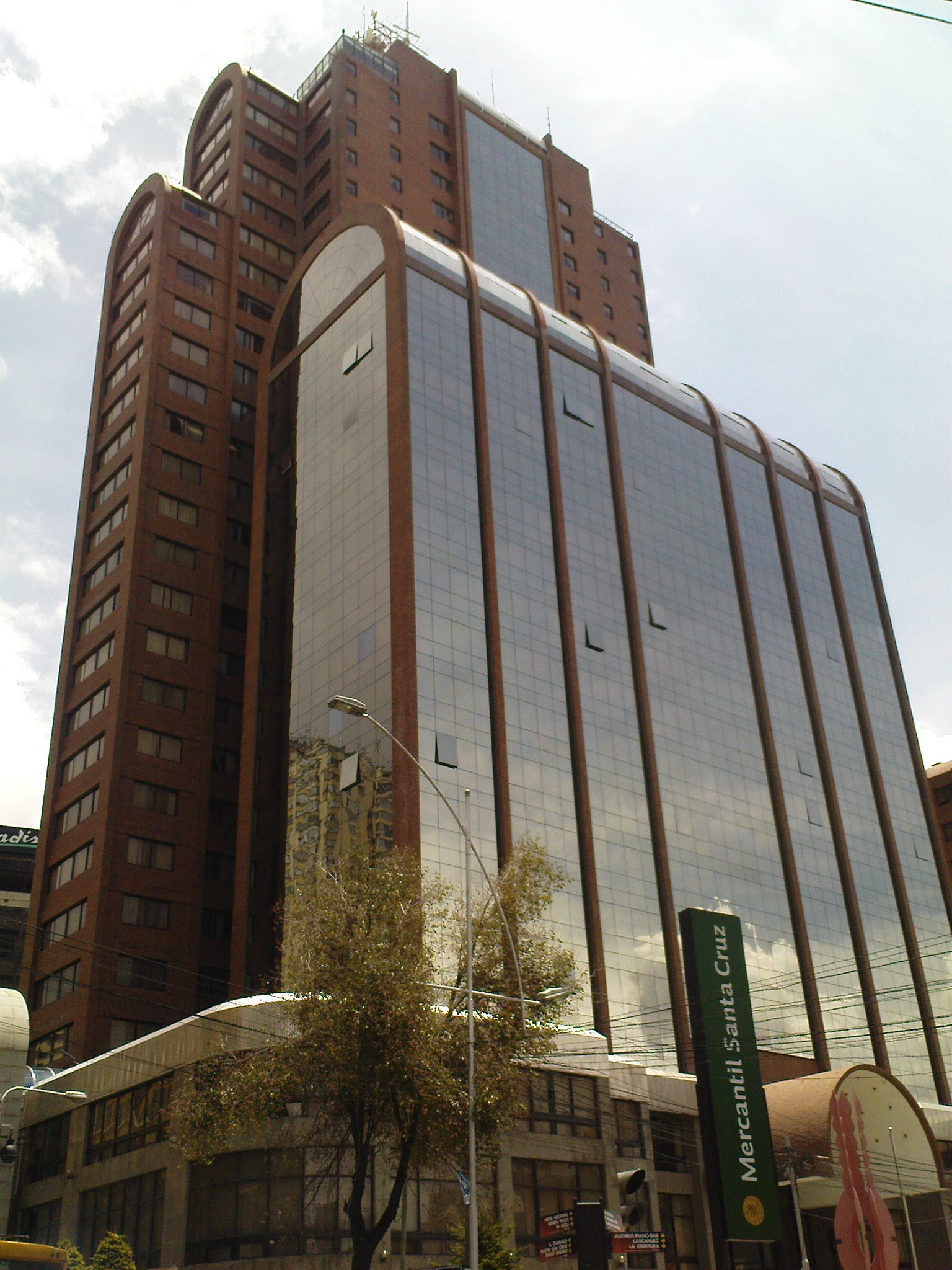
Embaixada em La Paz
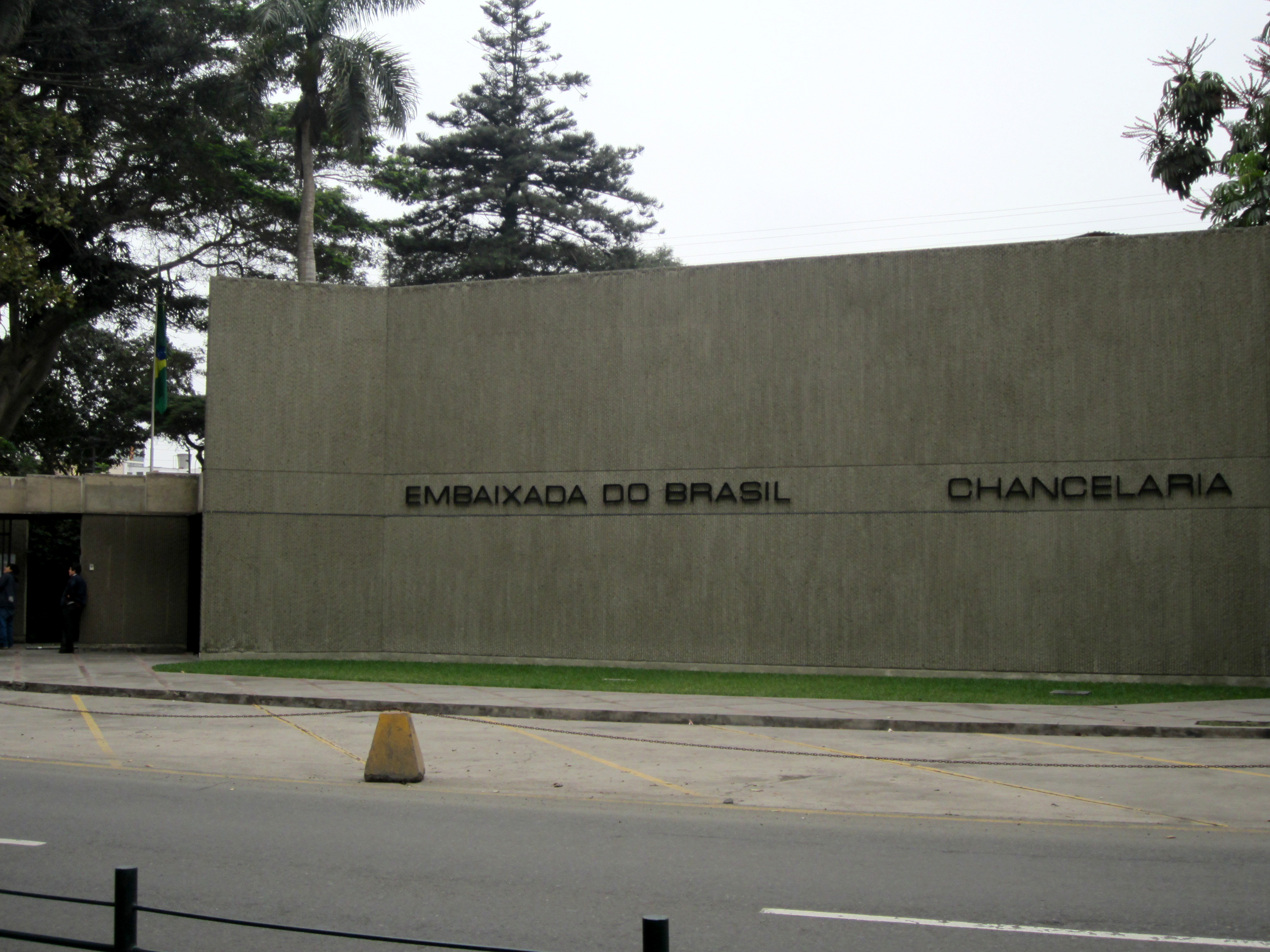
Embaixada em Lima
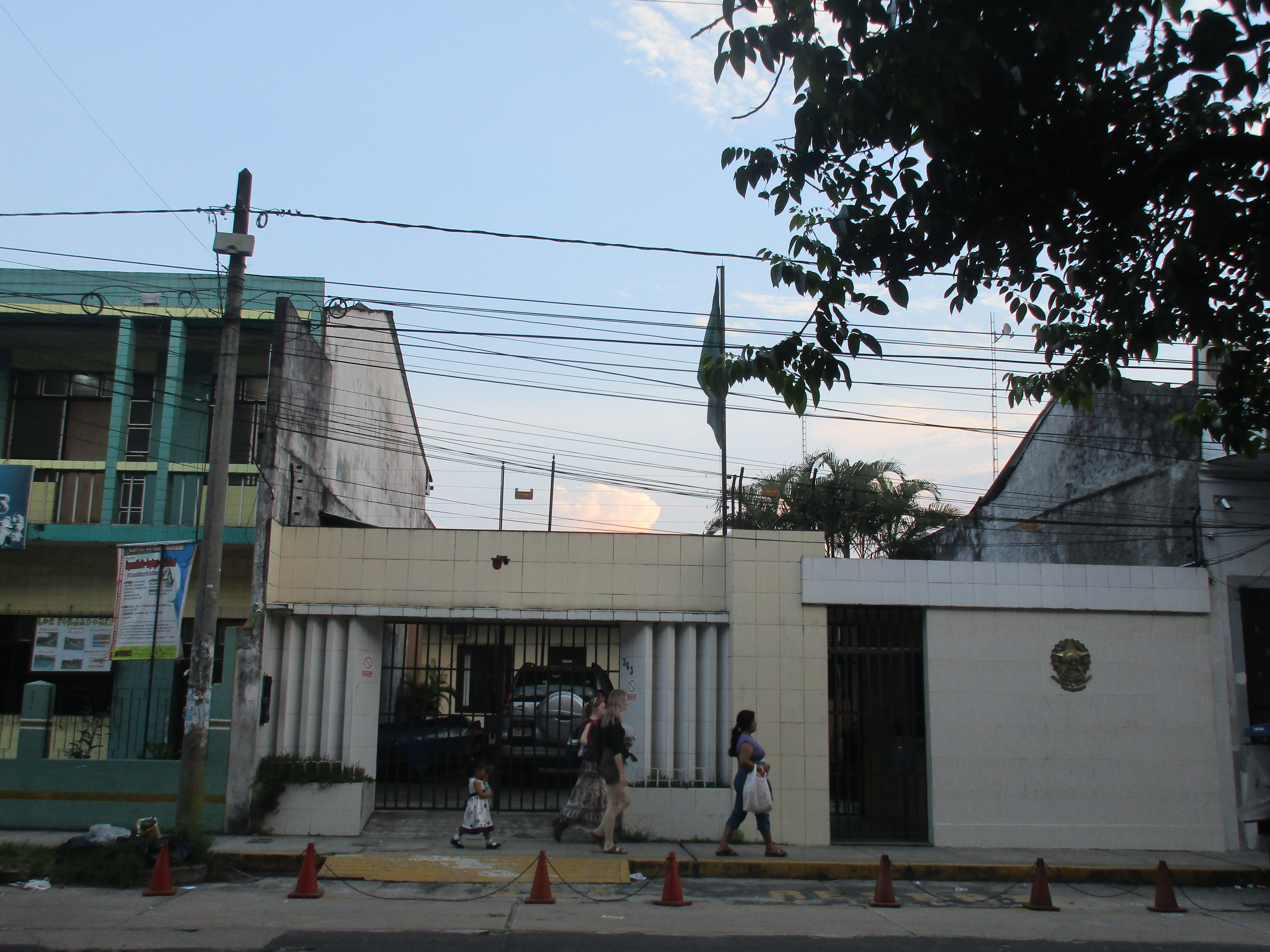
Consulado em Iquitos
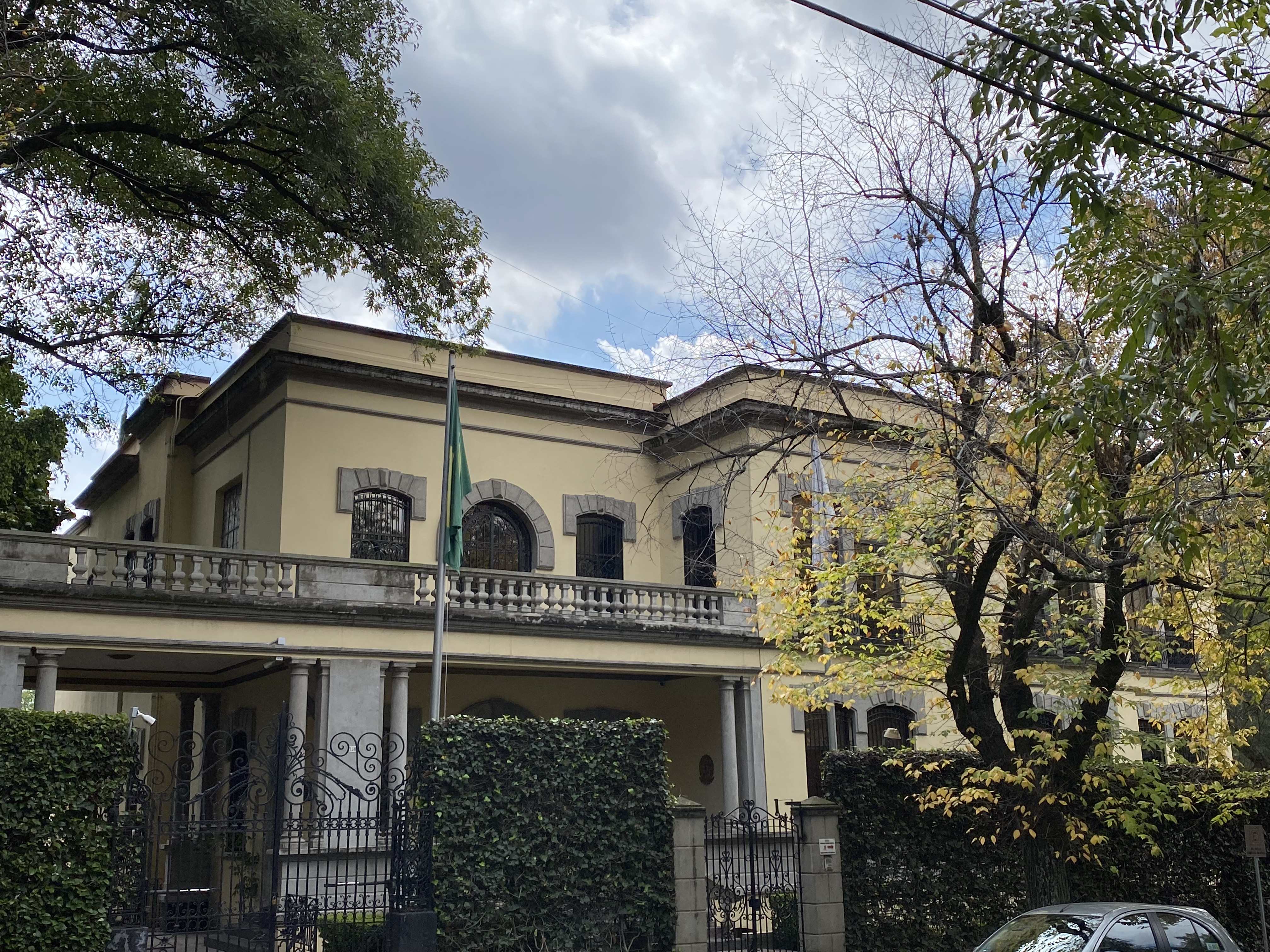
Embaixada em Cidade do México
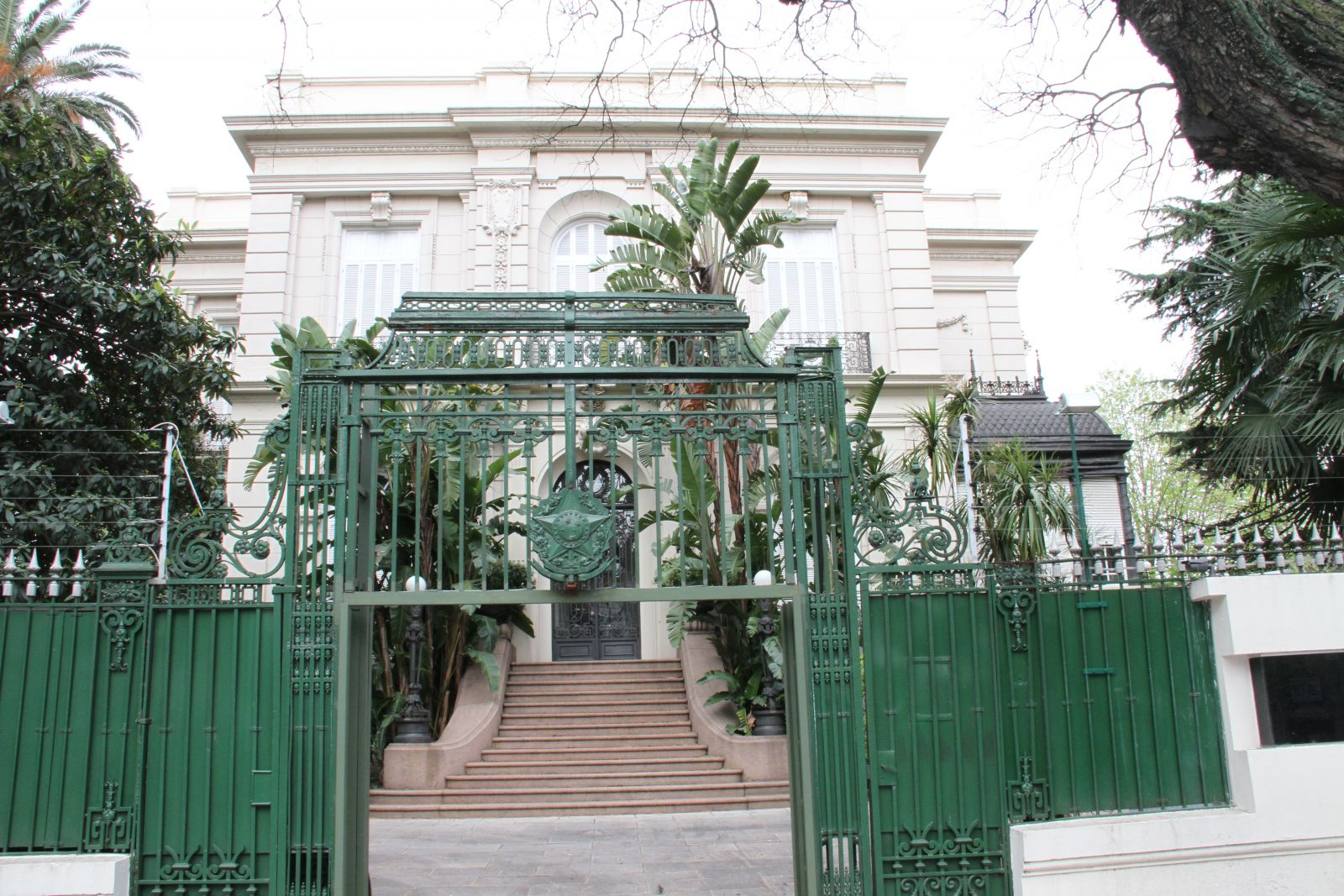
Embaixada em Montevidéu
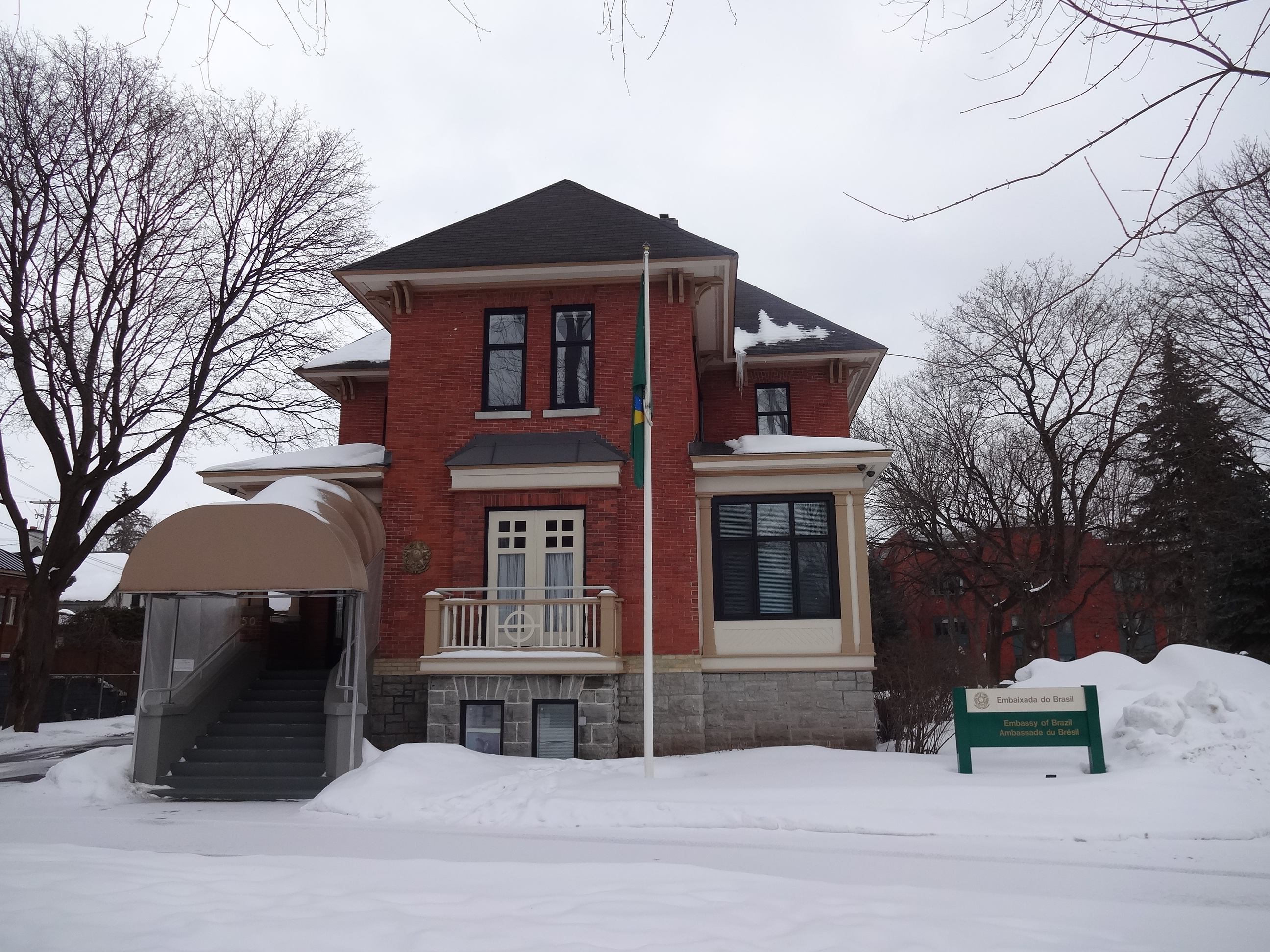
Embaixada em Ottawa
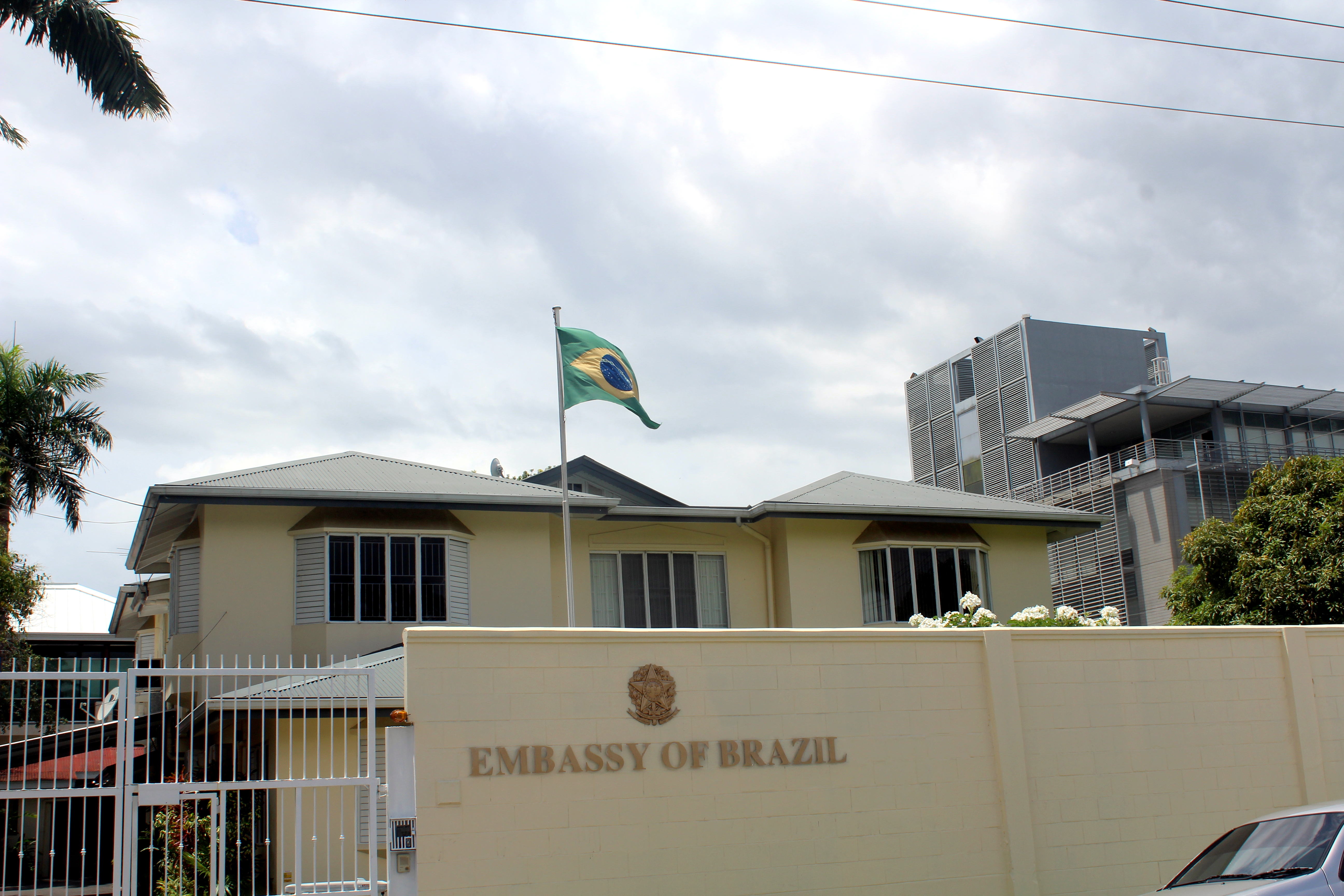
Embaixada em Porto de Espanha
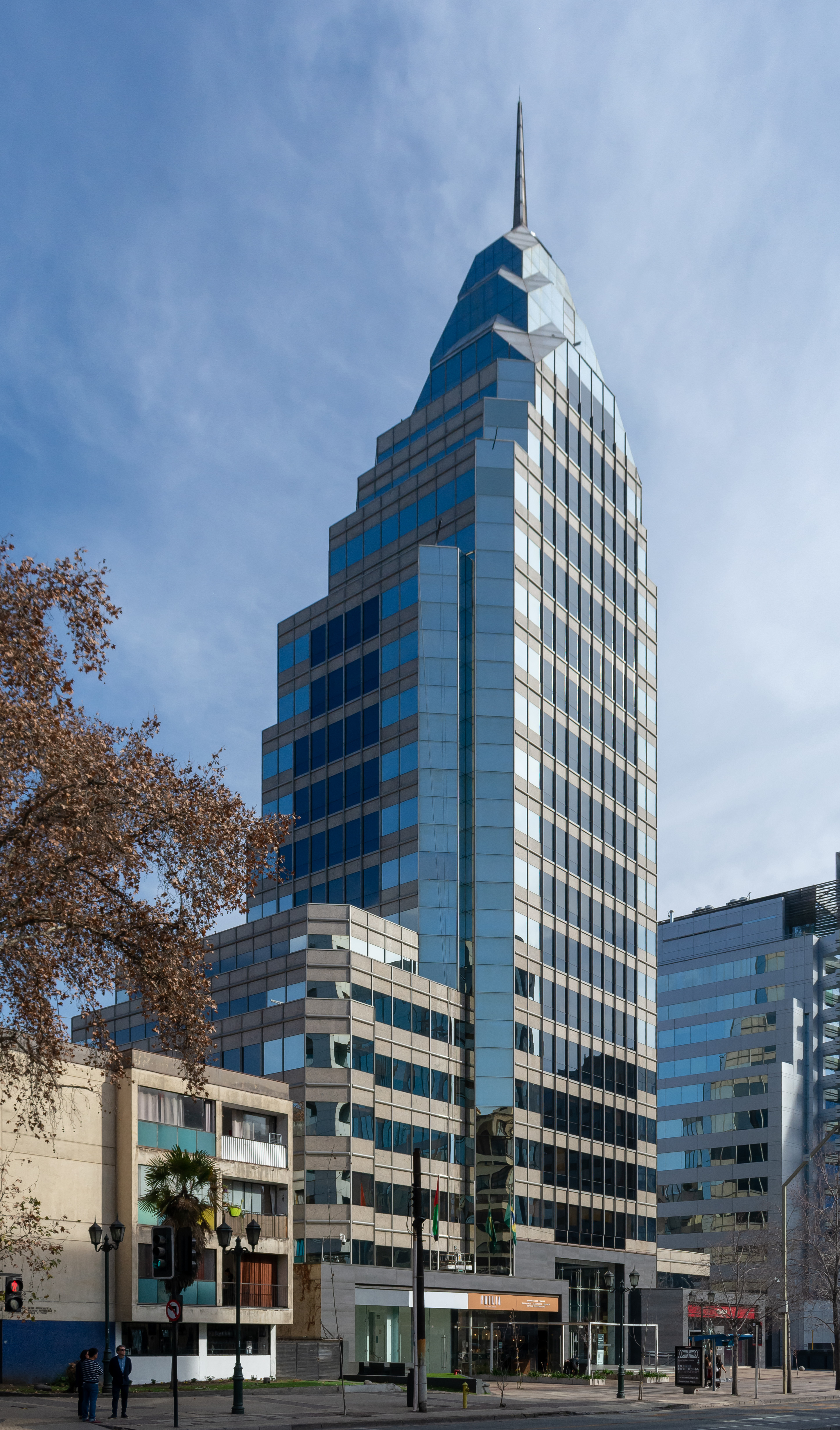
Embaixada em Santiago
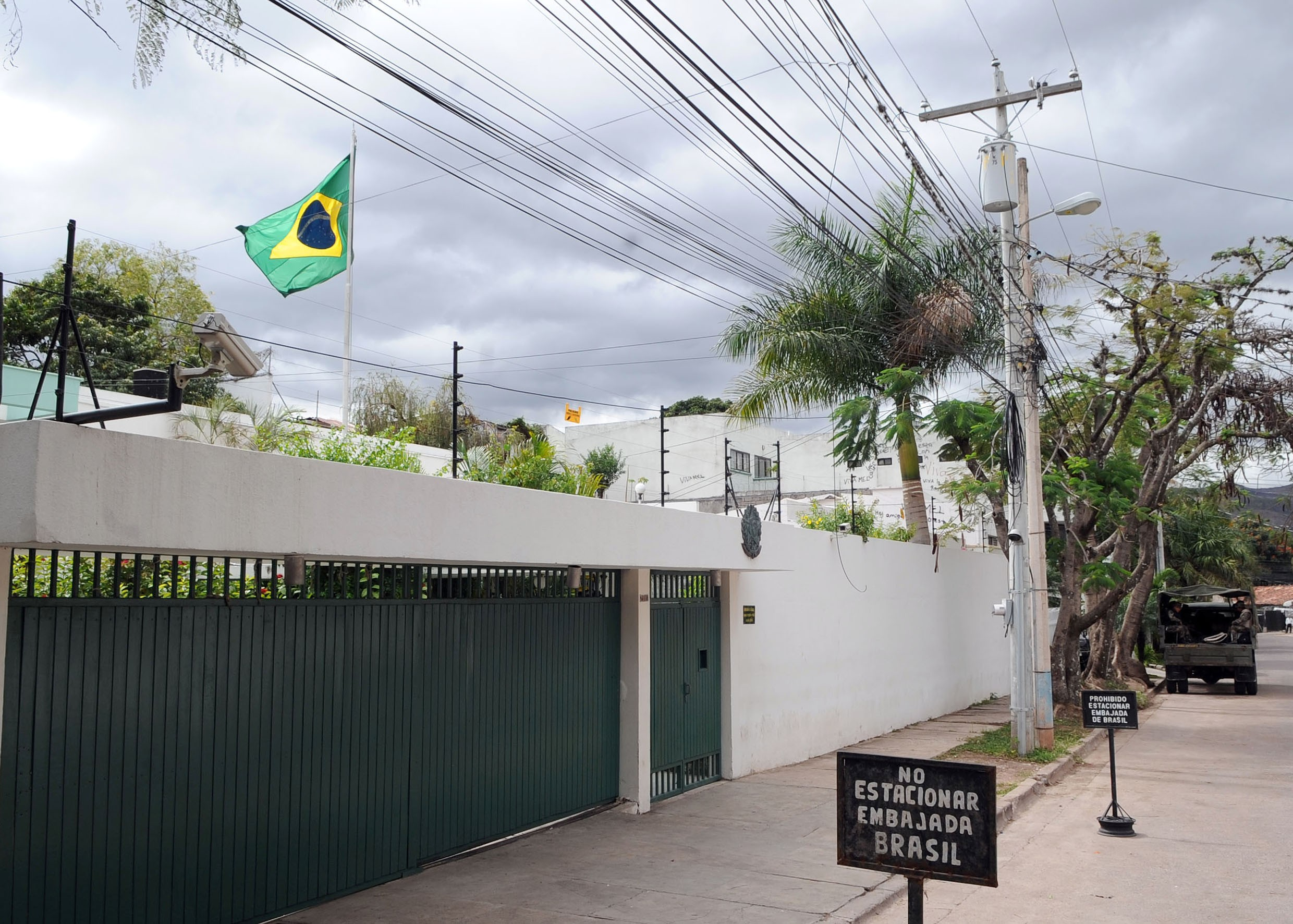
Embaixada em Tegucigalpa
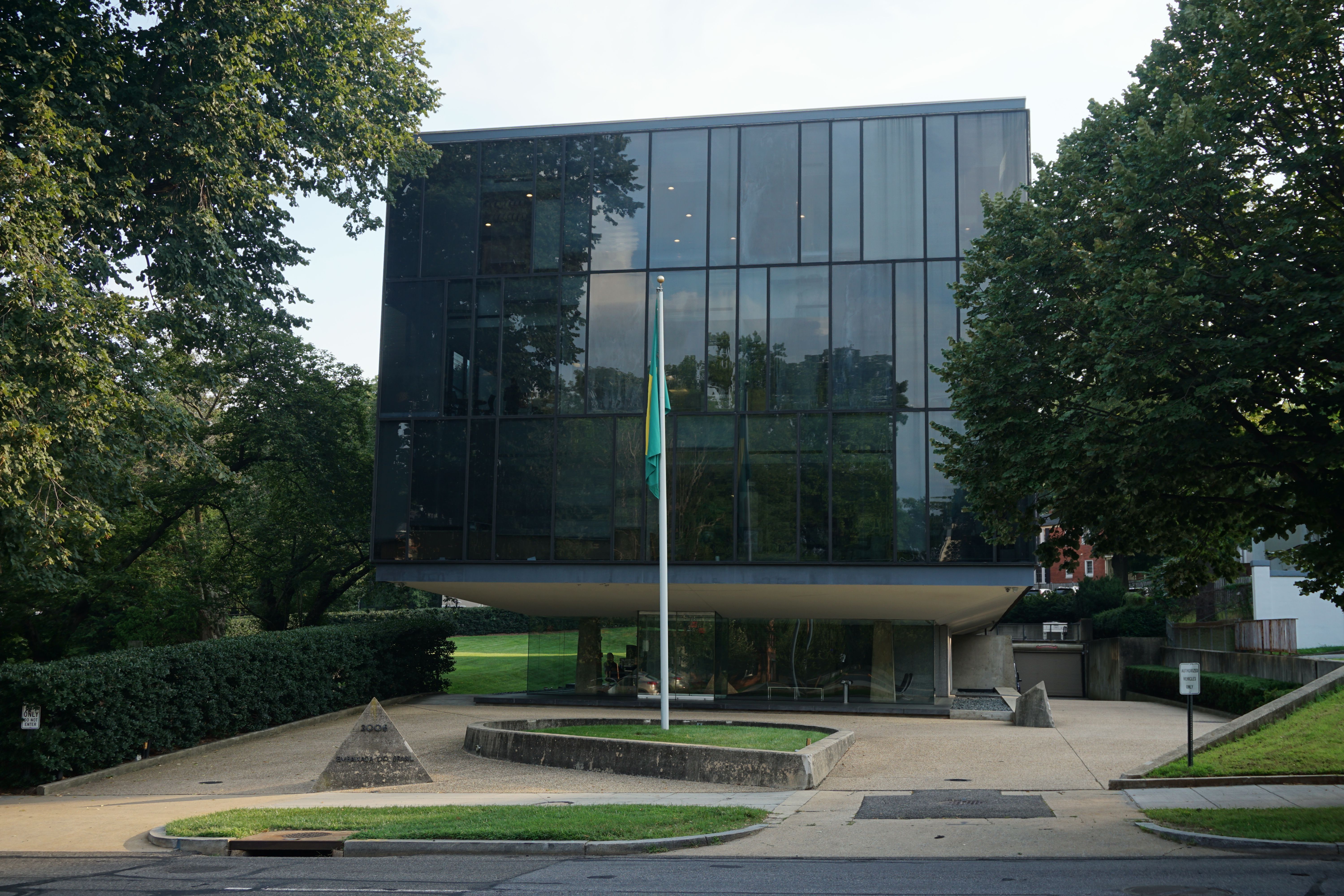
Embaixada em Washington, D.C.
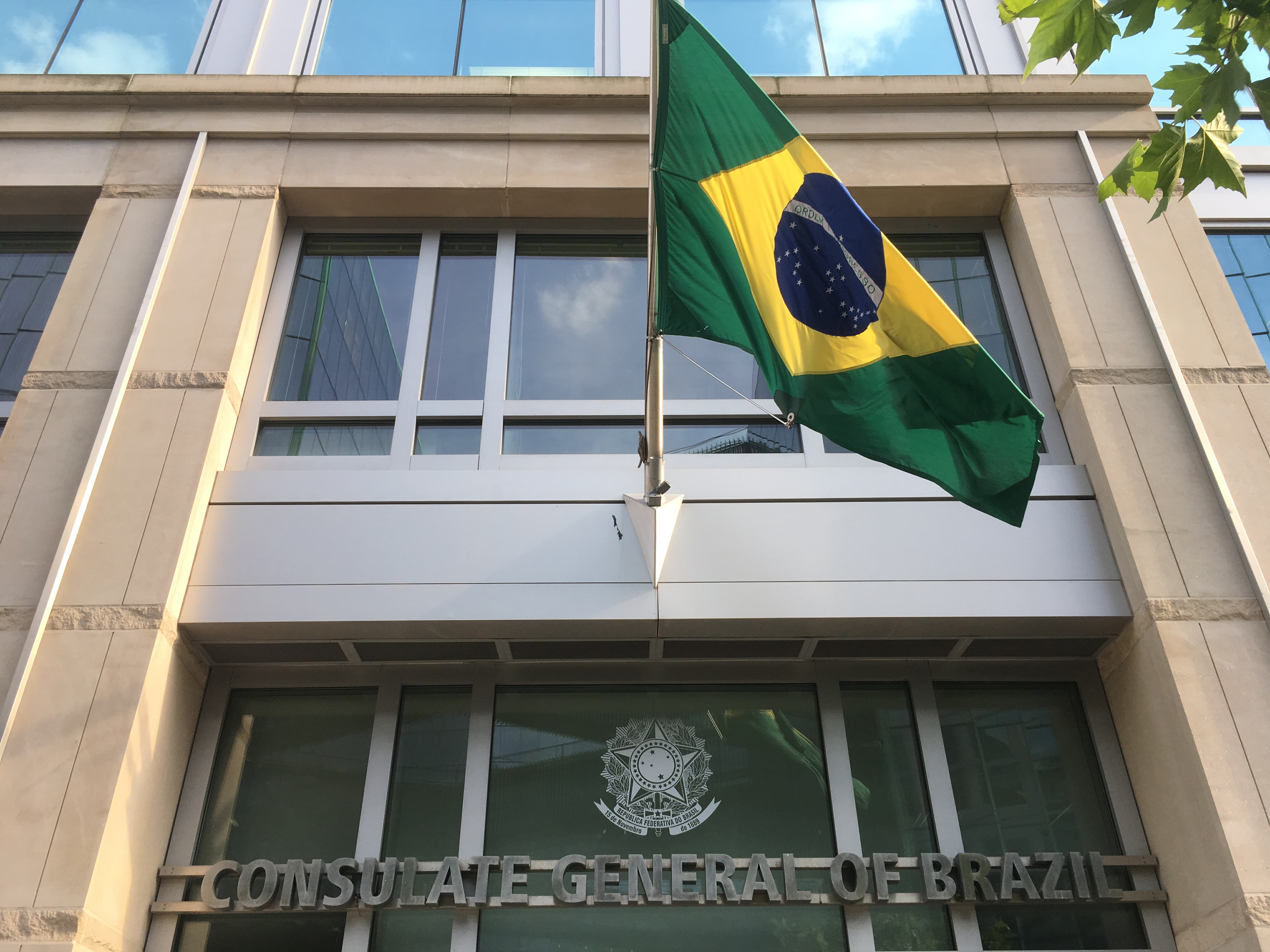
Consulado-Geral em Washington, D.C.
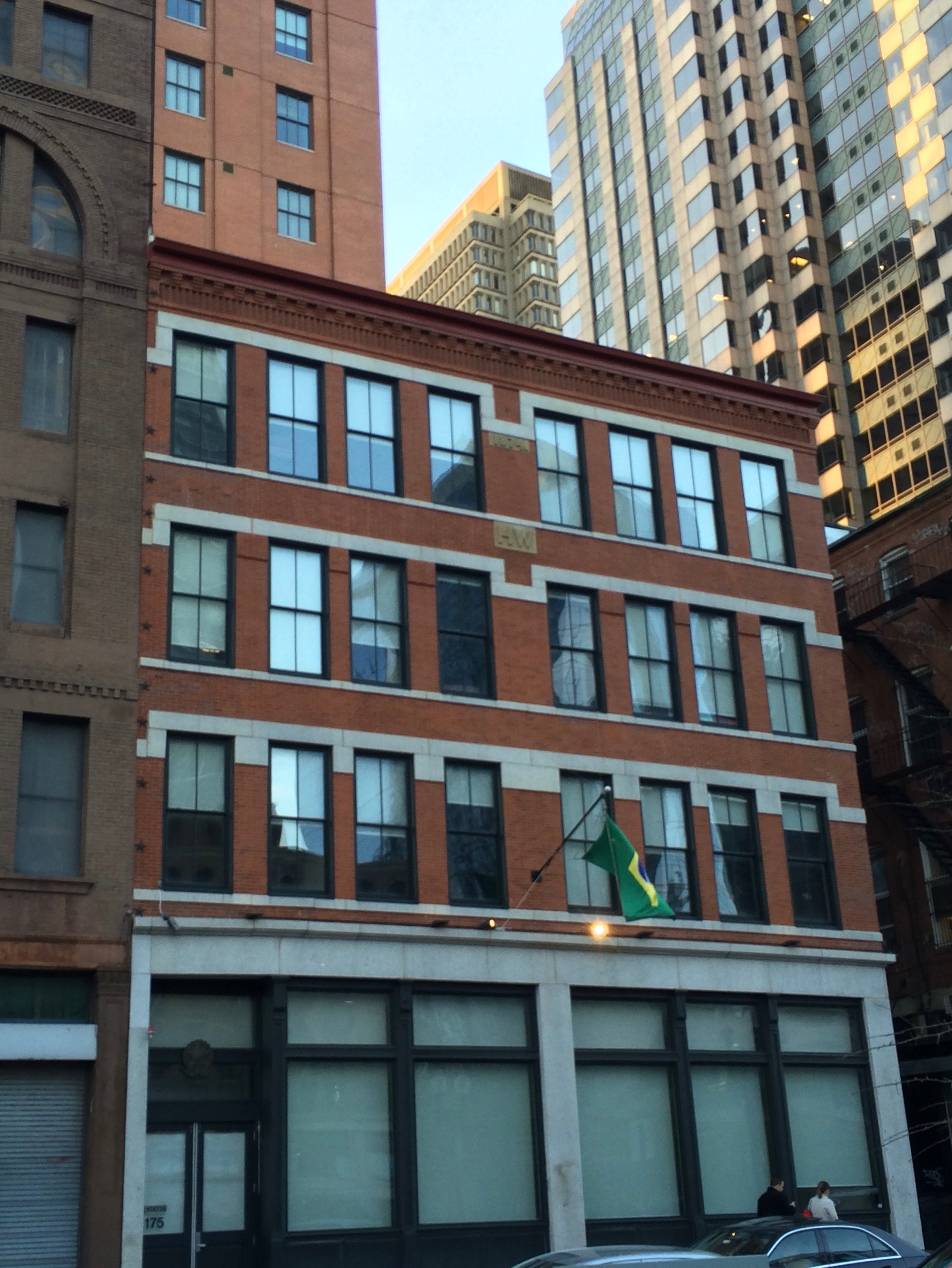
Consulado-Geral em Boston
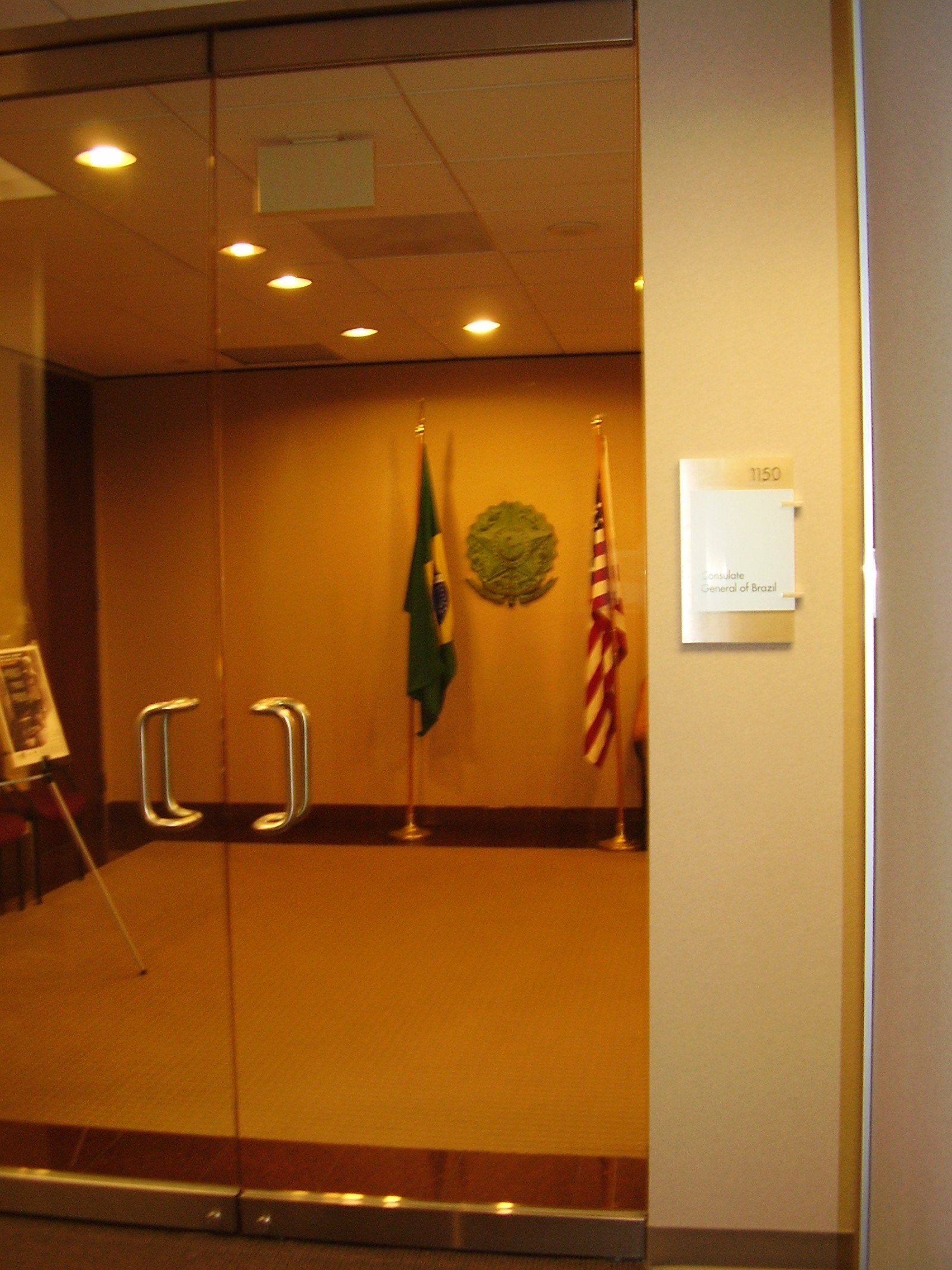
Consulado-Geral em Houston

## Ásia
- Arábia Saudita

Riad (Embaixada) 
- Armênia

Erevã (Embaixada)
- Azerbaijão

Bacu (Embaixada)
- Bahrein

Manama (Embaixada)
- Bangladesh

Daca (Embaixada)
- Catar

Doha (Embaixada)
- Cazaquistão

Astana (Embaixada) 
- China

Pequim (Embaixada) 
Cantão (Consulado-Geral)
Chengdu (Consulado-Geral)
Hong Kong (Consulado-Geral)
Xangai (Consulado-Geral)
- Coreia do Norte

Pyongyang (Embaixada) 
- Coreia do Sul

Seul (Embaixada) 
- Emirados Árabes Unidos

Abu Dabi (Embaixada) 
- Filipinas

Manila (Embaixada)
- Geórgia

Tbilissi (Embaixada)
- Índia

Nova Déli (Embaixada) 
Bombaim (Consulado-Geral)
- Indonésia

Jacarta (Embaixada) 
- Irão

Teerã (Embaixada) 
- Iraque

Bagdá (Embaixada)
- Israel

Telavive (Embaixada)
- Japão

Tóquio (Embaixada) 
Tóquio (Consulado-Geral)
Hamamatsu (Consulado-Geral)
Nagoia (Consulado-Geral)
- Jordânia

Amã (Embaixada) 
- Kuwait

Cidade do Kuwait (Embaixada) 
- Líbano

Beirute (Embaixada)
- Malásia

Kuala Lumpur (Embaixada)
- Myanmar

Rangum (Embaixada)
- Nepal

Catmandu (Embaixada)
- Omã

Mascate (Embaixada)
- Palestina

Ramala (Escritório de Representação)
- Paquistão

Islamabade (Embaixada)
- Singapura

Singapura (Embaixada) 
- Síria

Damasco (Embaixada)
- Sri Lanka

Colombo (Embaixada)
- Tailândia

Banguecoque  (Embaixada)
- Taiwan

Taipé (Escritório de Representação)
- Timor-Leste

Díli (Embaixada)
- Turquia

Ancara (Embaixada)
Istambul (Consulado-Geral)
- Vietname

Hanói (Embaixada)
Galeria

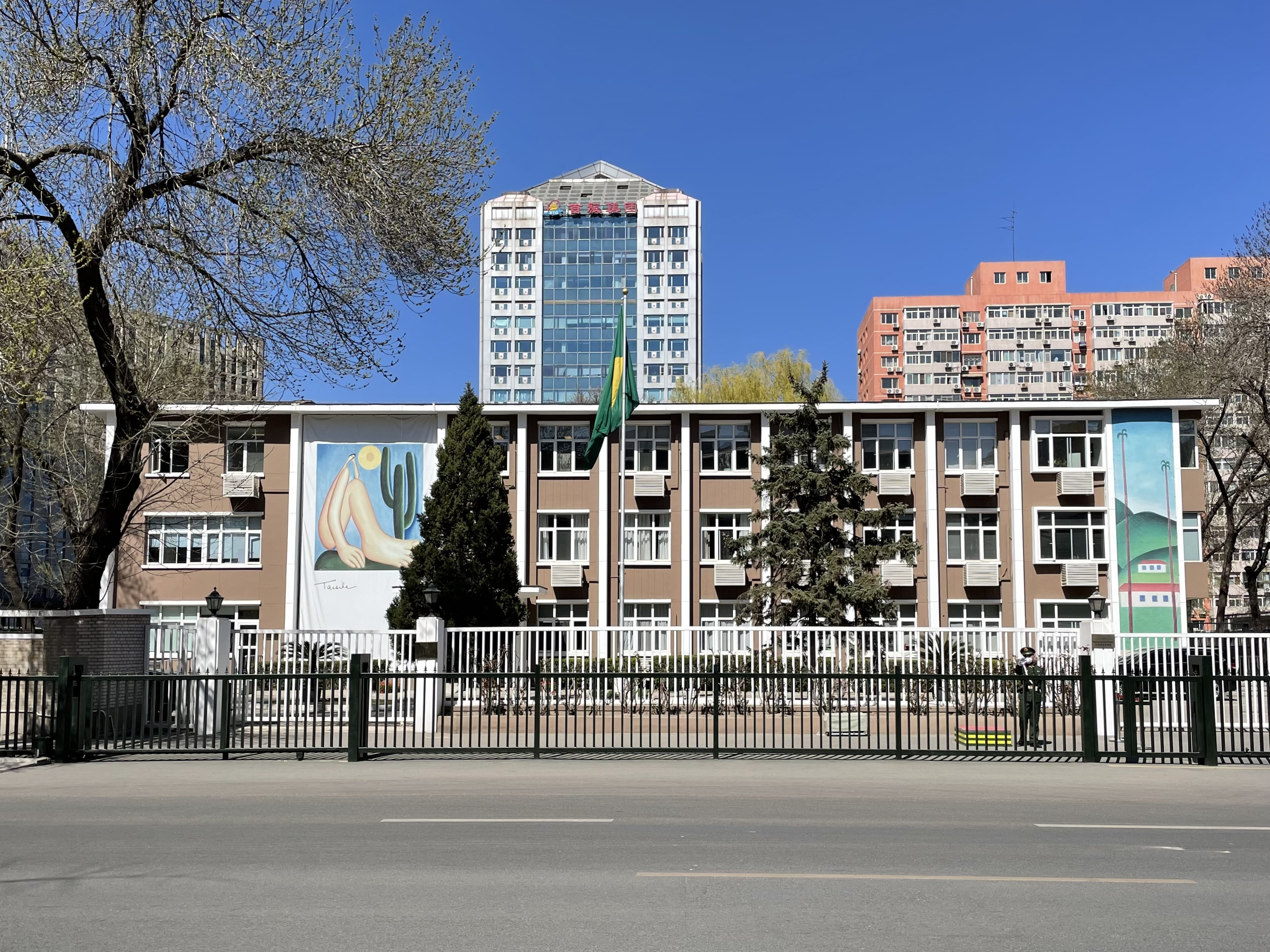
Embaixada em Pequim
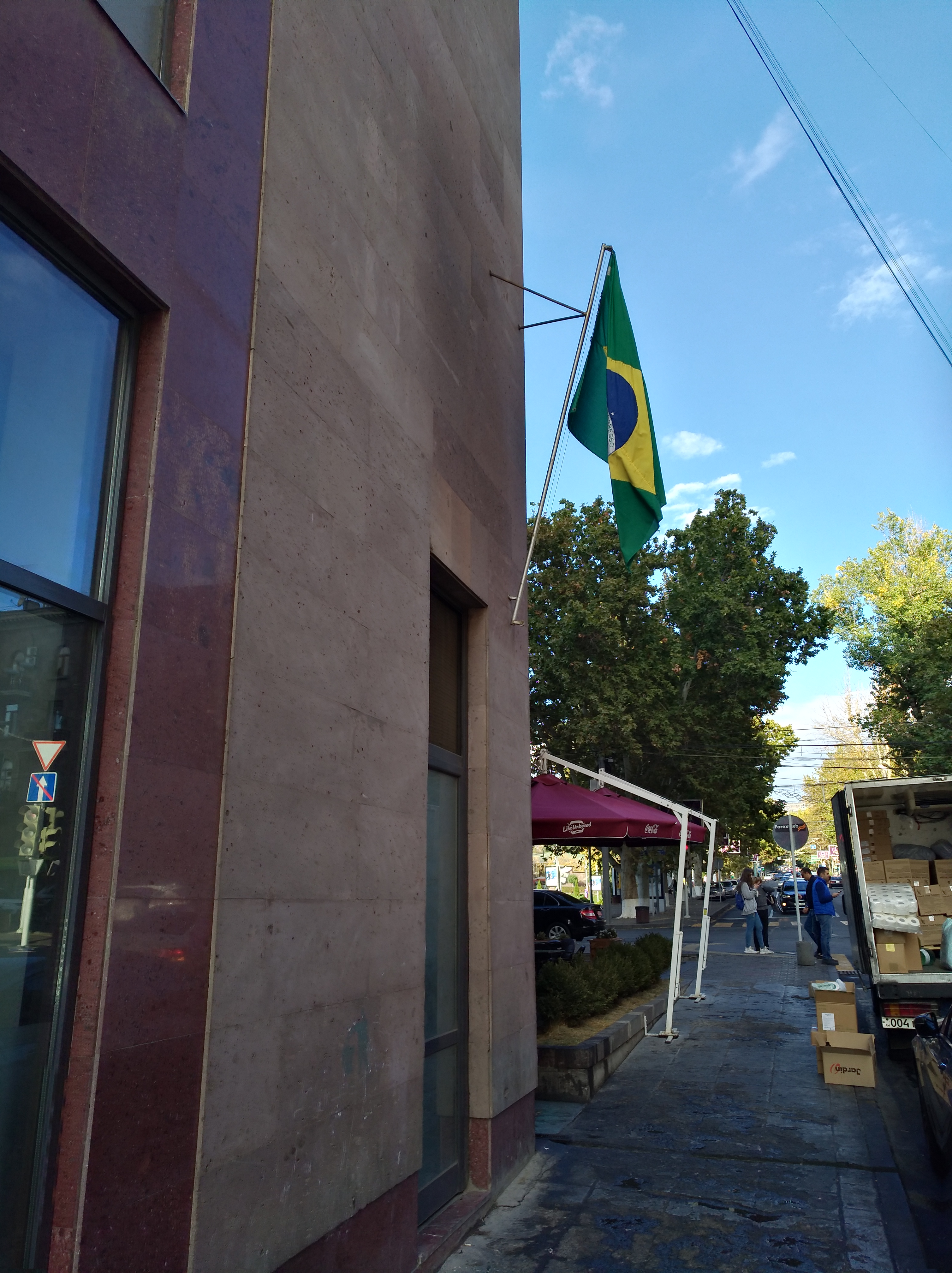
Embaixada em Erevã
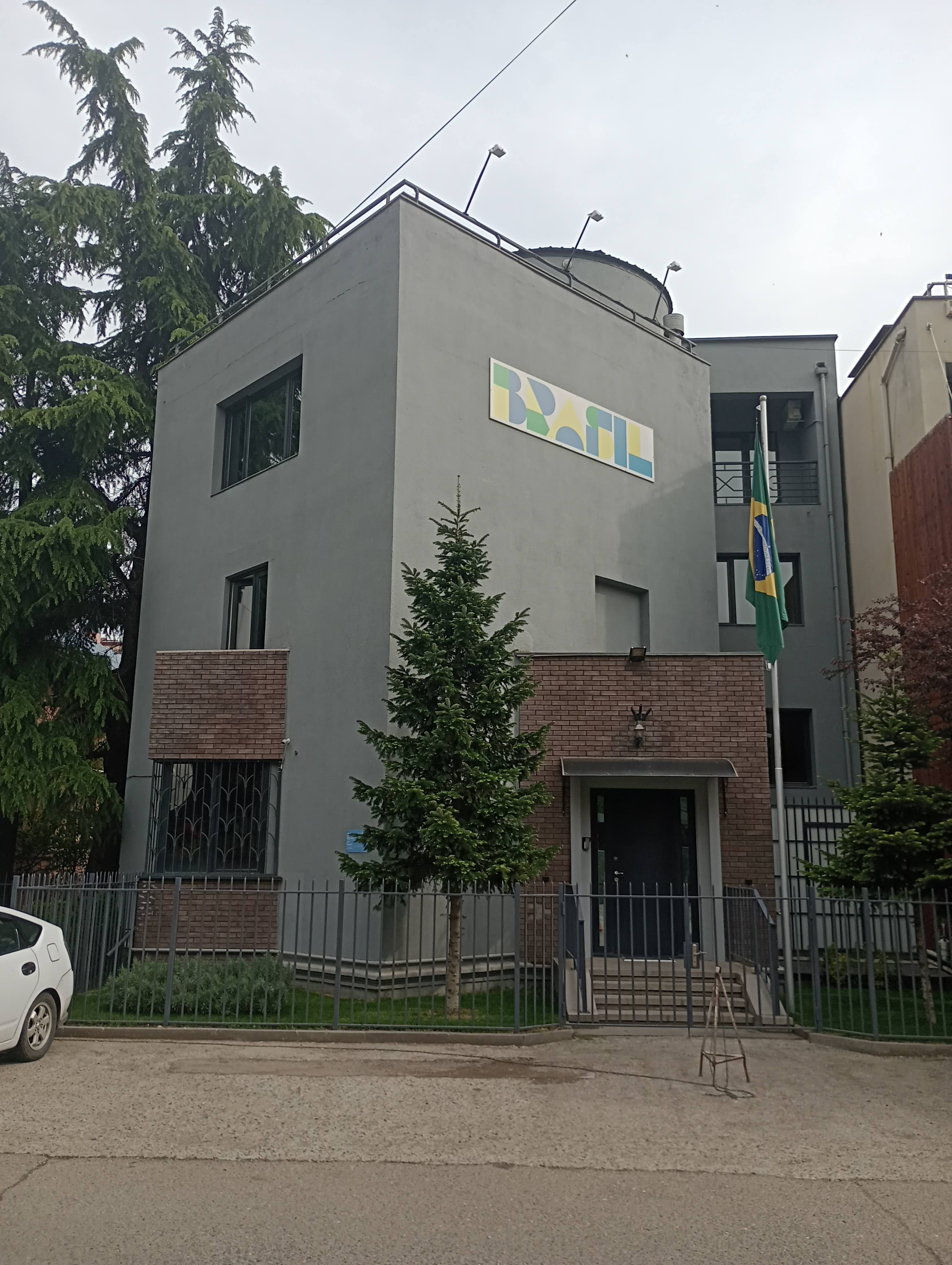
Embaixada em Tiblíssi
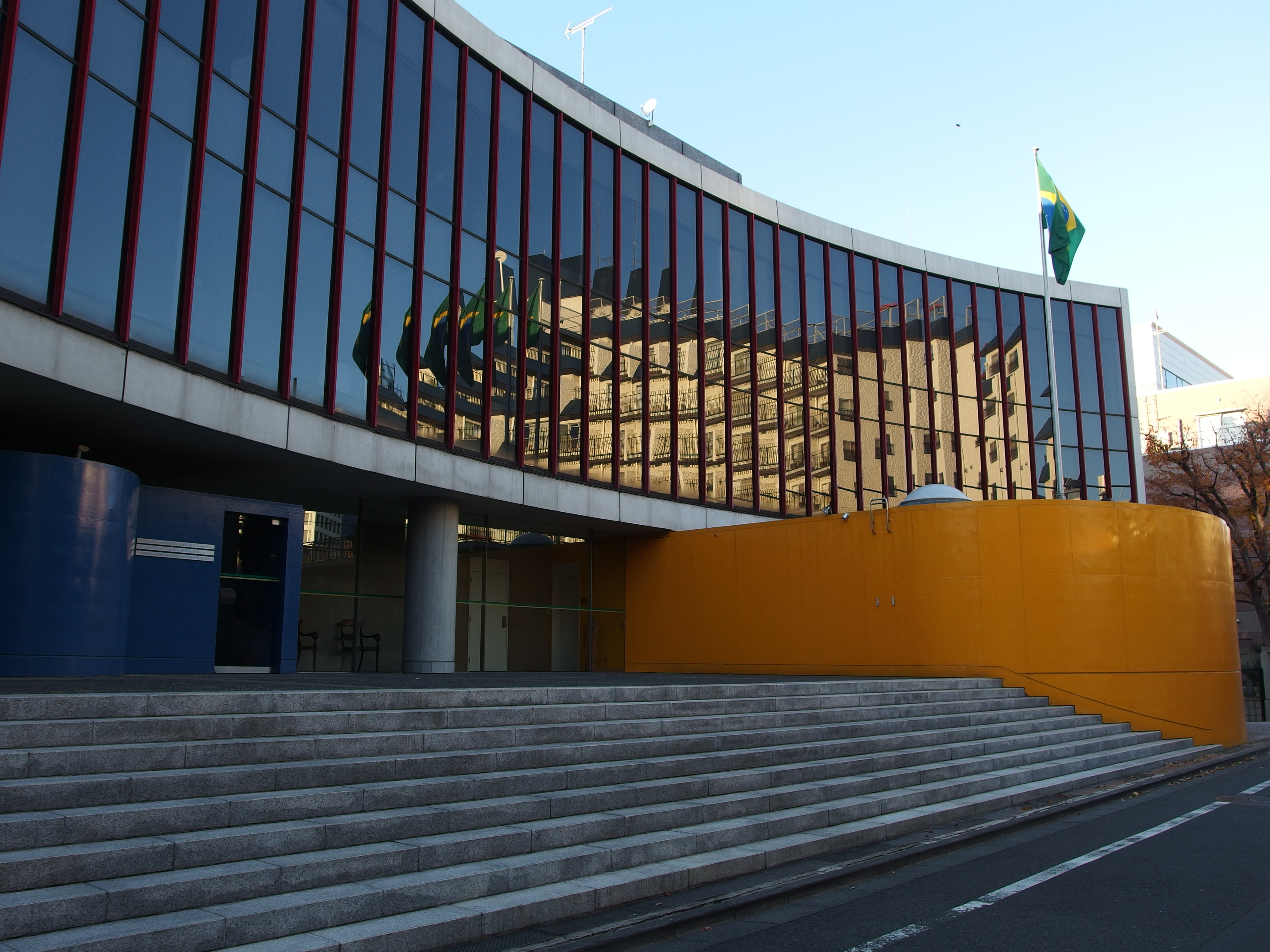
Embaixada em Tóquio
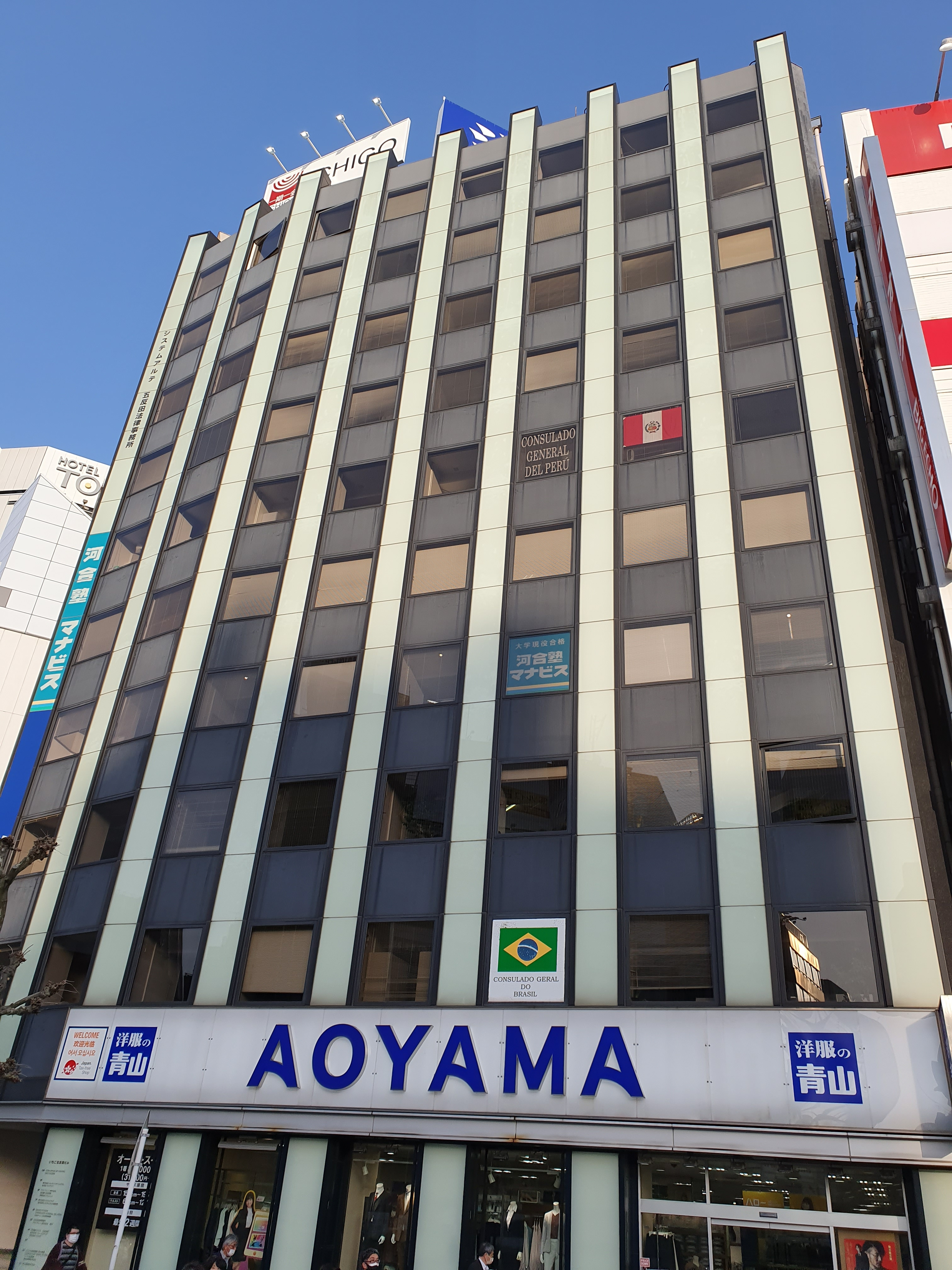
Consulado-Geral em Tóquio
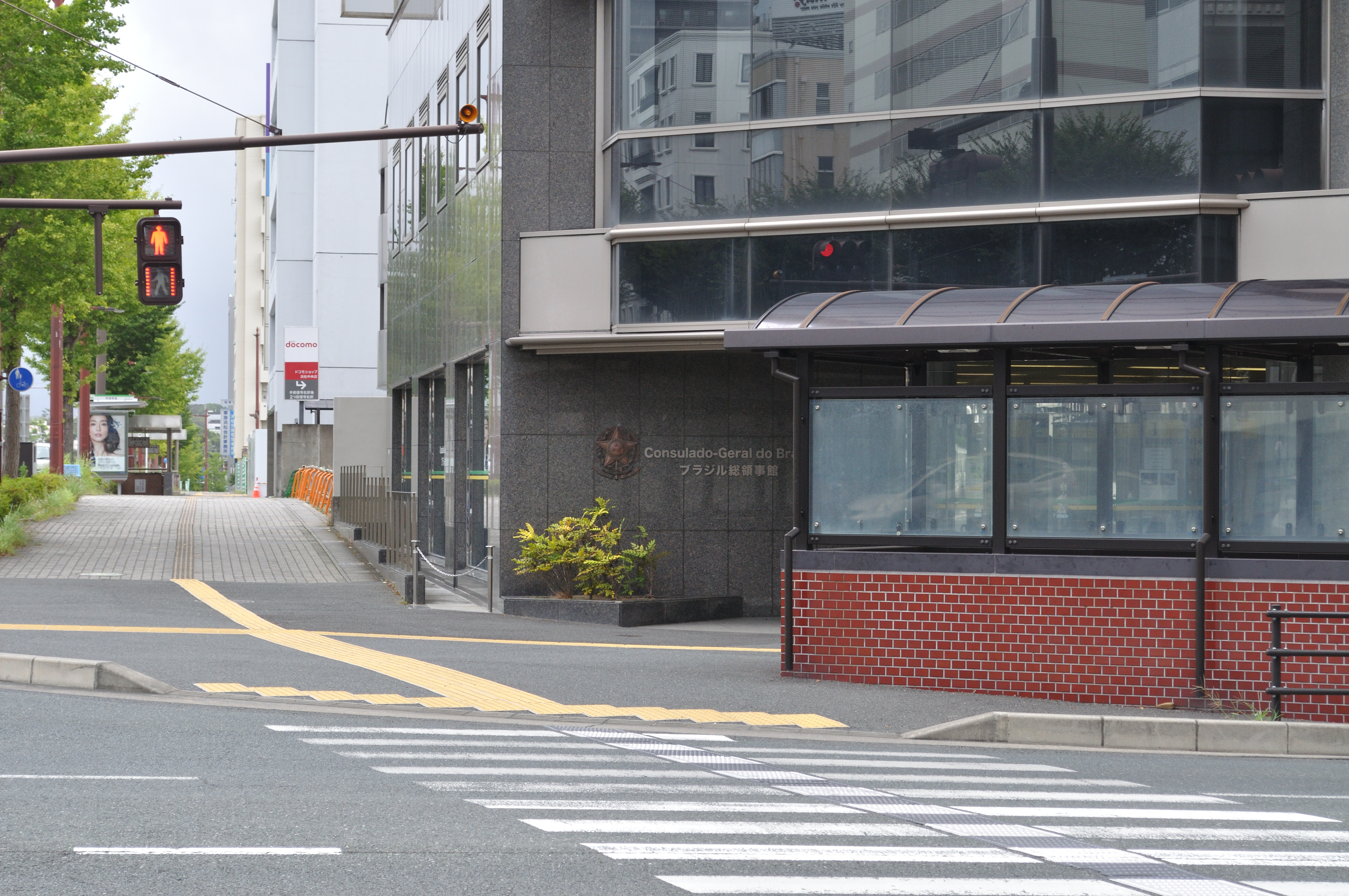
Consulado-Geral em Hamamatsu
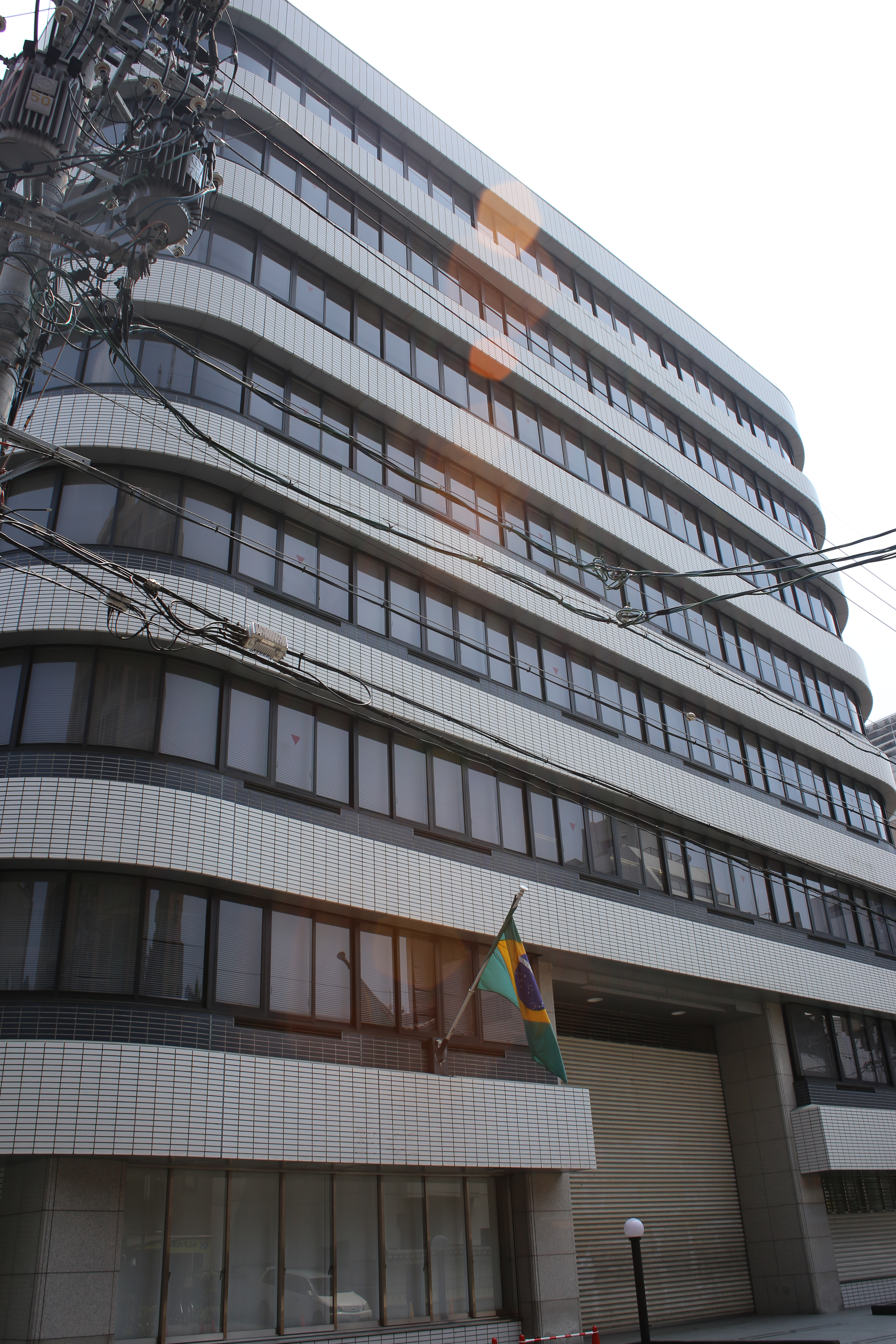
Consulado-Geral em Nagoia

## Europa
- Albânia

Tirana (Embaixada)
- Alemanha

Berlim (Embaixada) 
Frankfurt (Consulado-Geral)
Munique (Consulado-Geral)
- Áustria

Viena (Embaixada) 
- Bélgica

Bruxelas (Embaixada) 
Bruxelas (Consulado-Geral)
- Bielorrússia

Minsque (Embaixada)
- Bósnia e Herzegovina

Saraievo (Embaixada)
- Bulgária

Sófia (Embaixada) 
- Chéquia

Praga (Embaixada) 
- Chipre

Nicósia (Embaixada)
- Croácia

Zagrebe (Embaixada) 
- Dinamarca

Copenhague (Embaixada)
- Eslováquia

Bratislava (Embaixada)
- Eslovênia

Liubliana (Embaixada)
- Espanha

Madrid (Embaixada) 
Madrid (Consulado-Geral)
Barcelona (Consulado-Geral)
- Estónia

Taline (Embaixada)
- Finlândia

Helsinque (Embaixada)
- França

Paris (Embaixada) 
Paris (Consulado-Geral)
Marselha (Consulado-Geral)
Caiena, Guiana Francesa (Consulado-Geral)
São Jorge do Oiapoque, Guiana Francesa (Consulado)
- Grécia

Atenas (Embaixada)
- Hungria

Budapeste (Embaixada)
- Irlanda

Dublin (Embaixada) 
- Itália

Roma (Embaixada)
Roma (Consulado-Geral)
Milão (Consulado-Geral)
- Noruega

Oslo (Embaixada)
- Países Baixos

Haia (Embaixada)
Amsterdã (Consulado-Geral)
- Polónia

Varsóvia (Embaixada)
- Portugal

Lisboa (Embaixada)
Lisboa (consulado-Geral)
Faro (Consulado-Geral)
Porto (Consulado-Geral)
- Reino Unido

Londres (Embaixada) 
Londres (Consulado-Geral)
Edimburgo (Consulado-Geral)
- Roménia

Bucareste (Embaixada) 
- Rússia

Moscou (Embaixada) 
- Santa Sé

Roma (Embaixada)
- Sérvia

Belgrado (Embaixada)
- Suécia

Estocolmo (Embaixada) 
- Suíça

Berna (Embaixada)
Genebra (Consulado-Geral)
Zurique (Consulado-Geral)
- Ucrânia

Kiev (Embaixada)
Galeria

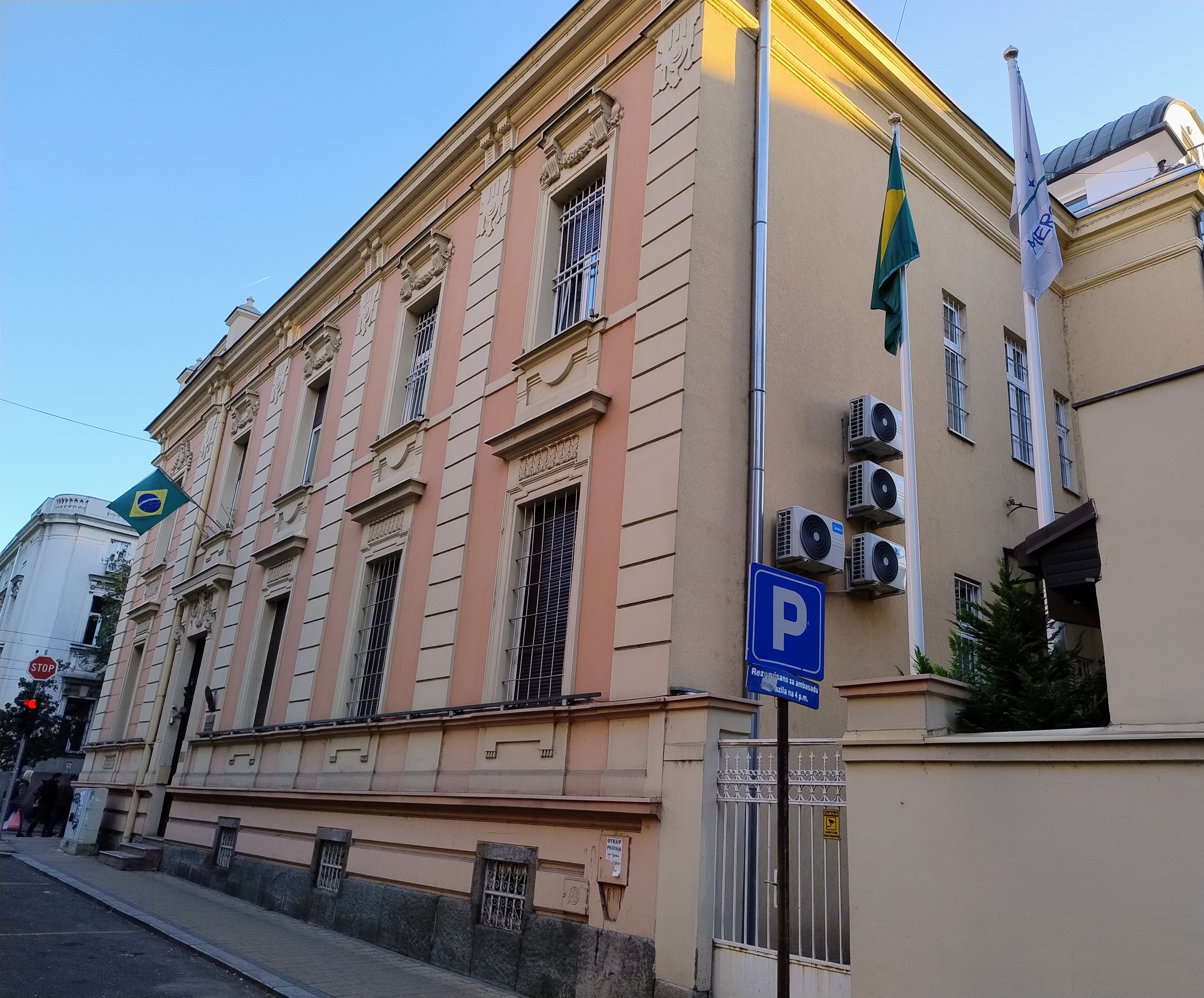
Embaixada em Belgrado
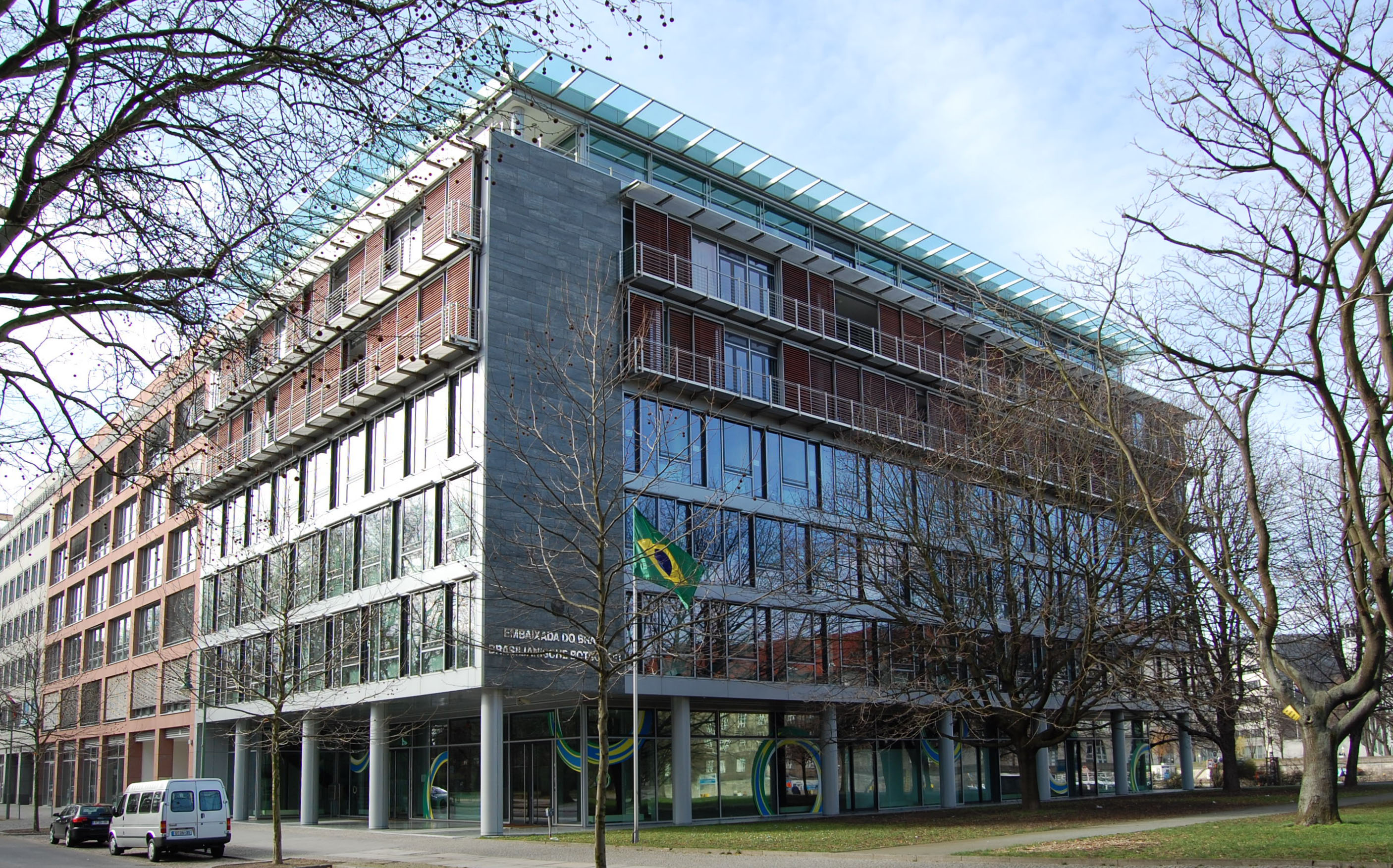
Embaixada em Berlim
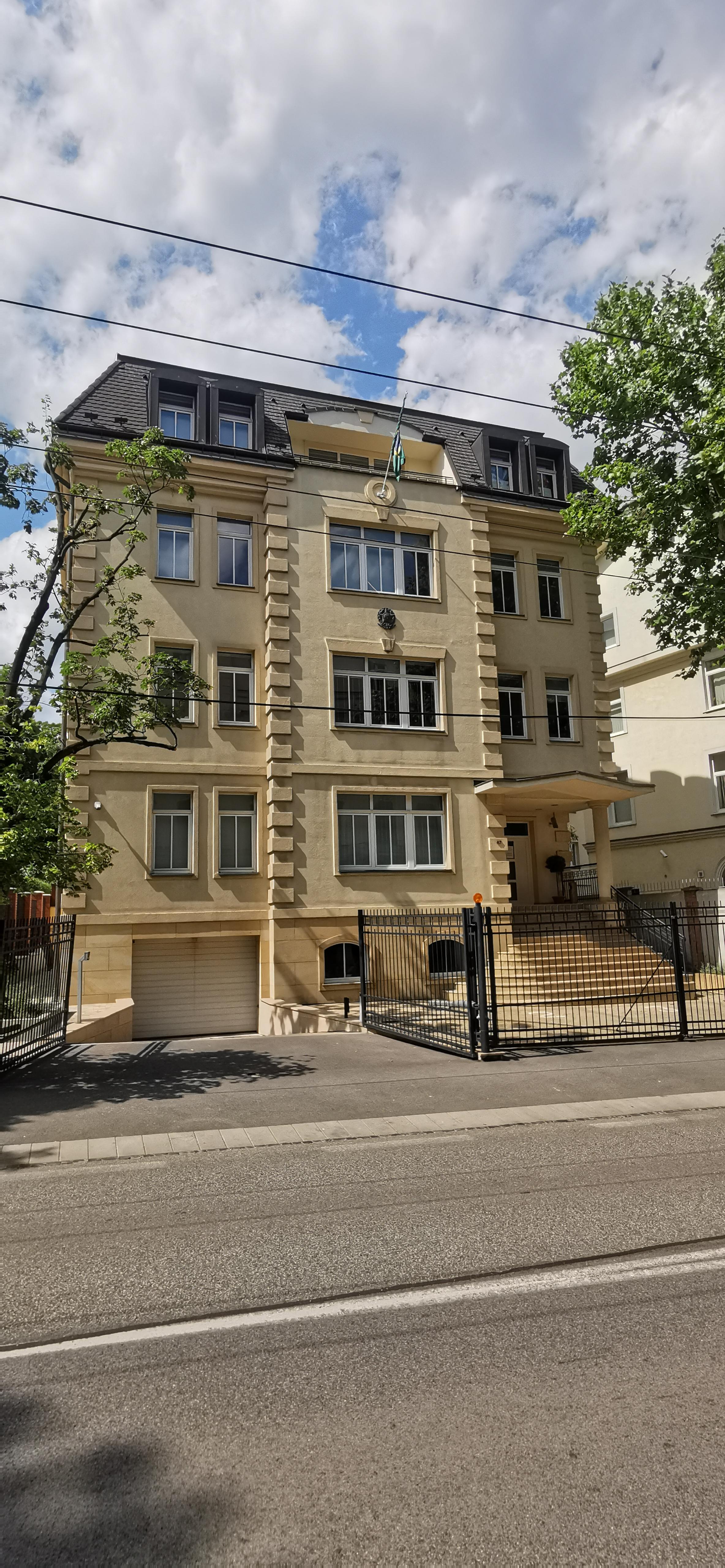
Embaixada em Bratislava
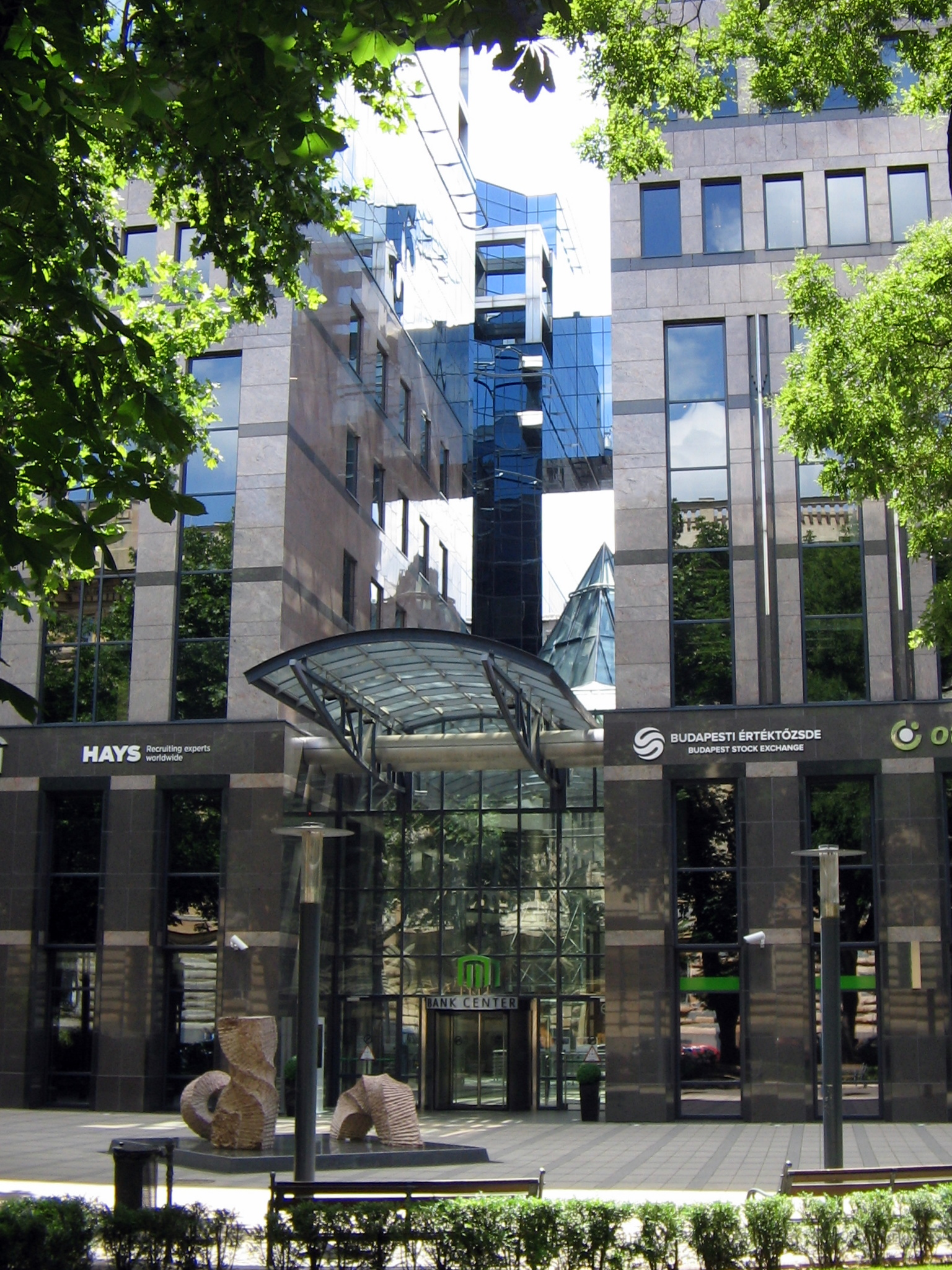
Embaixada em Budapeste
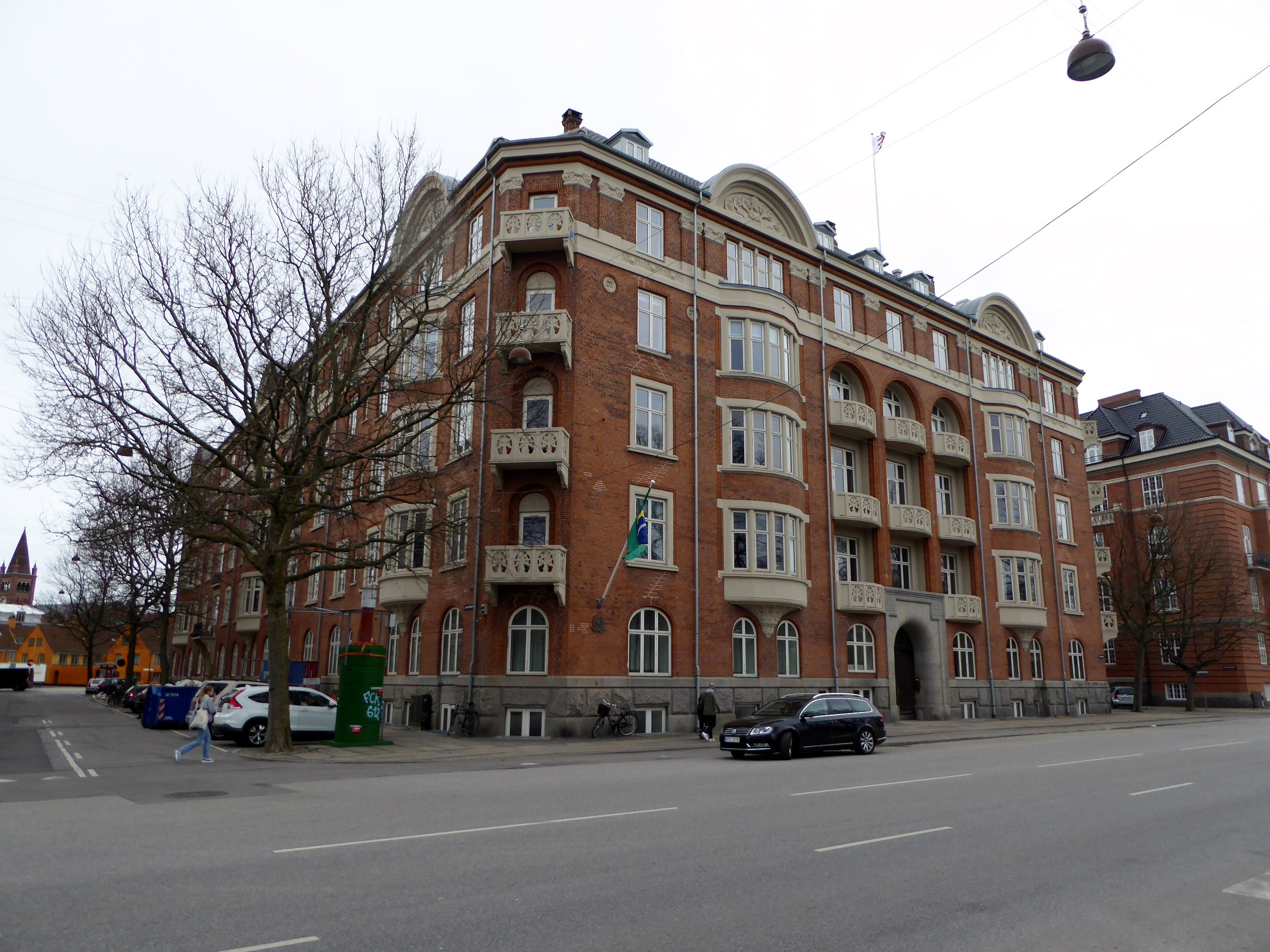
Embaixada em Copenhaga
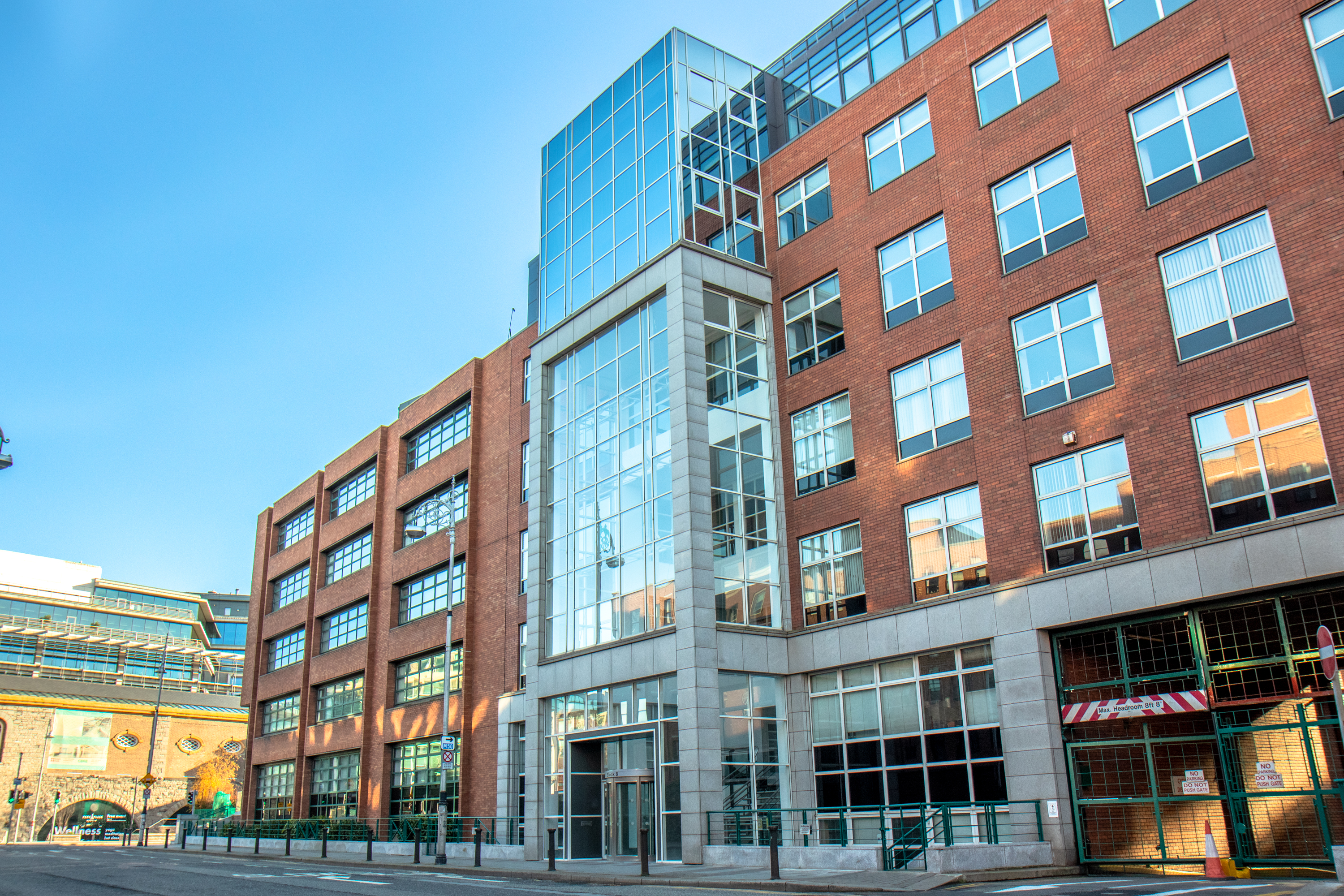
Embaixada em Dublin
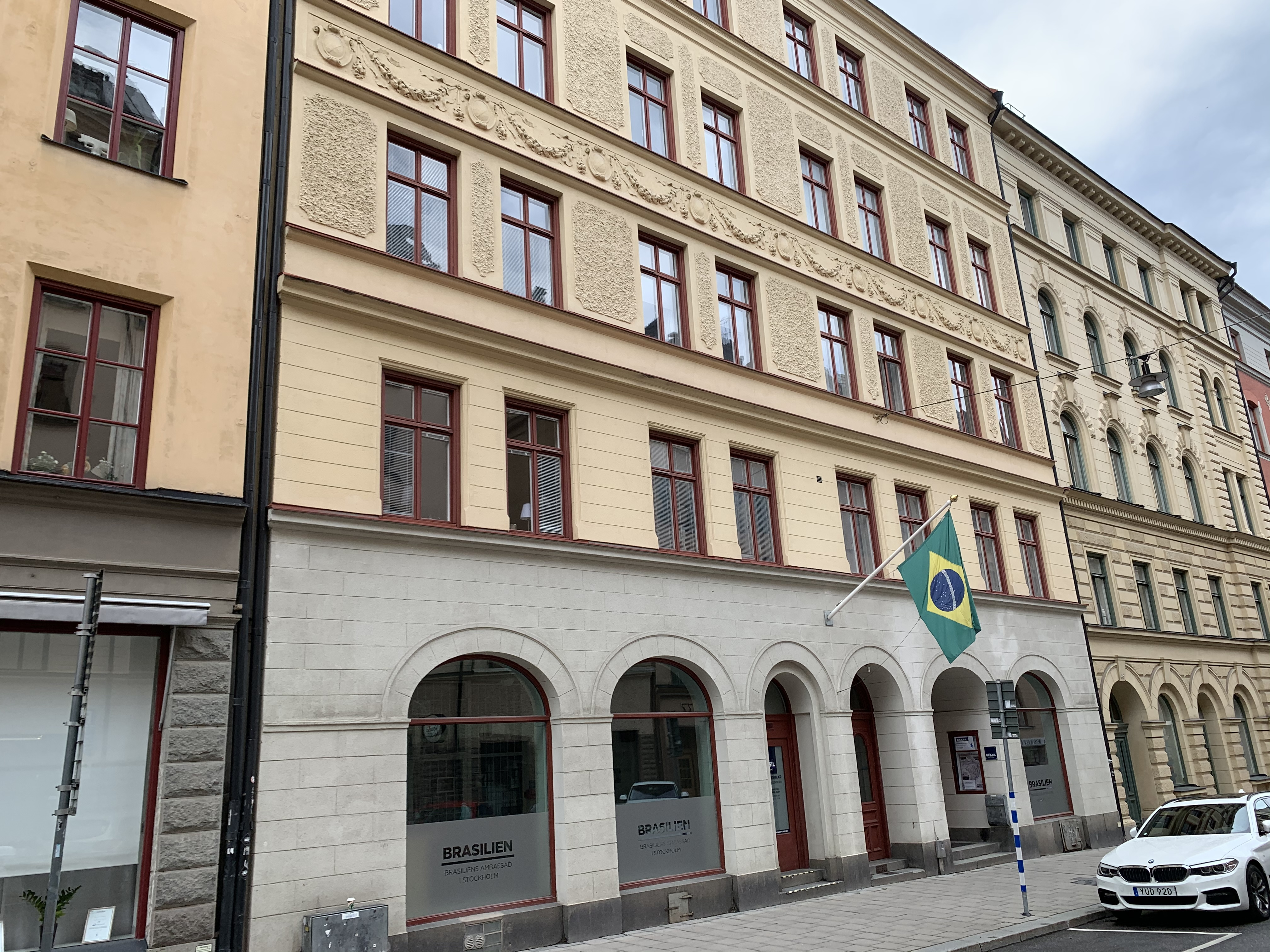
Embaixada em Estocolmo
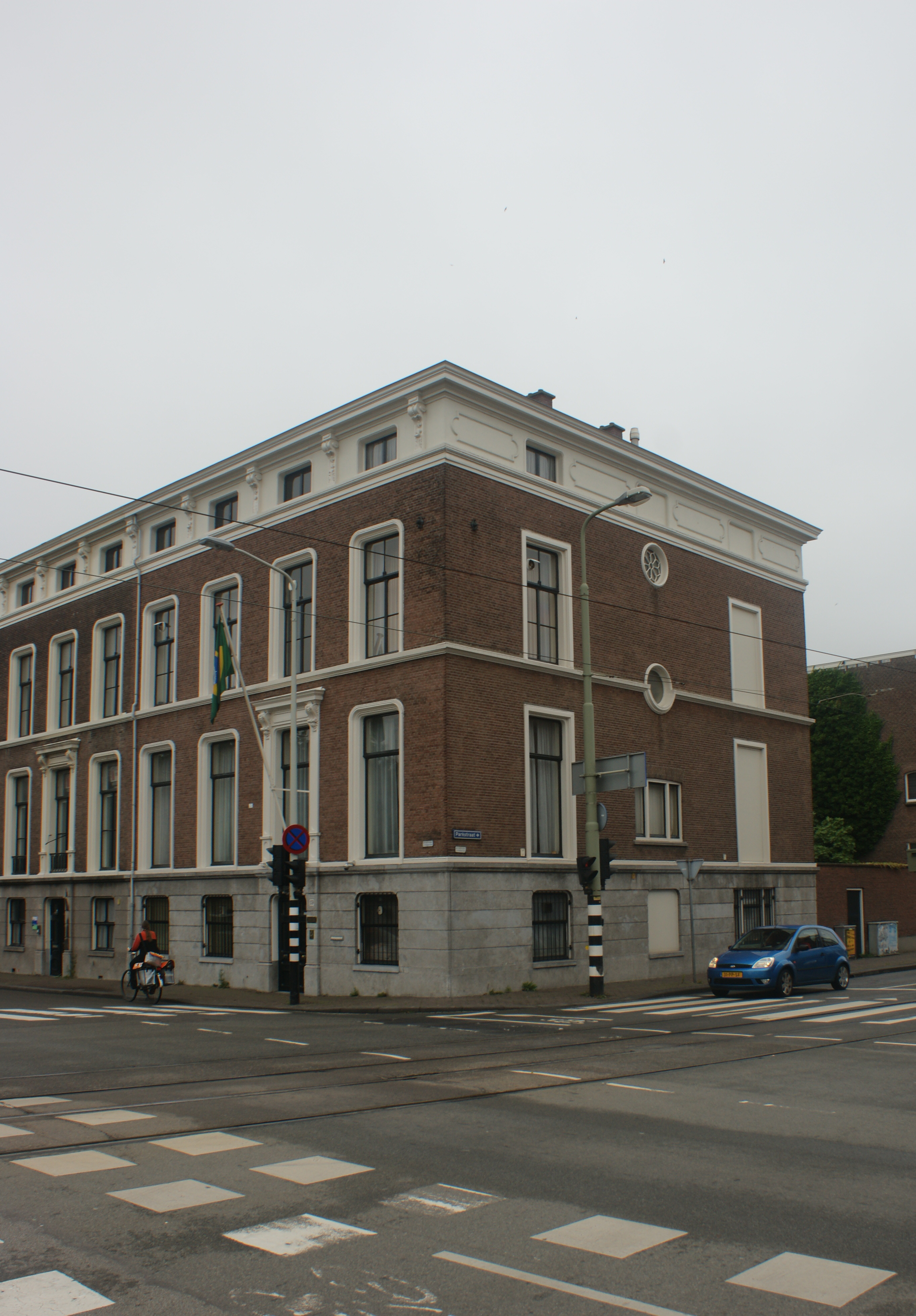
Embaixada em Haia
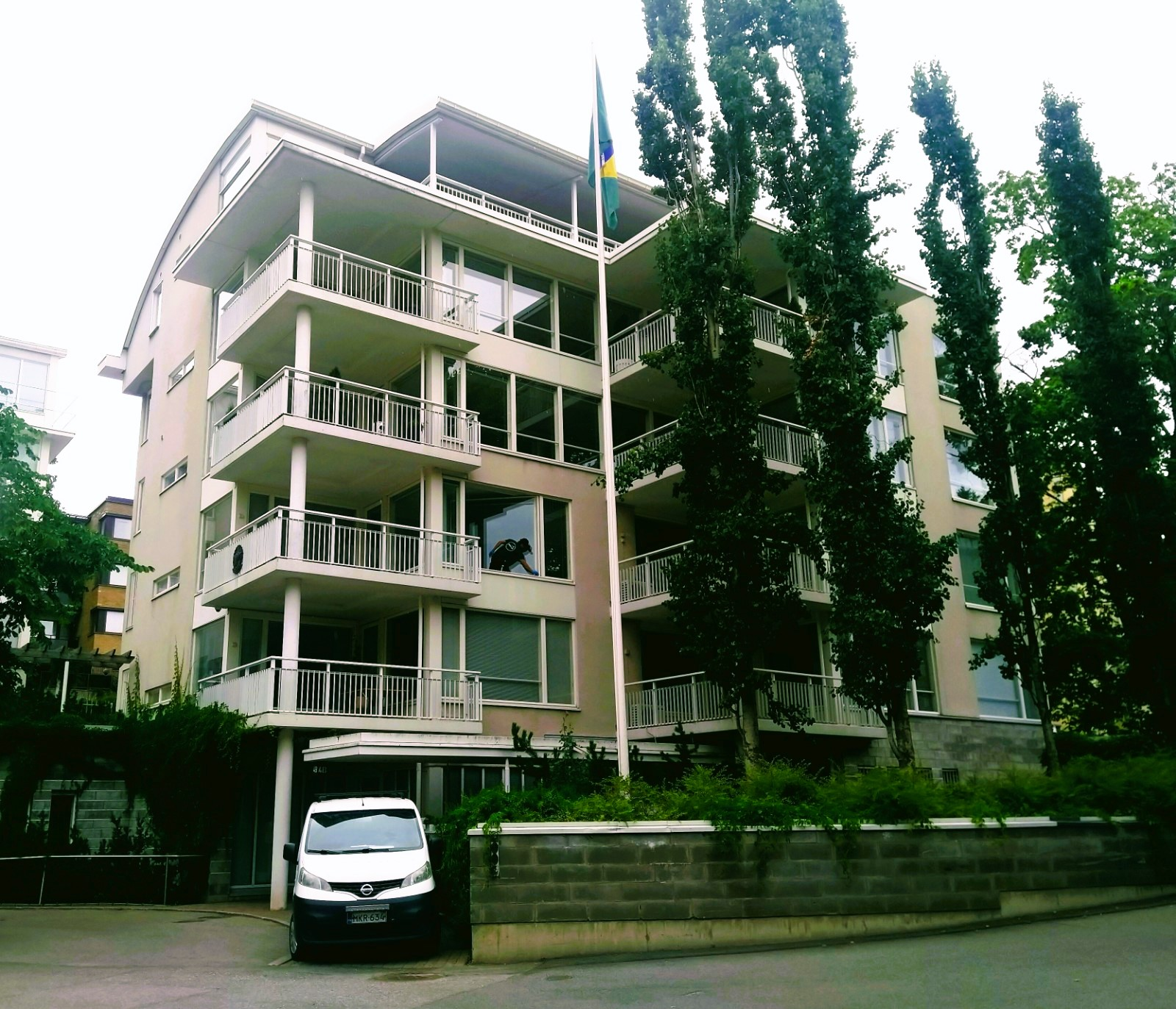
Embaixada em Helsínquia
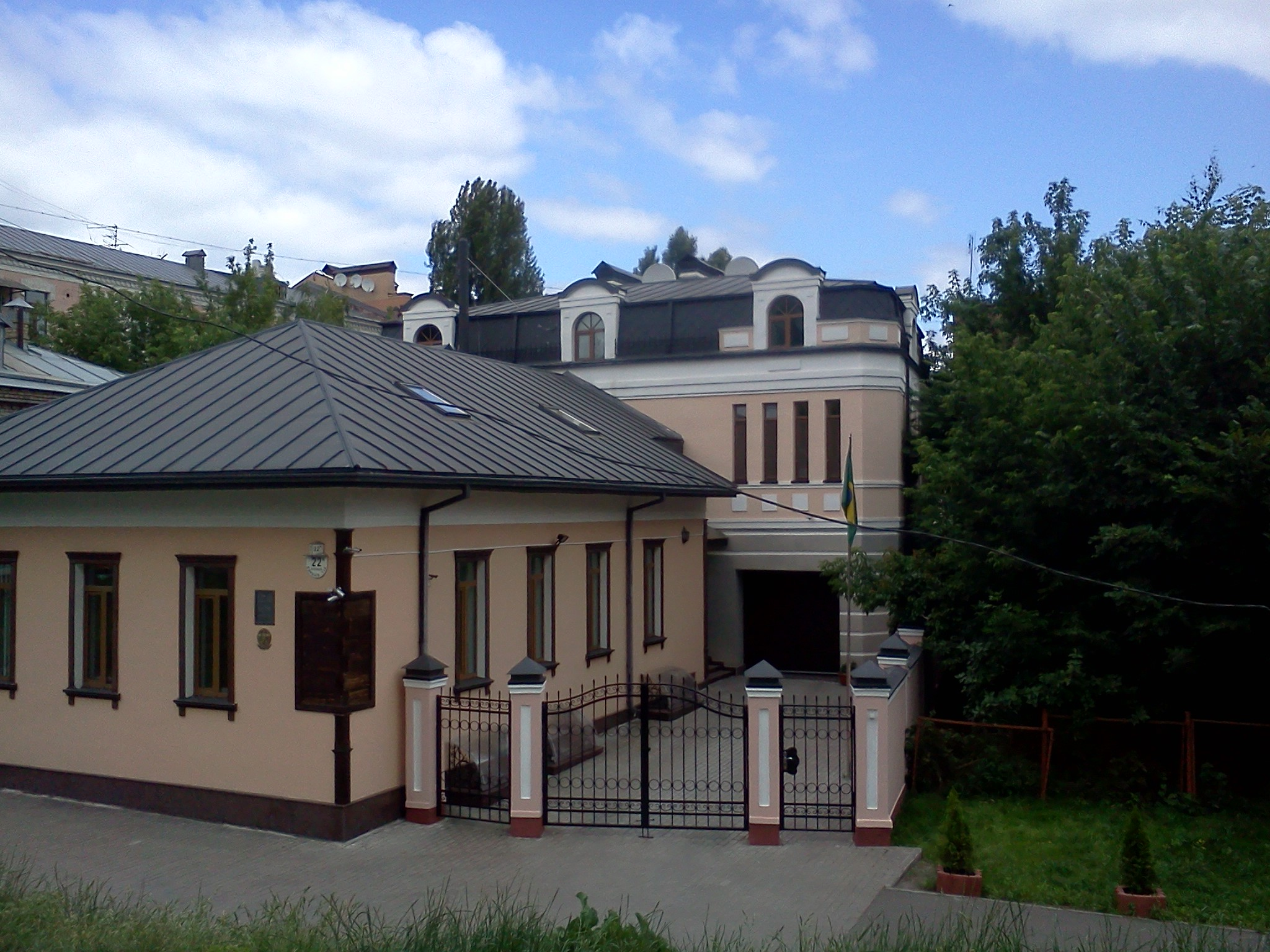
Embaixada em Kiev
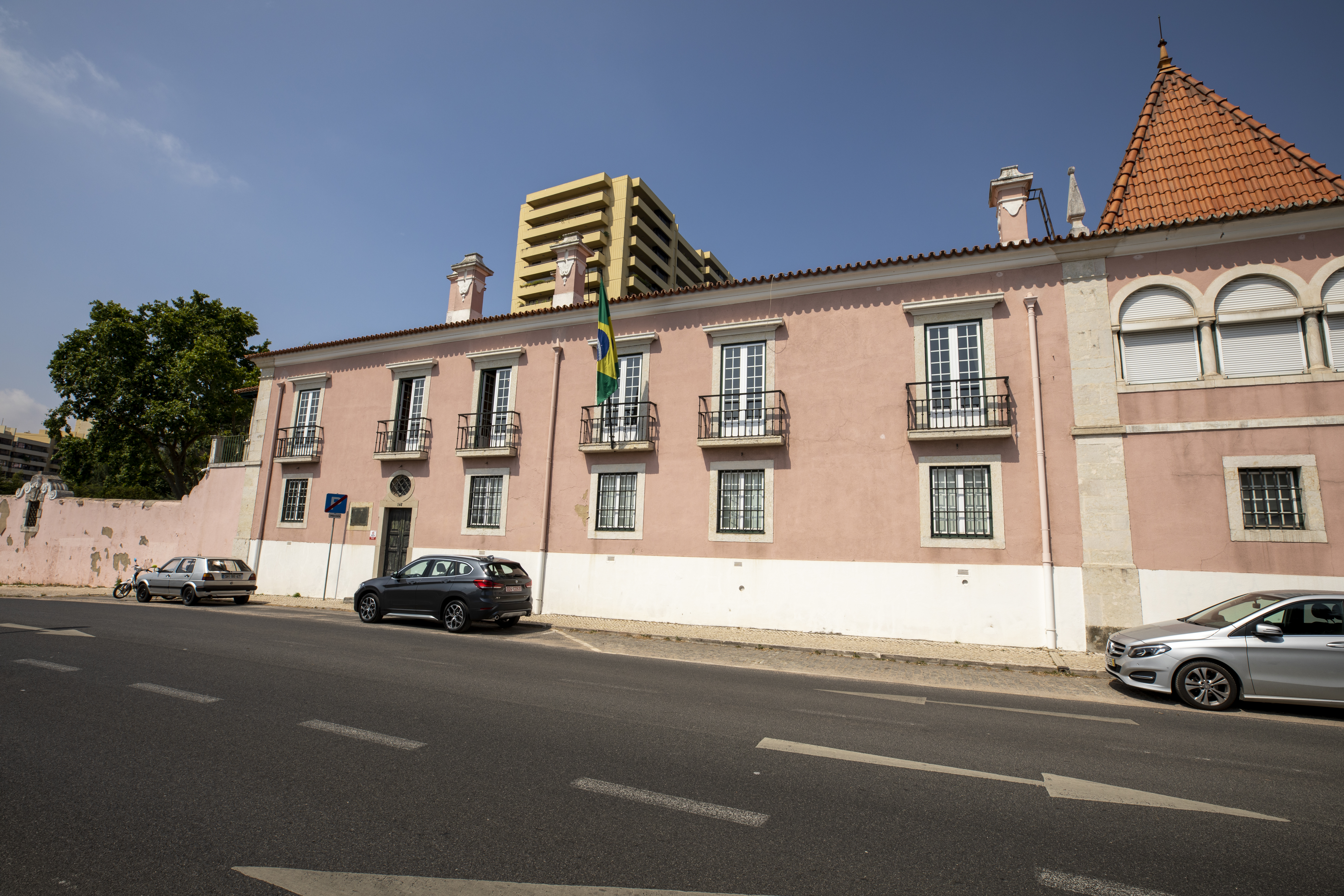
Embaixada em Lisboa
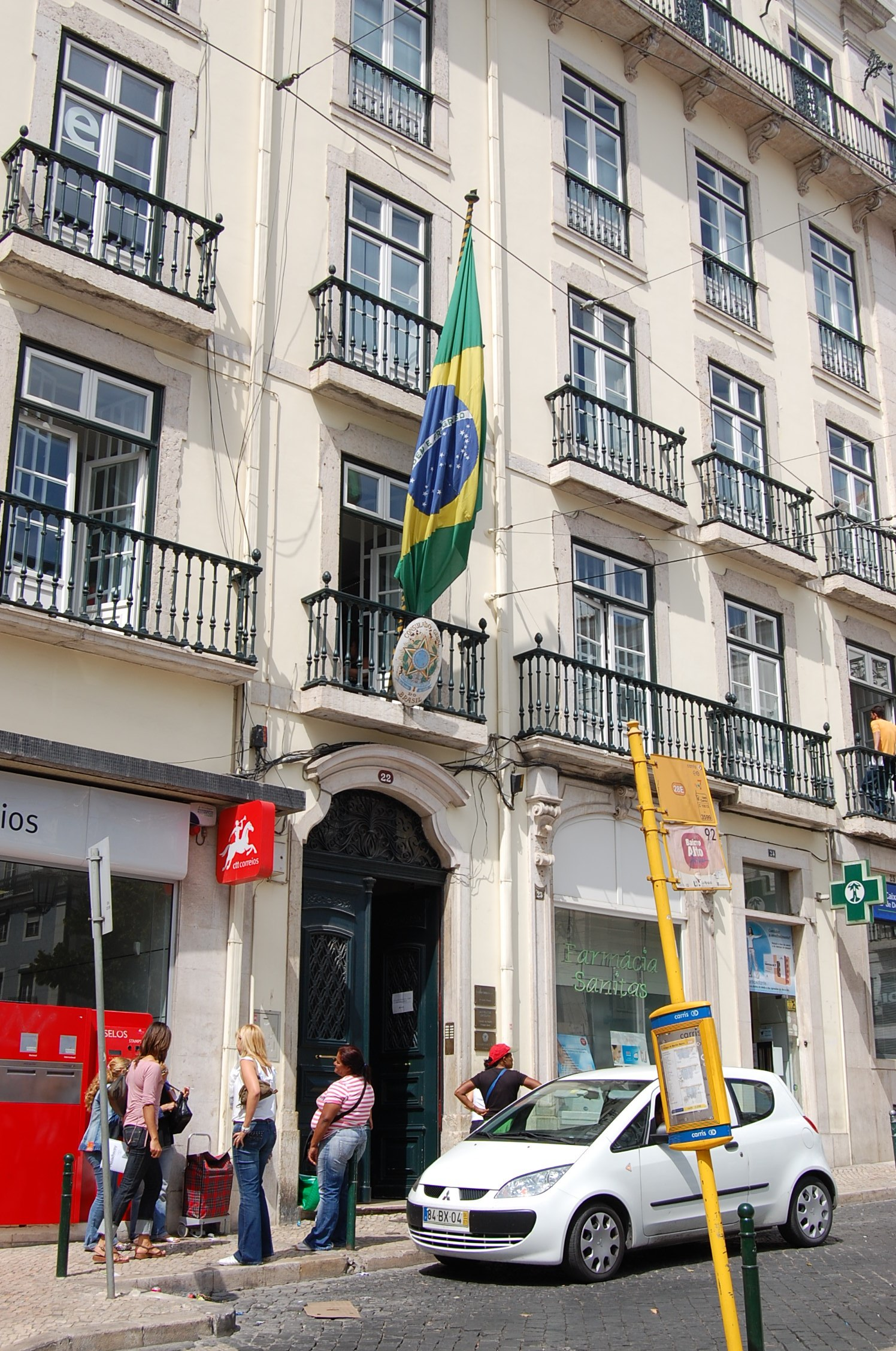
Consulado-Geral em Lisboa
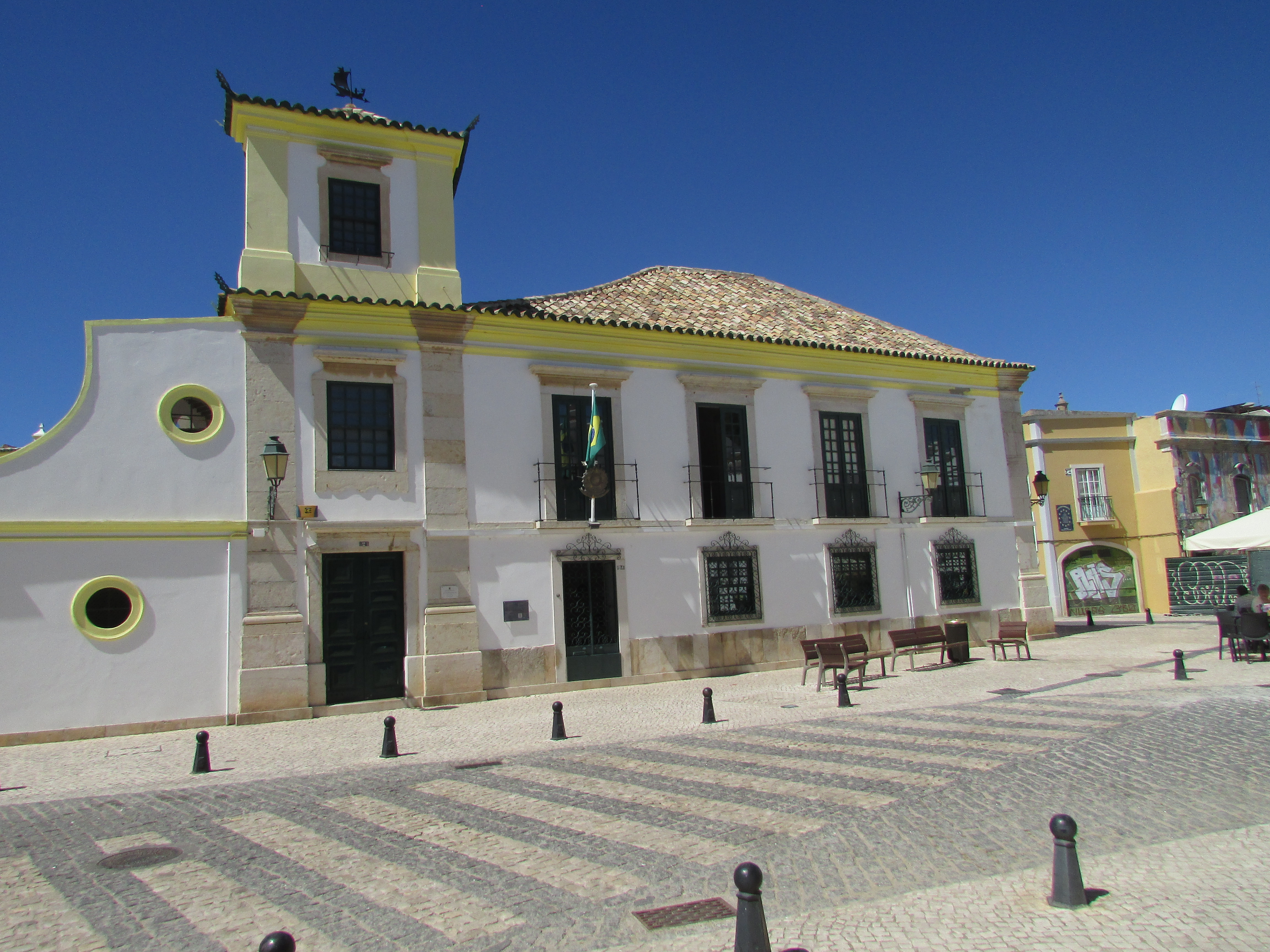
Consulado-Geral em Faro
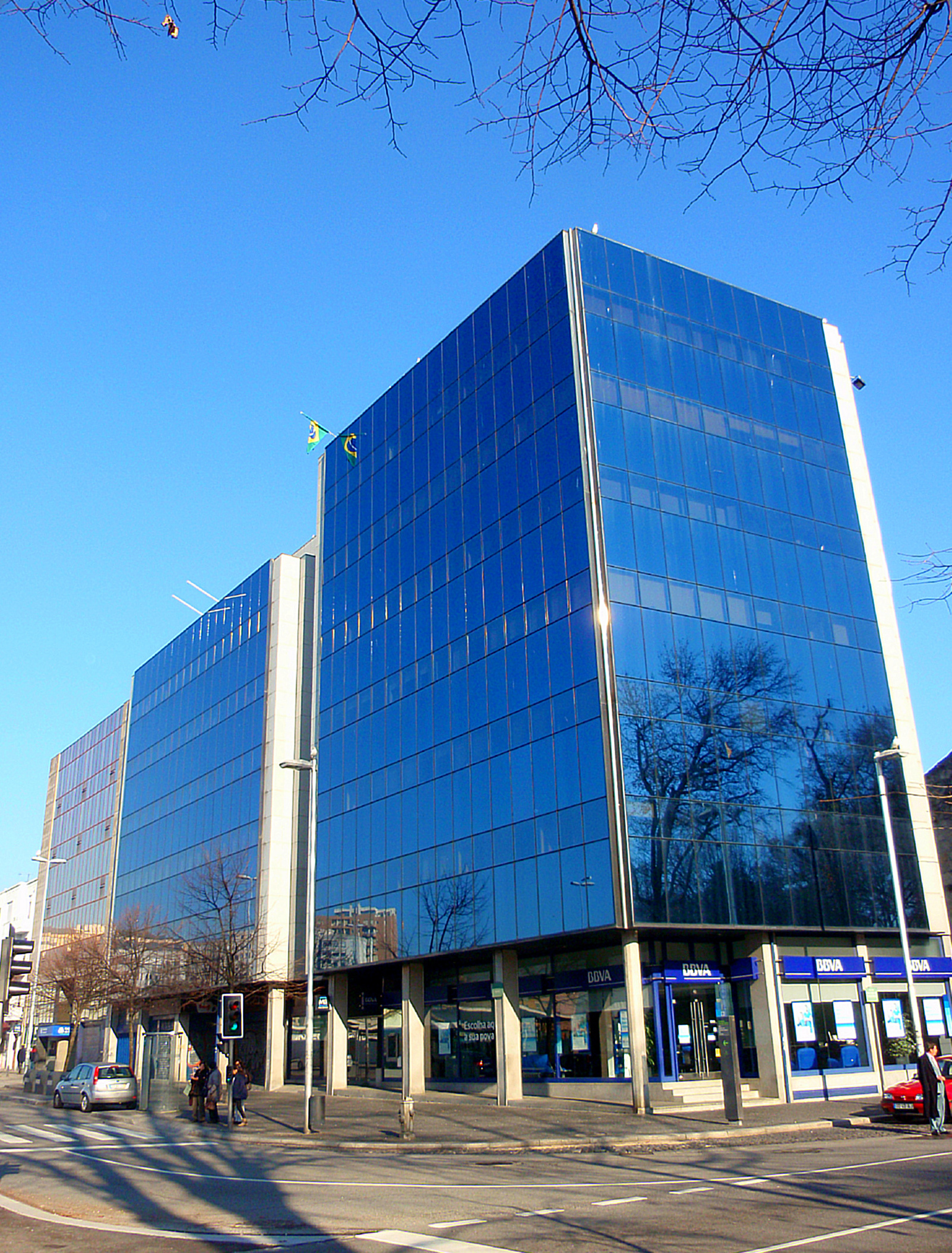
Consulado-Geral no Porto
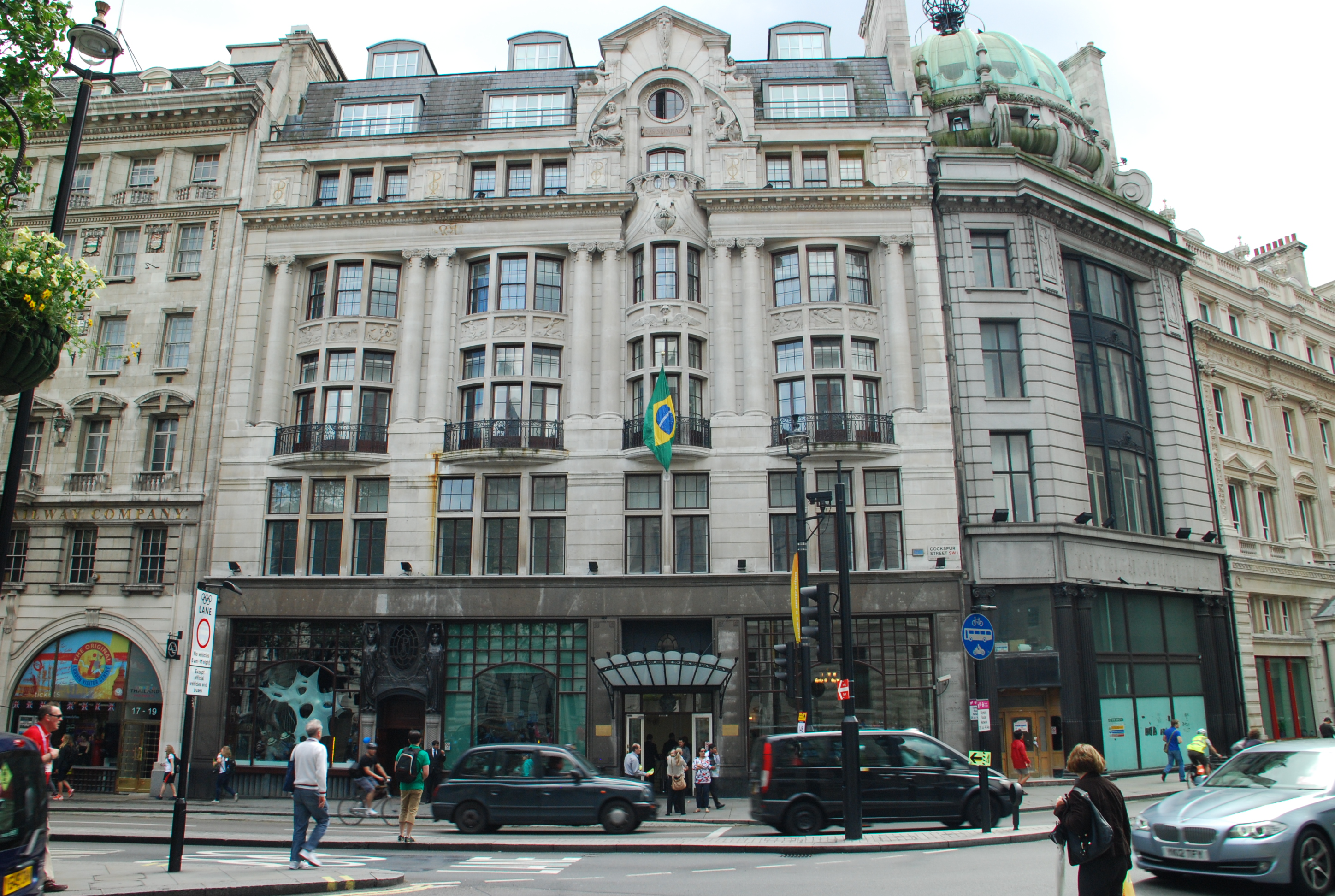
Embaixada em Londres
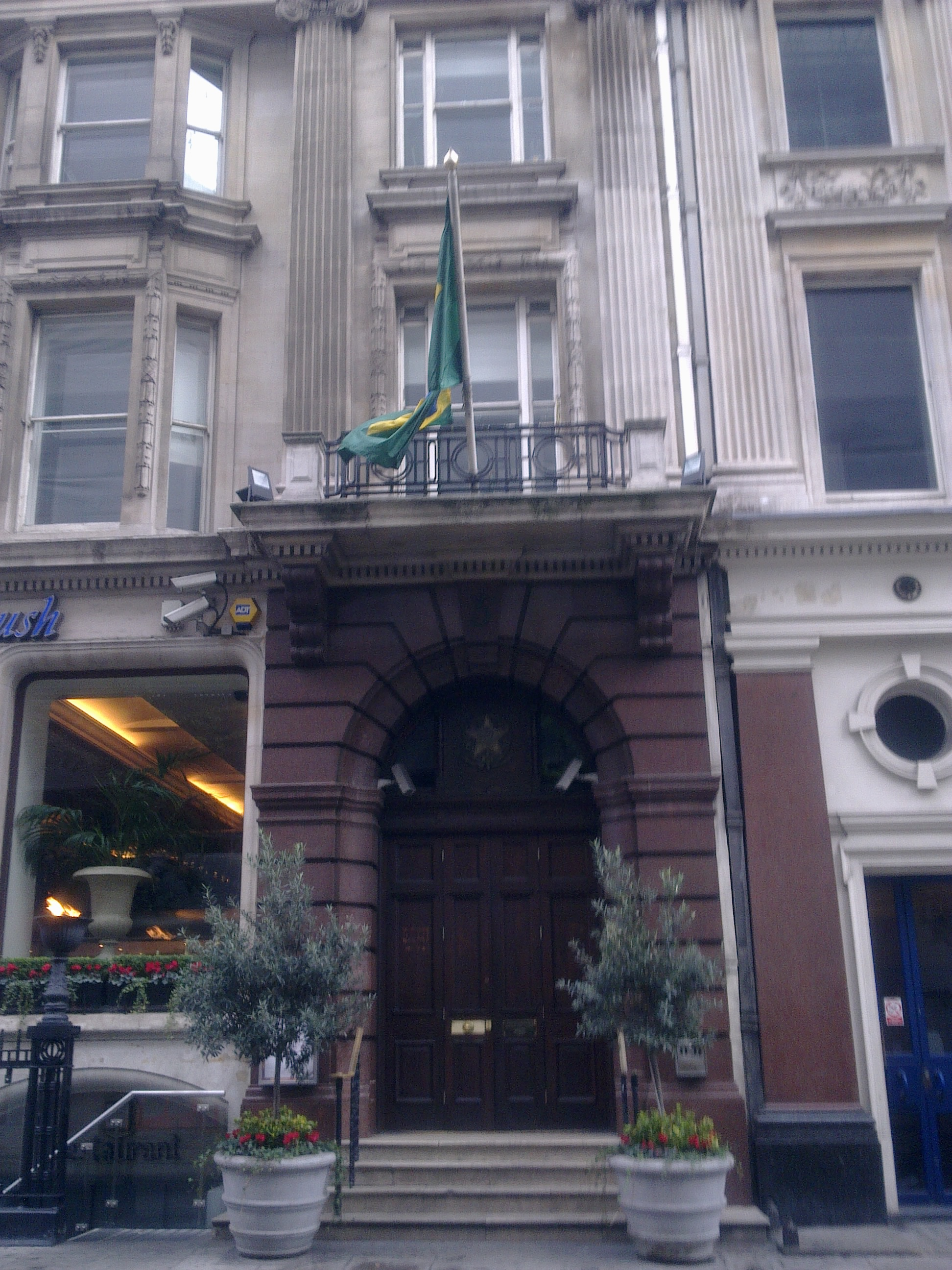
Consulado-Geral em Londres
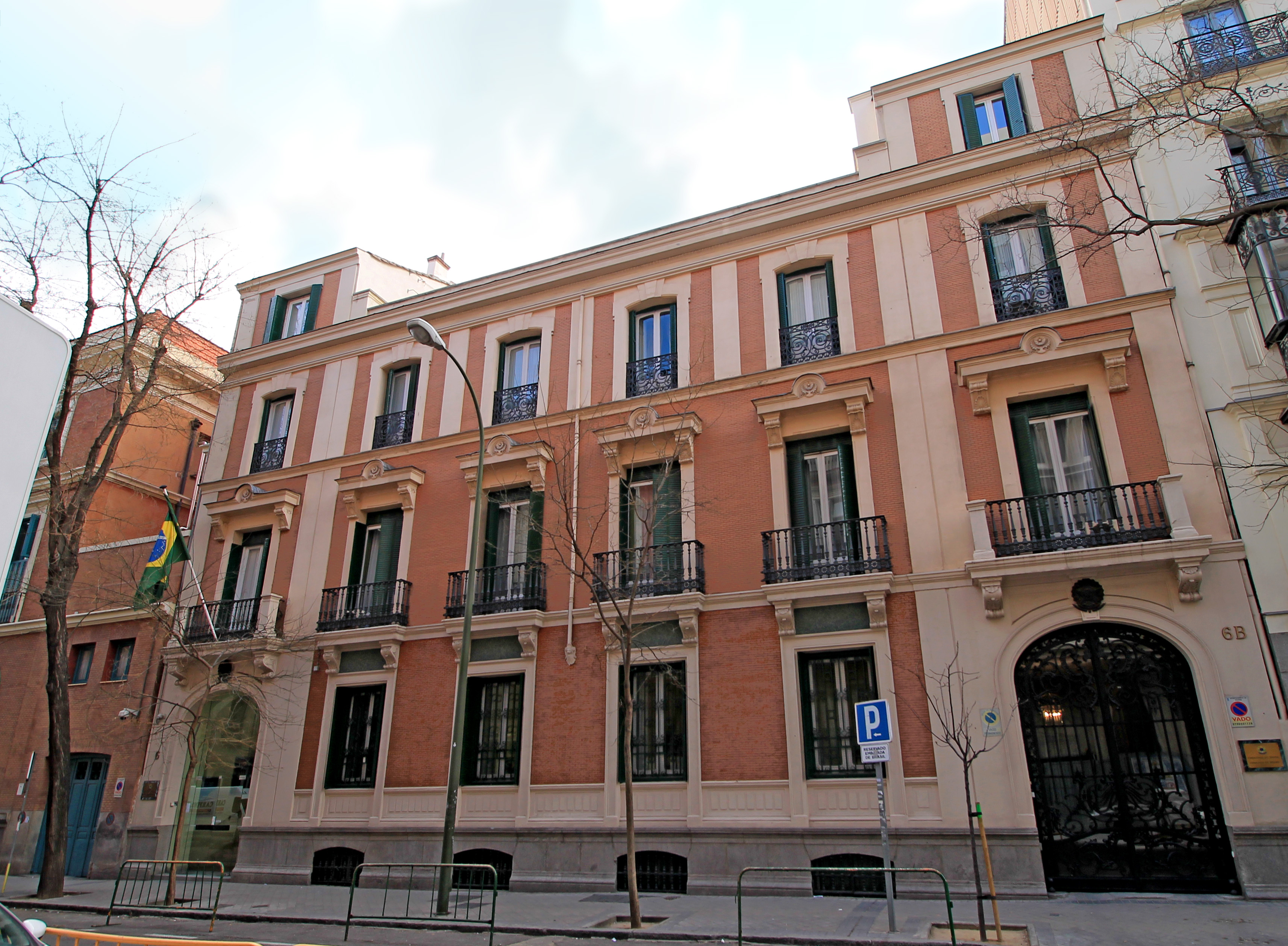
Embaixada em Madrid
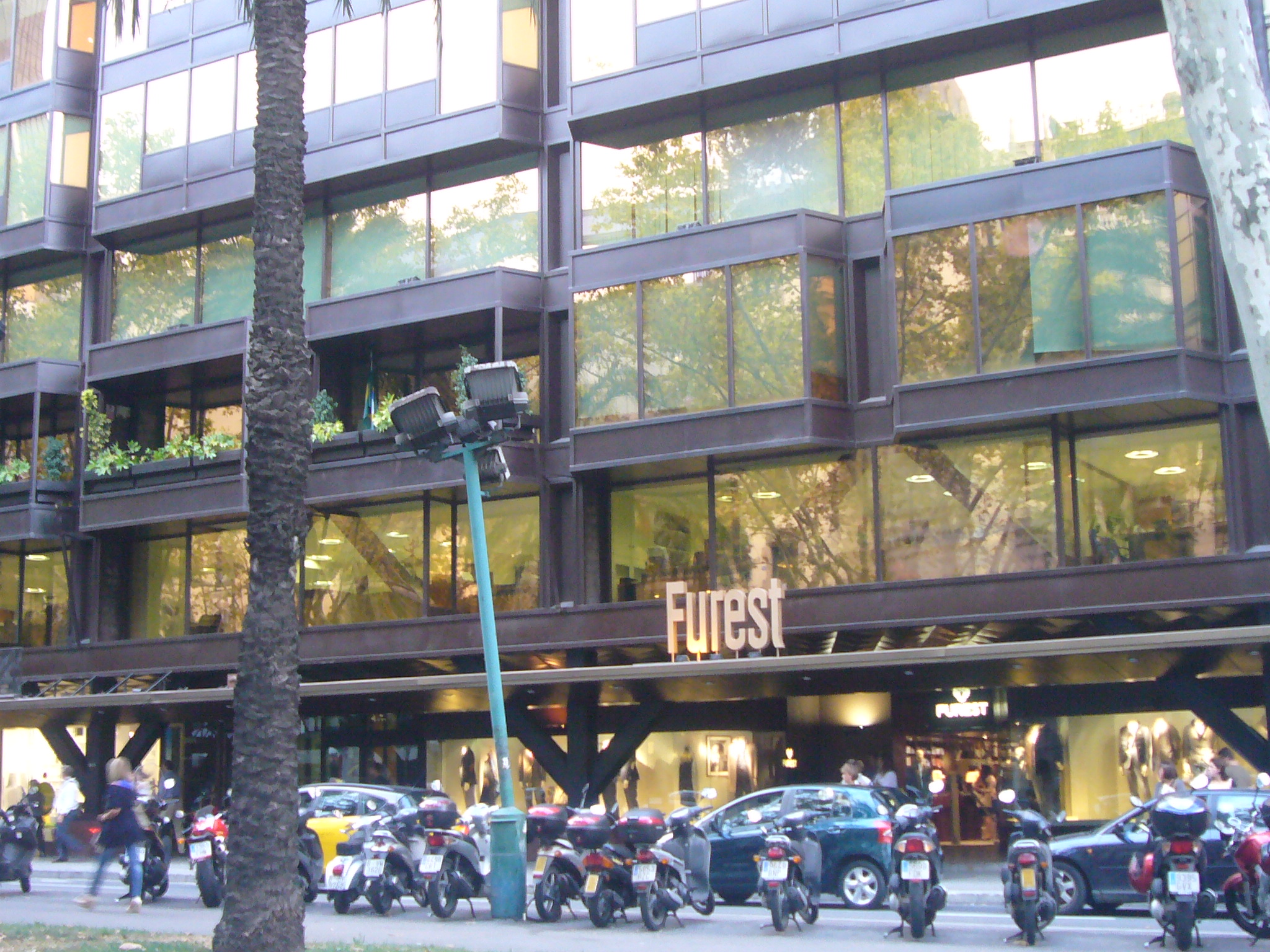
Consulado-Geral em Barcelona
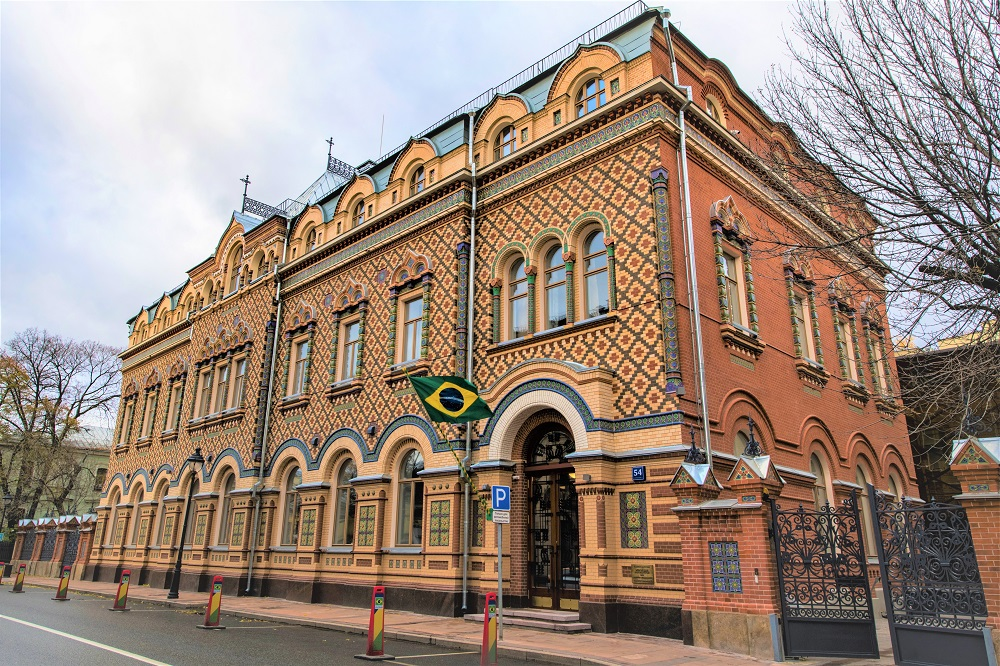
Embaixada em Moscovo
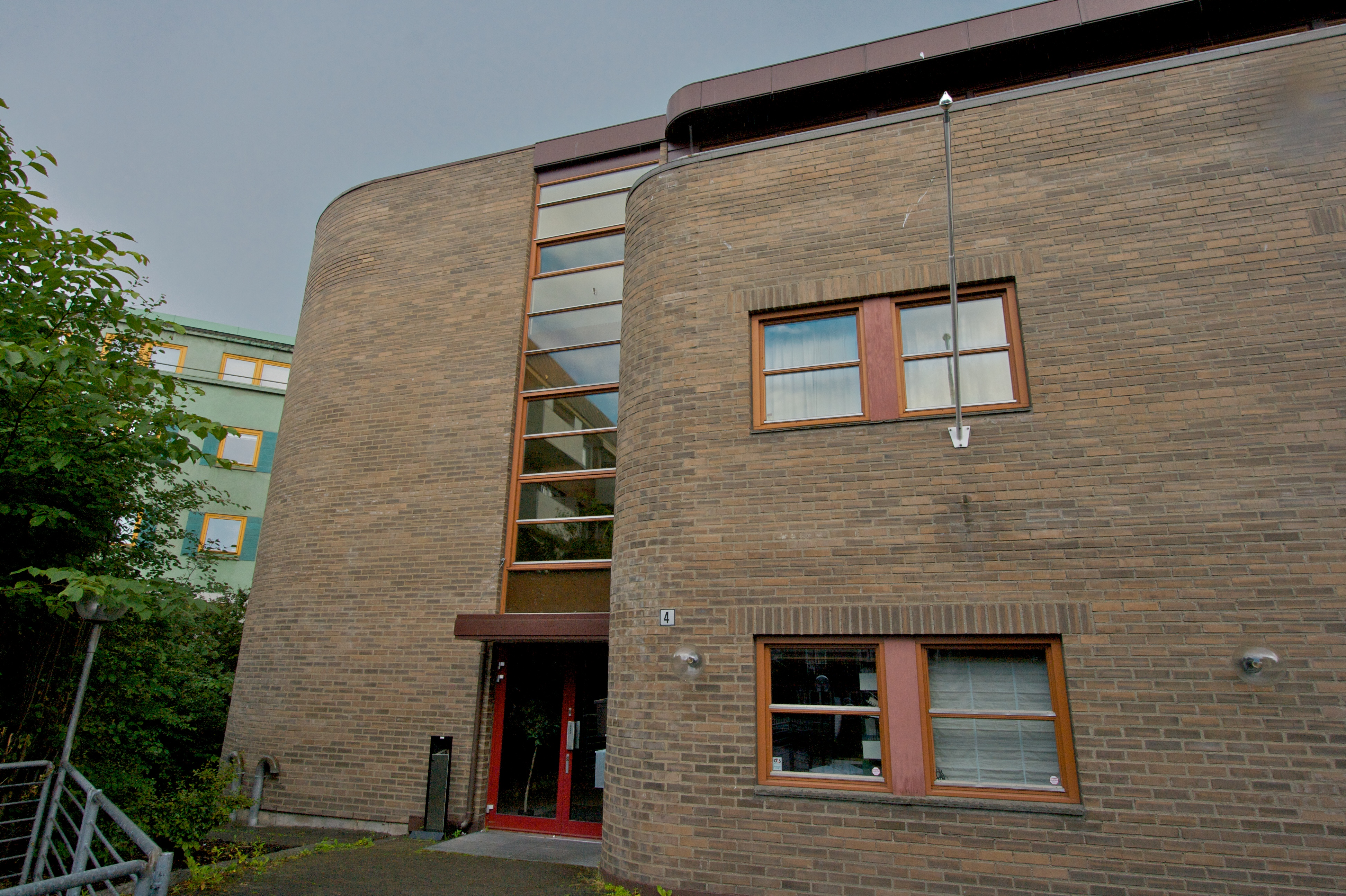
Embaixada em Oslo
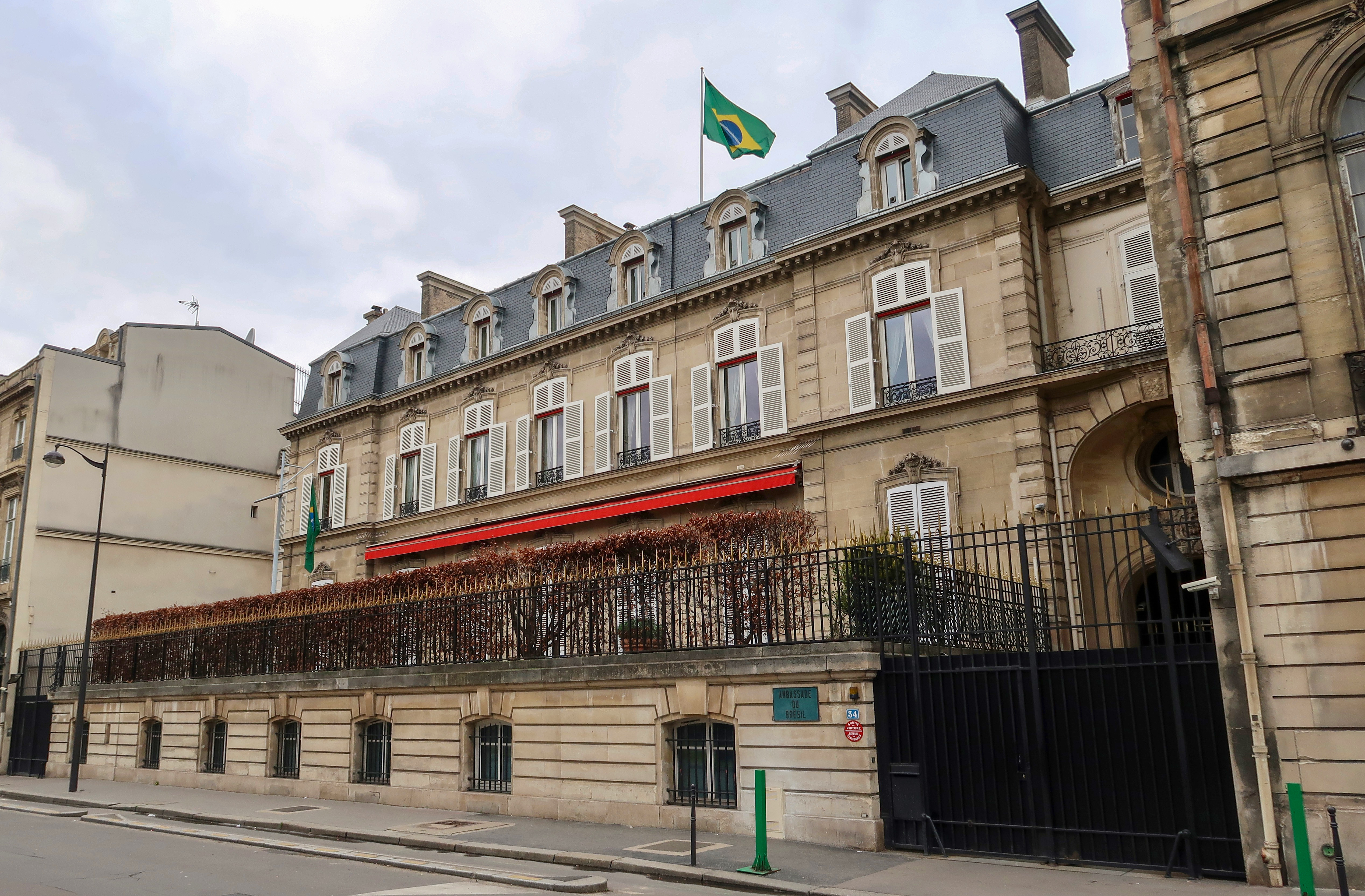
Embaixada em Paris
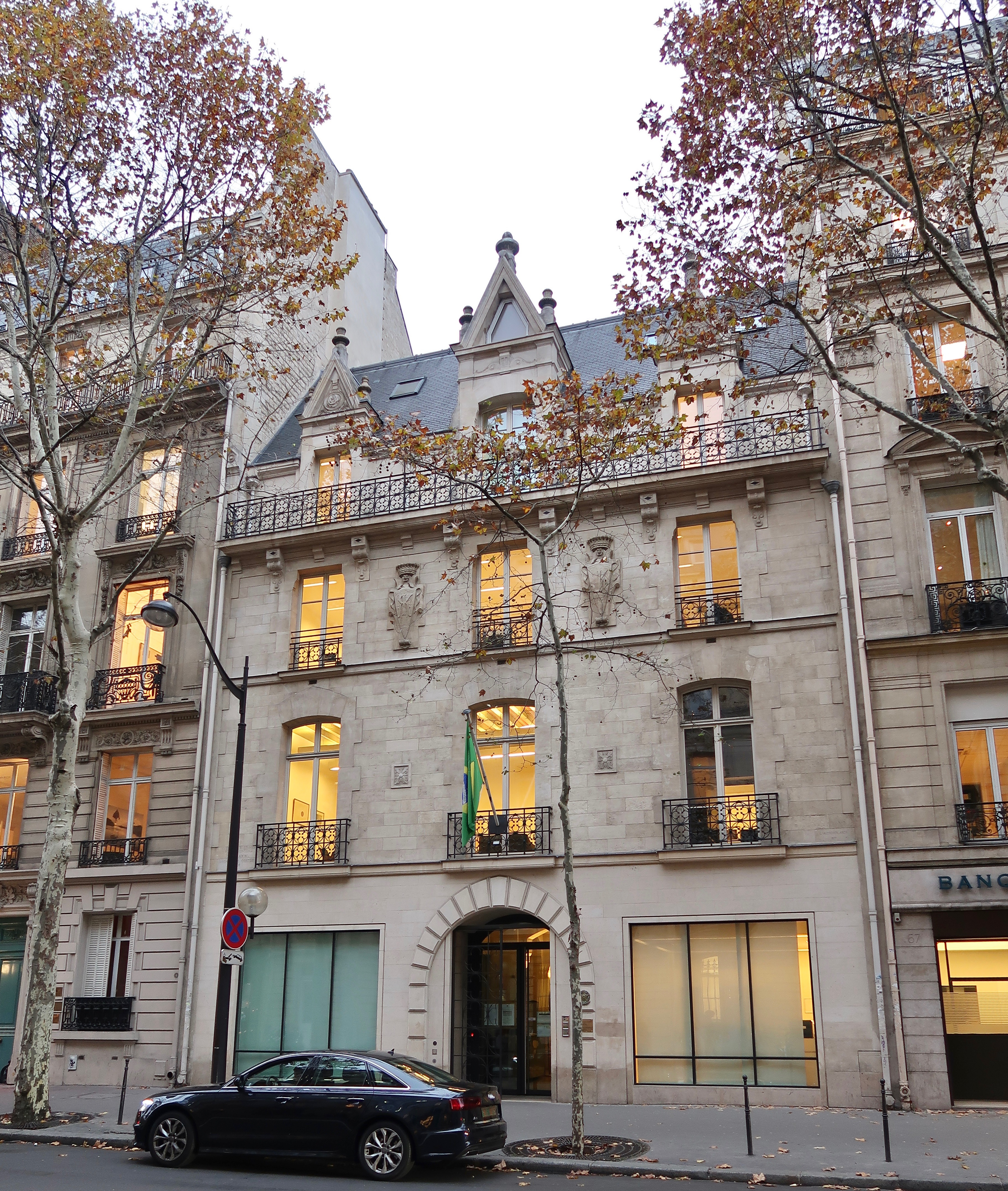
Consulado-Geral em Paris
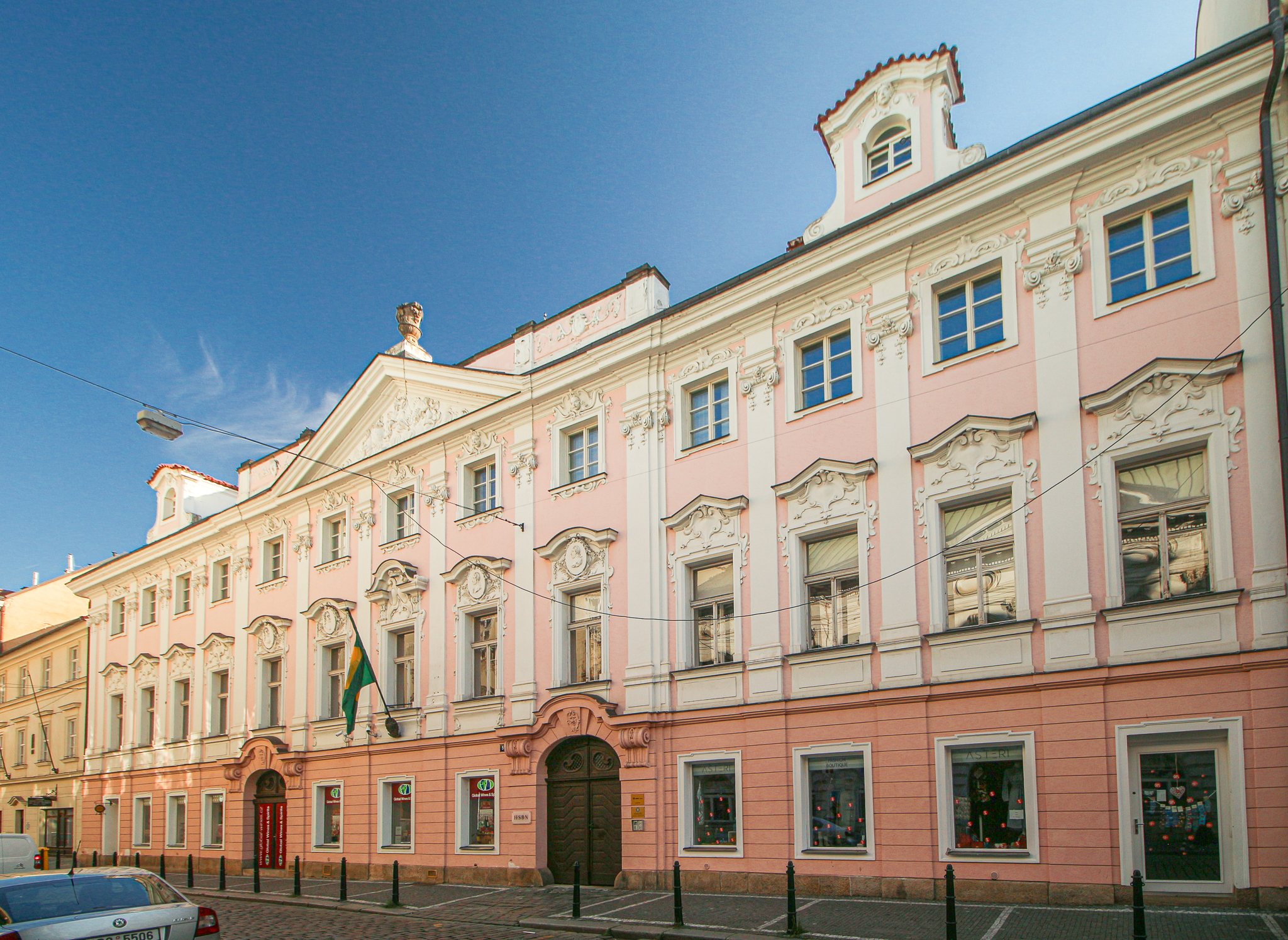
Embaixada em Praga
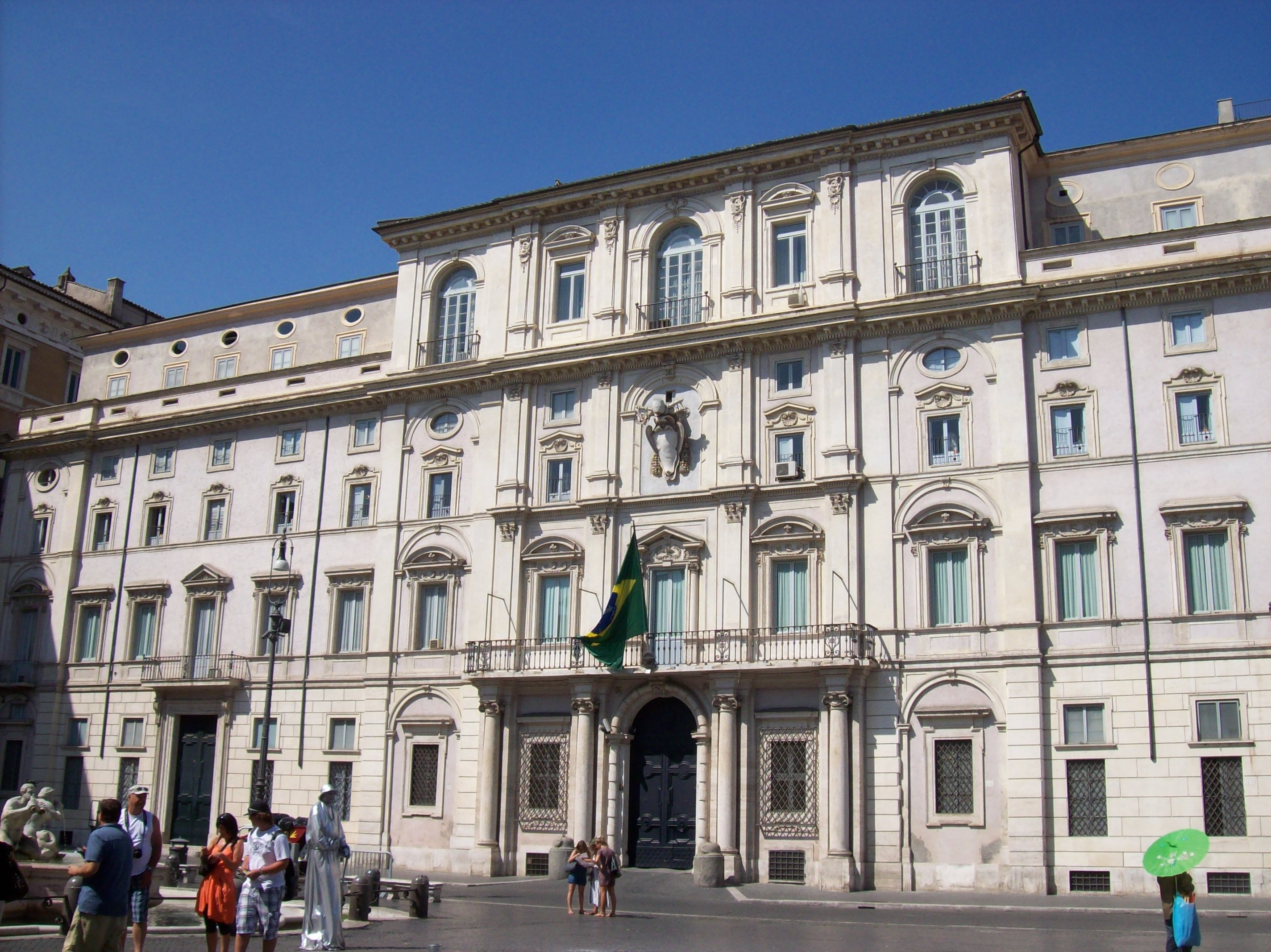
Embaixada em Roma
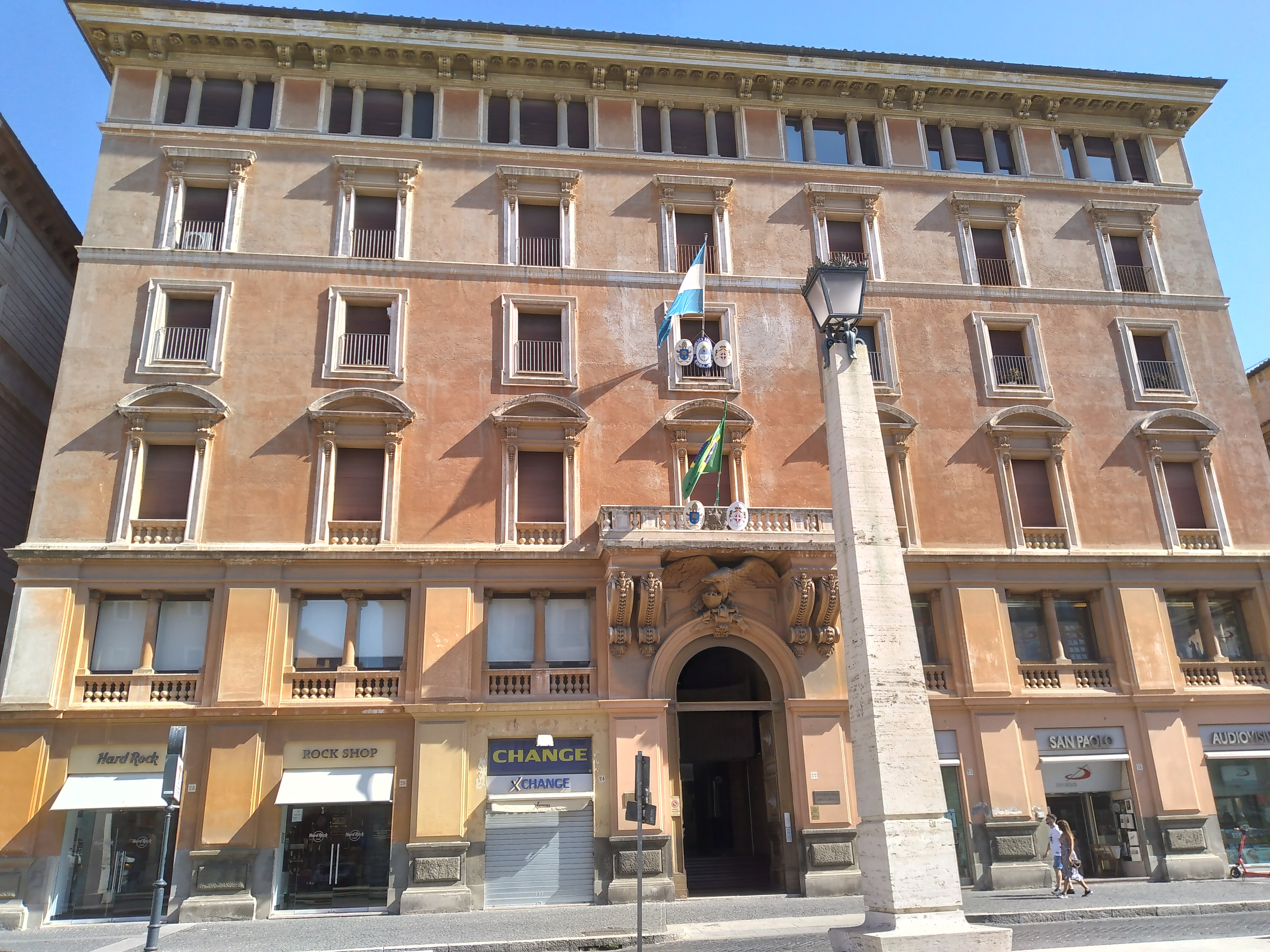
Embaixada na Santa Sé com sede em Roma
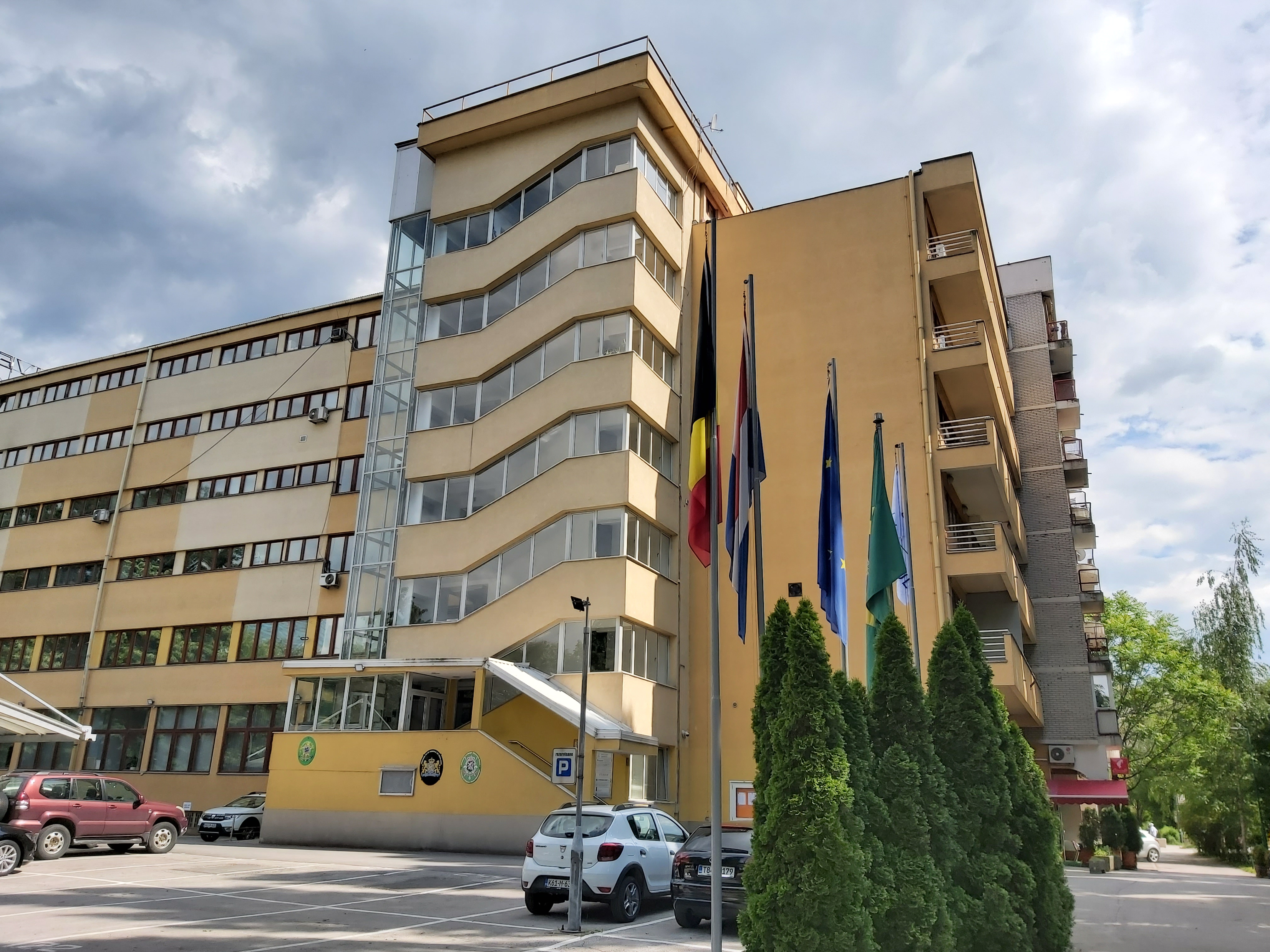
Embaixada em Saraievo
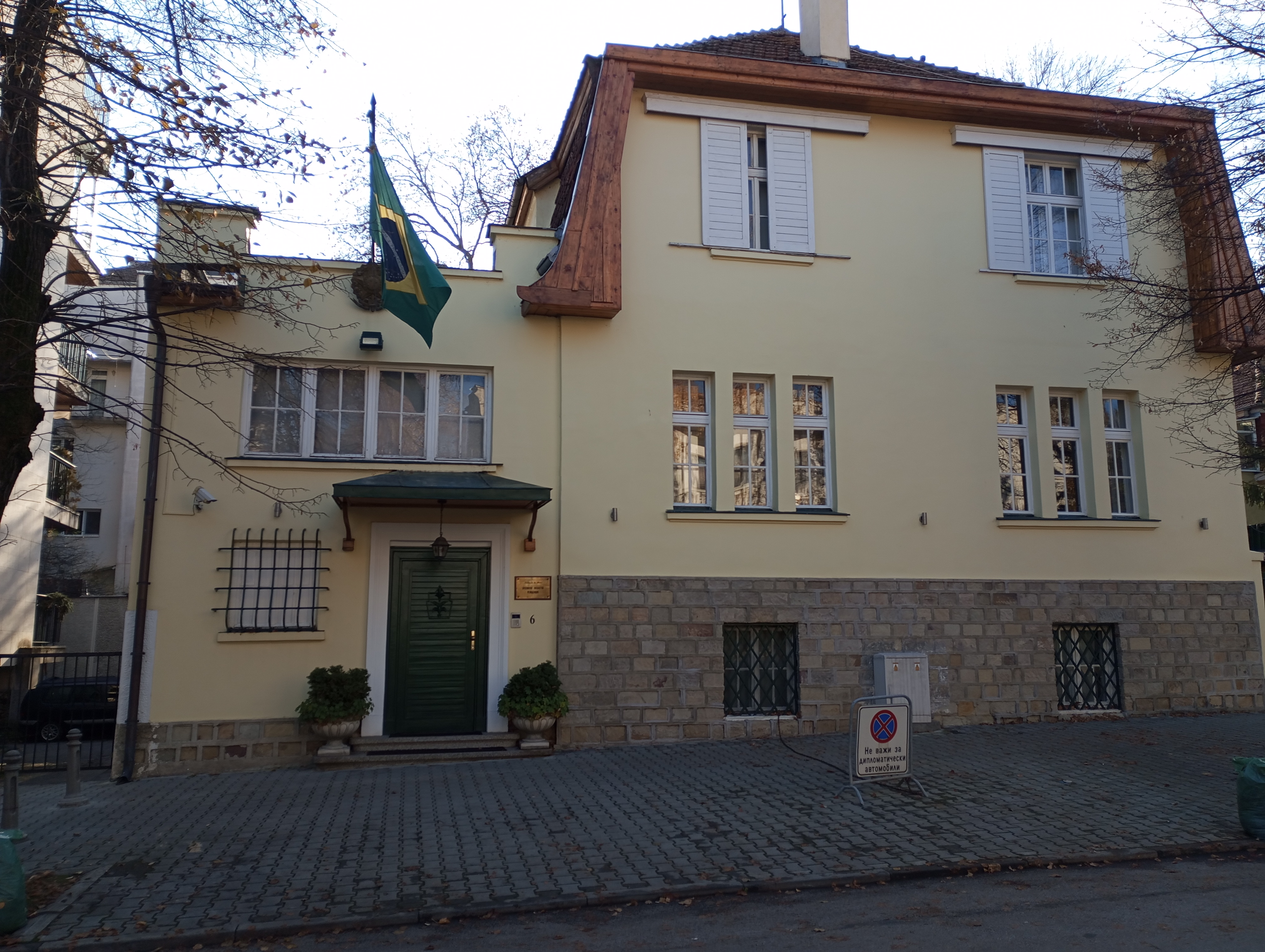
Embaixada em Sófia
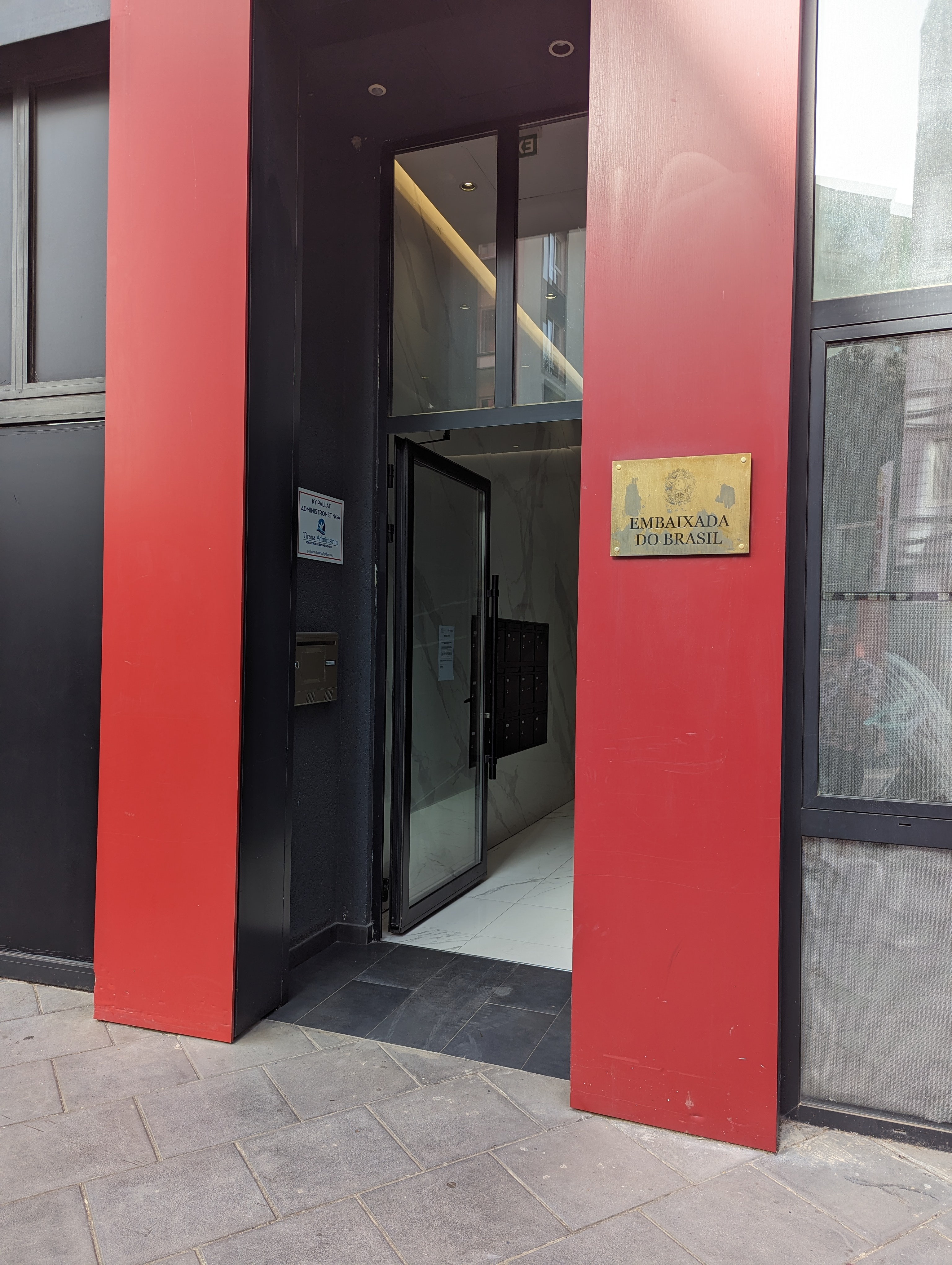
Embaixada em Tirana
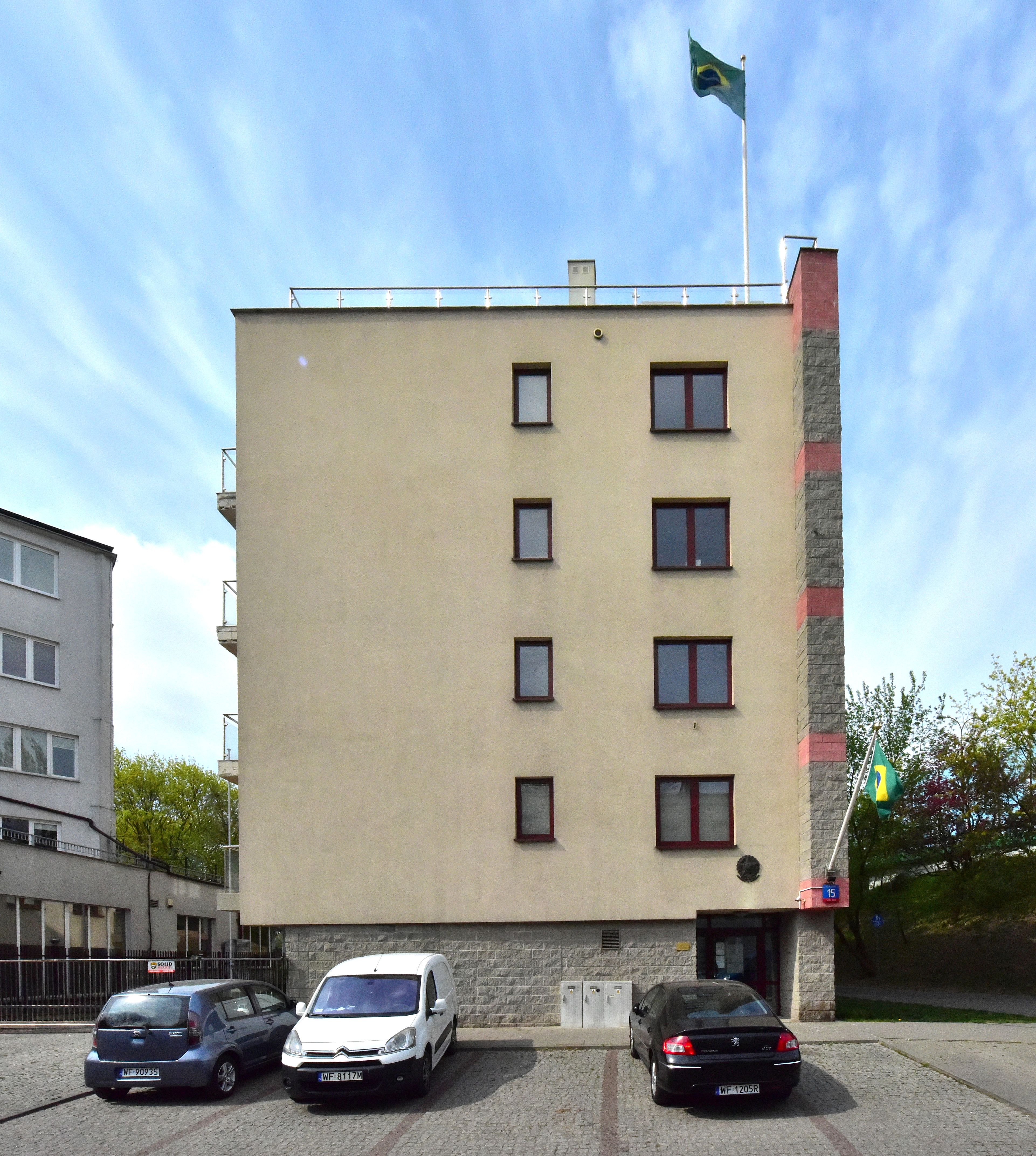
Embaixada em Varsóvia
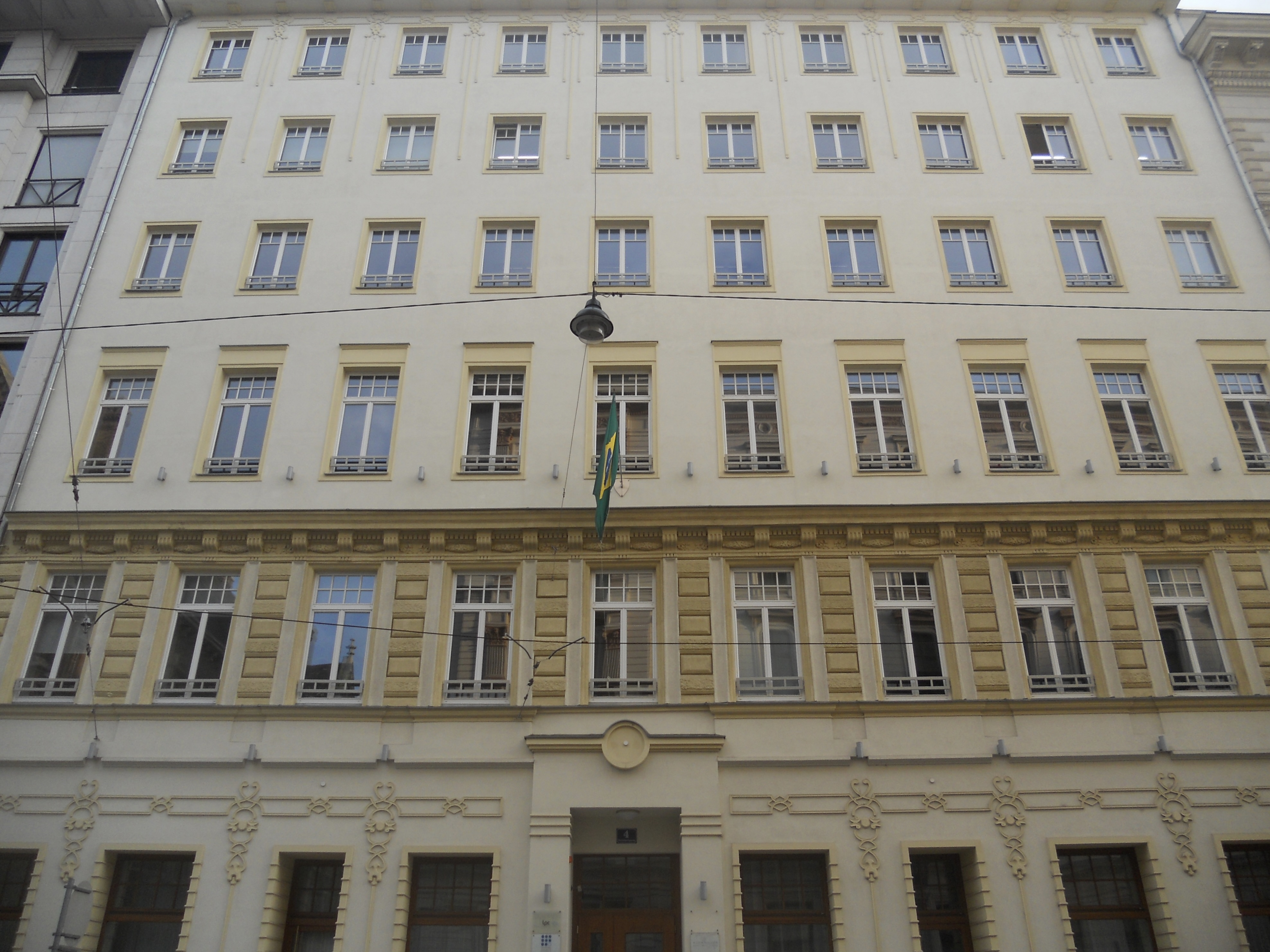
Embaixada em Viena
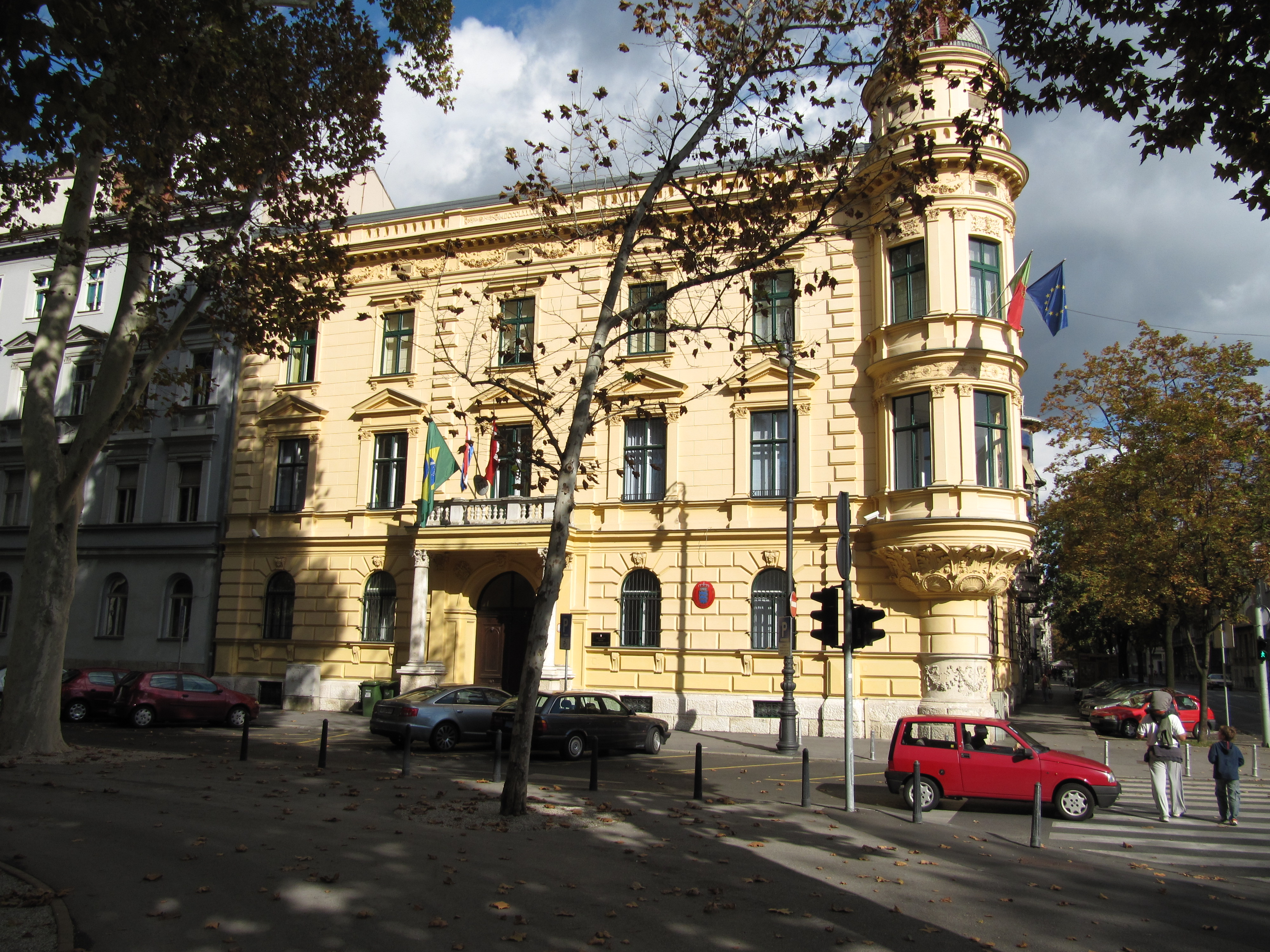
Embaixada em Zagreb

## Oceania
- Austrália

Camberra (Embaixada)
Sydney (Consulado-Geral)
- Nova Zelândia

Wellington (Embaixada) 
Galeria

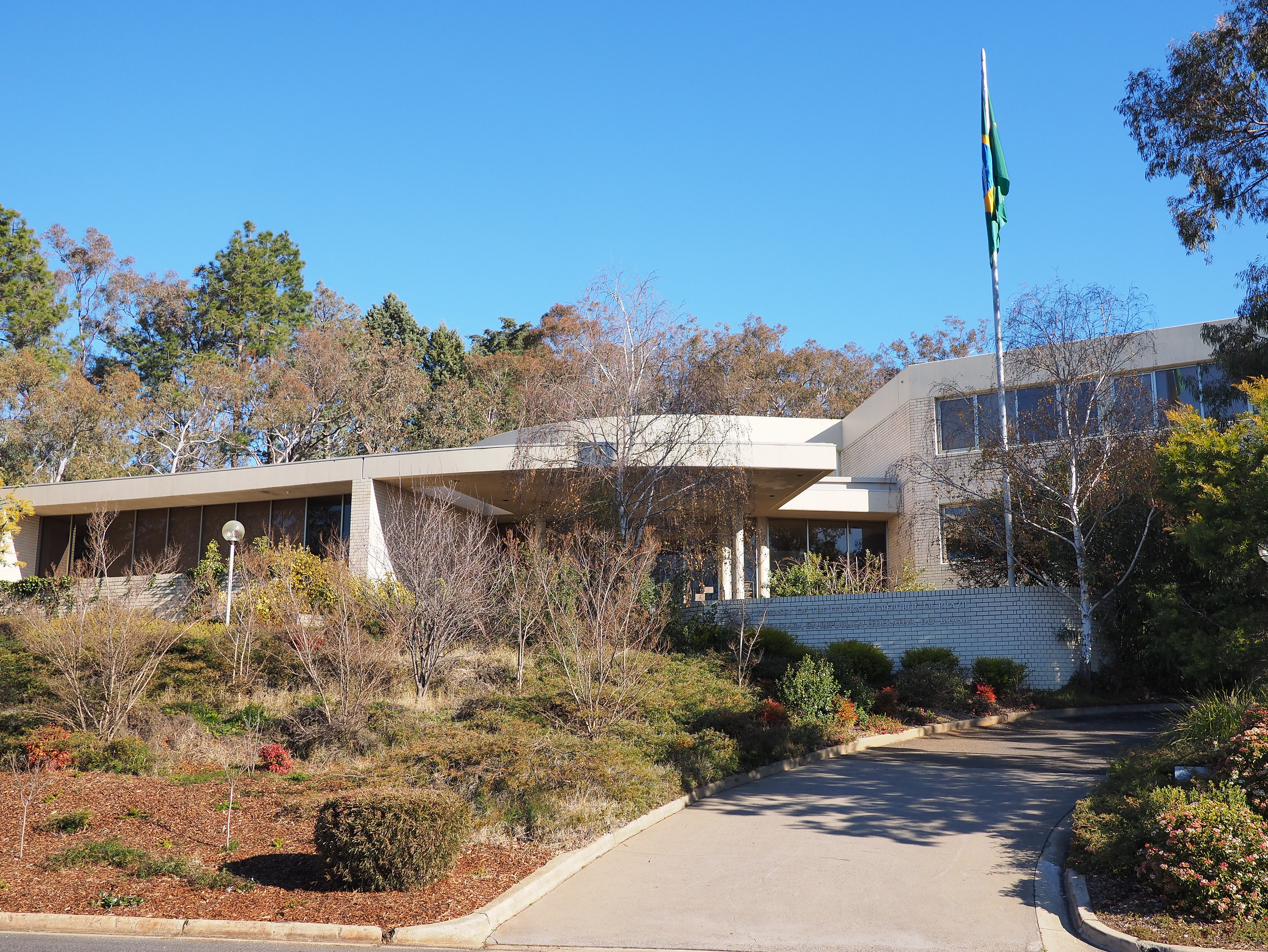
Embaixada em Camberra
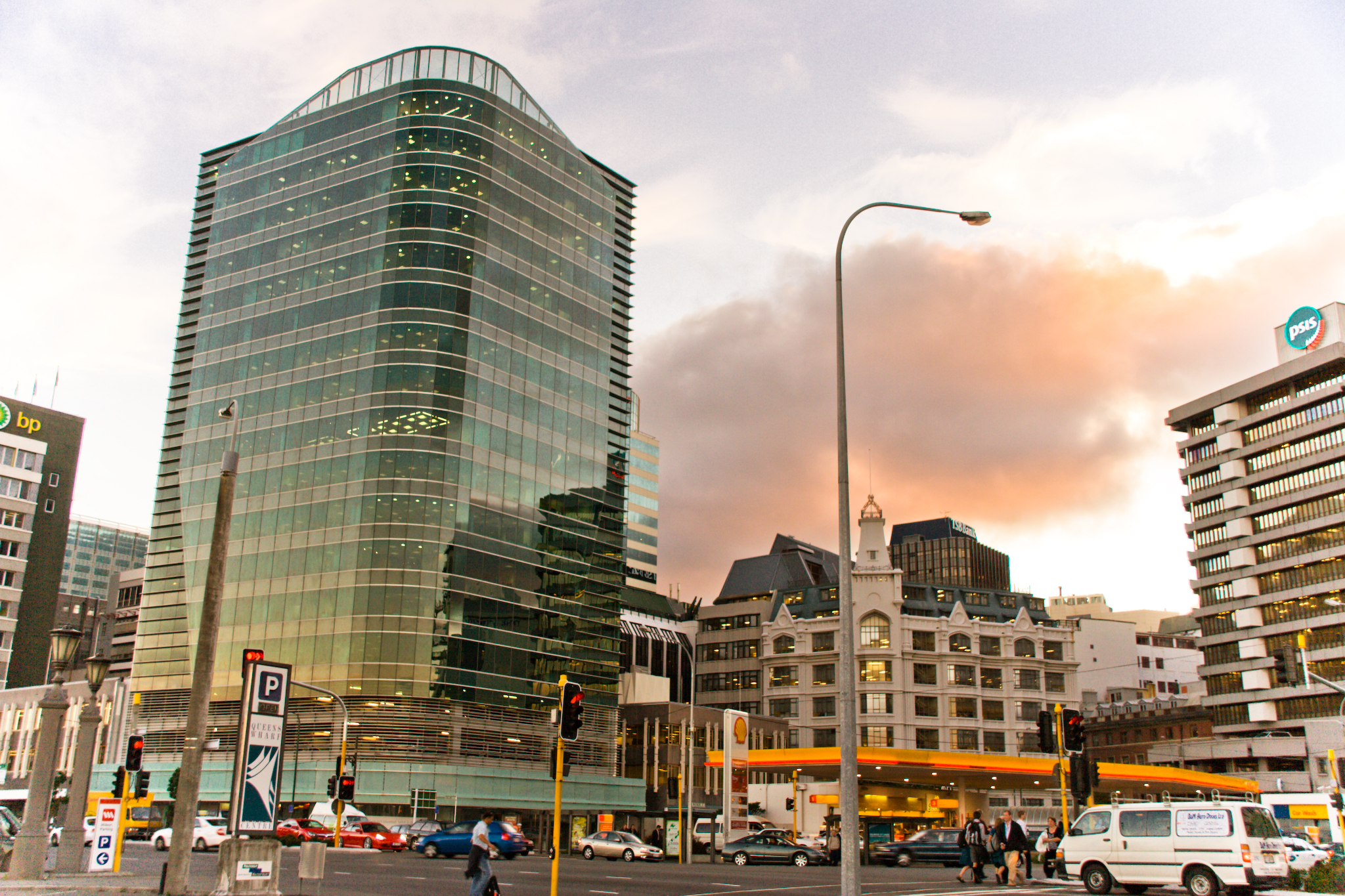
Embaixada em Wellington

## Organizações multilaterais e escritórios
- Bruxelas (missão permanente junto da União Europeia)
- Genebra (delegação permanente junto à Organização das Nações Unidas e outros organismos internacionais)
- Lisboa (missão junto à Comunidade dos Países de Língua Portuguesa)
- Montevidéu (delegação permanente junto à ALADI e ao Mercosul)
- Nova Iorque (delegação permanente junto à Organização das Nações Unidas)
- Paris (delegação permanente junto à UNESCO)
- Roma (delegação permanente junto à Organização das Nações Unidas para a Alimentação e a Agricultura)
- Viena (missão permanente junto à AIEA)
- Washington (missão permanente junto à Organização dos Estados Americanos)

## Países sem embaixadas brasileiras[4]

### África
- Burundi
  - Exercida pela Embaixada Brasileira em Nairóbi, Quênia
- Chade
  - Exercida pela Embaixada Brasileira em Iaundé, Camarões
- Comores
  - Exercida pela Embaixada Brasileira em Dar es Salã, Tanzânia
- Djibuti
  - Exercida pela Embaixada Brasileira em Adis Abeba, Etiópia
- Eritreia
  - Exercida pela Embaixada Brasileira no Cairo, Egito
- Gâmbia
  - Exercida pela Embaixada Brasileira em Dacar, Senegal
- Lesoto
  - Exercida pela Embaixada Brasileira em Pretória, África do Sul
- Libéria
  - Exercida pela Embaixada Brasileira em Acra, Gana
- Líbia
  - Exercida pela Embaixada Brasileira em Túnis, Tunísia
- Madagáscar
  - Exercida pela Embaixada Brasileira em Maputo, Moçambique
- Ilhas Maurícias
  - Exercida pela Embaixada Brasileira em Pretória, África do Sul
- Níger
  - Exercida pela Embaixada Brasileira em Cotonu, Benim
- República Centro-Africana
  - Exercida pela Embaixada Brasileira em Brazzaville, República do Congo
- Ruanda
  - Exercida pela Embaixada Brasileira em Nairóbi, Quênia
- Seicheles
  - Exercida pela Embaixada Brasileira em Dar es Salã, Tanzânia
- Serra Leoa
  - Exercida pela Embaixada Brasileira em Acra, Gana
- Somália
  - Exercida pela Embaixada Brasileira em Nairóbi, Quênia
- Essuatíni
  - Exercida pela Embaixada Brasileira em Maputo, Moçambique
- Sudão do Sul
  - Exercida pela Embaixada Brasileira em Adis Abeba, Etiópia
- Uganda
  - Exercida pela Embaixada Brasileira em Nairóbi, Quênia

### América
- Antígua e Barbuda
  - Exercida pela Embaixada Brasileira em Bridgetown, Barbados
- Dominica
  - Exercida pela Embaixada Brasileira em Bridgetown, Barbados
- Granada
  - Exercida pela Embaixada Brasileira em Bridgetown, Barbados
- São Cristóvão e Neves
  - Exercida pela Embaixada Brasileira em Bridgetown, Barbados
- São Vicente e Granadinas
  - Exercida pela Embaixada Brasileira em Bridgetown, Barbados

### Ásia
- Afeganistão
  - Exercida pela Embaixada Brasileira em Islamabade, Paquistão
- Brunei
  - Exercida pela Embaixada Brasileira em Kuala Lumpur, Malásia
- Butão
  - Exercida pela Embaixada Brasileira em Nova Déli, Índia
- Camboja
  - Exercida pela Embaixada Brasileira em Banguecoque, Tailândia (Embaixada brasileira a ser aberta em 2024).[5]
- Iêmen
  - Exercida pela Embaixada Brasileira em Riade, Arábia Saudita
- Laos
  - Exercida pela Embaixada Brasileira em Banguecoque, Tailândia
- Maldivas
  - Exercida pela Embaixada Brasileira em Colombo, Sri Lanka
- Mongólia
  - Exercida pela Embaixada Brasileira em Pequim, China
- Quirguistão
  - Exercida pela Embaixada Brasileira em Astana, Cazaquistão
- Tajiquistão
  - Exercida pela Embaixada Brasileira em Islamabade, Paquistão
- Turquemenistão
  - Exercida pela Embaixada Brasileira em Astana, Cazaquistão
- Uzbequistão
  - Exercida pela Embaixada Brasileira em Moscou, Rússia

### Europa
- Andorra
  - Exercida pelo Consulado-Geral do Brasil em Barcelona, Espanha[6]
- Islândia
  - Exercida pela Embaixada Brasileira em Oslo, Noruega
- Letónia
  - Exercida pela Embaixada Brasileira em Estocolmo, Suécia
- Liechtenstein
  - Exercida pela Embaixada Brasileira em Berna, Suíça
- Lituânia
  - Exercida pela Embaixada Brasileira em Copenhague, Dinamarca
- Luxemburgo
  - Exercida pela Embaixada Brasileira em Bruxelas, Bélgica
- Macedônia do Norte
  - Exercida pela Embaixada Brasileira em Sófia, Bulgária
- Malta
  - Exercida pela Embaixada Brasileira em Roma, Itália
- Moldávia
  - Exercida pela Embaixada Brasileira em Quieve, Ucrânia
- Mónaco
  - Exercida pela Embaixada Brasileira em Paris, França
- Montenegro
  - Exercida pela Embaixada Brasileira em Belgrado, Sérvia
- Ordem Soberana e Militar de Malta
  - Exercida pela Embaixada Brasileira a Santa Sé em Cidade do Vaticano, Vaticano
- San Marino
  - Exercida pela Embaixada Brasileira em Roma, Itália

### Oceania
- Fiji
  - Exercida pela Embaixada Brasileira em Camberra, Austrália
- Ilhas Marshall
  - Exercida pela Embaixada Brasileira em Manila, Filipinas
- Micronésia
  - Exercida pela Embaixada Brasileira em Manila, Filipinas[7]
- Nauru
  - Exercida pela Embaixada Brasileira em Camberra, Austrália
- Palau
  - Exercida pela Embaixada Brasileira em Manila, Filipinas[7]
- Papua-Nova Guiné
  - Exercida pela Embaixada Brasileira em Camberra, Austrália
- Kiribati
  - Exercida pela Embaixada Brasileira em Wellington, Nova Zelândia
- Ilhas Salomão
  - Exercida pela Embaixada Brasileira em Camberra, Austrália
- Samoa
  - Exercida pelo Consulado-Geral do Brasil em Sydney, Austrália[8]
- Tonga
  - Exercida pela Embaixada Brasileira em Wellington, Nova Zelândia
- Tuvalu
  - Exercida pela Embaixada Brasileira em Wellington, Nova Zelândia
- Vanuatu
  - Exercida pela Embaixada Brasileira em Camberra, Austrália